# Personaggi del Marvel Cinematic Universe

Da sinistra: Thor, Vedova Nera, Occhio di Falco, Hulk, Capitan America e Iron Man, i sei Avengers originali tra i protagonisti della Saga dell'infinito nel sesto film della serie, The Avengers (2012).

Segue un elenco dei personaggi del media franchise del Marvel Cinematic Universe (MCU). La serie di film del Marvel Cinematic Universe presenta una grande varietà di personaggi, alcuni dei quali ricoprono un ruolo centrale nelle varie fasi. Le prime tre fasi sono conosciute con il titolo "Saga dell'infinito" e comprendono 23 film, mentre con le fasi successive si raggiungono le 34 pellicole. Il secondo ciclo, che ricopre dalla quarta alla sesta fase, è denominata la "Saga del multiverso".

## Personaggi principali
La Fase Uno è incentrata principalmente sui sei individui che compongono il gruppo di Avengers originali (Iron Man, Capitan America, Thor, Hulk, Vedova Nera e Occhio di Falco) insieme a Nick Fury, leader dello S.H.I.E.L.D. e formatore della squadra. Altro personaggio centrale è Loki, fratellastro di Thor, il cui operato porta alla nascita degli Avengers per contrastare il suo piano di dominio del mondo.
La Fase Due include tra i protagonisti le nuove aggiunte della squadra: War Machine (già apparso nella Fase Uno), Falcon, Scarlet Witch e Visione. Sono inoltre introdotti i Guardiani della Galassia (composti da Star-Lord, Gamora, Drax il Distruttore, Rocket Raccoon e Groot), e Ant-Man. Nick Fury continua a occupare un ruolo di spicco, mentre Loki assume una posizione più da antieroe rispetto alla fase precedente.
La Fase Tre riporta tutti i personaggi precedentemente introdotti; si uniscono alle vicende anche Spider-Man e Black Panther. Il Soldato d'Inverno e Wasp assumono un ruolo di maggior importanza dopo le loro precedenti apparizioni nelle prime due fasi e vengono introdotti anche il Dottor Strange e Capitan Marvel. Thanos, già comparso in un ruolo minore, assume il ruolo di antagonista principale del primo ciclo. Ai Guardiani della Galassia si aggiungono i nuovi membri Mantis e Nebula, quest'ultima apparsa in precedenza come antagonista secondaria. La Fase Tre conclude la cosiddetta Saga dell'infinito e chiude gli archi narrativi di Iron Man, Capitan America e Vedova Nera.
La Fase Quattro rappresenta le conseguenze della Saga dell'infinito. Vengono introdotti nuovi eroi: Yelena Belova, il Guardiano Rosso, Shang-Chi, gli Eterni (composti da Sersi, Thena, Kingo, Makkari, Phastos, Sprite e Druig), U.S. Agent, Kate Bishop, Moon Knight, Ms. Marvel, Licantropus, She-Hulk, mentre altri personaggi (come Wanda Maximoff) acquisiscono un ruolo più rilevante. Alcuni personaggi, pur essendo deceduti in precedenza, fanno ritorno come varianti alternative o tramite espedienti temporali e magici (come nei casi di Loki, Gamora e Visione).
Nel corso delle varie fasi diventa più difficile riconoscere gli effettivi membri degli Avengers dai semplici alleati; per esempio, Rocket Raccoon, Nebula, Capitan Marvel e Okoye dopo Infinity War hanno operato per lungo tempo insieme agli Avengers ufficiali ma non è chiaro se siano considerati parte integrante del gruppo; lo stesso vale per Ant-Man, il Dottor Strange e Black Panther, che pur collaborando con la squadra nella battaglia finale contro Thanos con il suo esercito e l'Ordine Nero non fanno ufficialmente parte di essa.

### Introdotti nellaSaga dell'infinito

#### Introdotti nella Fase Uno

##### Tony Stark / Iron Man
Anthony "Tony" Edward Stark è un membro degli Avengers, genio, miliardario, playboy e filantropo. Combatte con armature elettromeccaniche di sua invenzioni sotto l'alter ego di Iron Man. Inizialmente un industriale ironico, egoista, arrogante, caparbio, sbandato e produttore d'armi, in seguito a un'esperienza di rapimento cambia in meglio decidendo di usare le sue invenzioni per sconfiggere potenziali minacce per la Terra. È un importante membro degli Avengers nonché suo finanziatore, sebbene il suo comportamento eccentrico ed egocentrico spesso lo porta ad avere attriti con gli altri (in particolar modo Steve Rogers). Segnato dalla traumatica esperienza dell'invasione di New York, diventa quasi ossessionato dall'idea di mantenere la Terra protetta, arrivando a creare Ultron, insieme con Bruce Banner. In seguito diventa il leader della fazione di Avengers intenzionati a firmare gli accordi di Sokovia e fa da mentore a Peter Parker, giovane con i super poteri che ha reclutato per sostenere la sua causa. Resta devastato dagli eventi della guerra contro Thanos, ritirandosi dalla carriera di supereroe per sposare Pepper Potts, con cui ha una figlia. Si riappacifica con i compagni Avengers cinque anni dopo, quando ideano un piano per riportare in vita le persone sterminate da Thanos e si sacrifica nella battaglia finale usando le Gemme dell'Infinito per far dissolvere Thanos e il suo esercito. La sua morte viene commemorata dal mondo e al suo funerale partecipano gli Avengers al completo. Otto mesi dopo si scopre che ha nominato Peter Parker come suo successore.
È interpretato da Robert Downey Jr. e doppiato da Angelo Maggi, mentre in What If...? è originariamente doppiato da Mick Wingert.

##### Steve Rogers / Capitan America
Steven "Steve" Rogers è un membro degli Avengers; durante la Seconda Guerra Mondiale fu sottoposto a un esperimento per migliorare la propria fisiologia mediante il siero del supersoldato, diventando noto come Capitan America e sostenendo le truppe americane combattendo contro la malvagia organizzazione nazista chiamata HYDRA. A causa di un incidente rimase congelato nel ghiaccio per circa settant’anni; risvegliato ai giorni nostri, diventa un membro formativo e leader degli Avengers. Rogers è stato definito dal suo coraggio, patriottismo e rettitudine, e ha sempre avuto uno spirito nobile e onesto, intollerante verso le ingiustizie e gli abusi di potere, ragion per cui si trova spesso in contrasto con il più sbandato Tony Stark, nonostante i due abbiano un grande rispetto reciproco. Non si arrende mai facilmente e il suo tentativo di fare sempre la cosa giusta senza sottostare a qualcuno lo porta a scontrarsi con il governo riguardo agli accordi di Sokovia, diventando il leader della fazione degli Avengers che si rifiuta di firmare. Il suo migliore amico è Bucky Barnes, ed è molto legato anche a Natasha Romanoff e Sam Wilson; dopo la sconfitta di Thanos torna indietro nel tempo per ricongiungersi con la sua amata Peggy Carter e, ormai anziano nel presente, dona a Sam il suo scudo designandolo il nuovo Capitan America. Durante la battaglia finale contro Thanos si rivela degno di brandire il martello magico Mjolnir.
È interpretato da Chris Evans e doppiato da Marco Vivio, mentre in What If...? è doppiato in originale da Josh Keaton.

##### Thor Odinson
Thor è un Avenger e tra gli Asgardiani più potenti, noto come il "Dio del Tuono"; è ispirato all'omonimo dio della mitologia nordica. Inizialmente arrogante e bellicoso, dopo un'esperienza di esilio sulla Terra assume un comportamento più umile e volto al sacrificio nonostante mantenga alcuni tratti impulsivi. È molto protettivo verso la Terra e i suoi abitanti, diventandone uno dei suoi difensori più potenti arruolandosi tra gli Avengers. Ha un rapporto complesso di odio-amore con il fratello adottivo Loki, con cui riesce a riappacificarsi alla fine di Thor: Ragnarok e tra i suoi amici più stretti si contano Bruce Banner, Valchiria, Heimdall, Rocket e Groot. Ha avuto una relazione con l'umana Jane Foster terminata in circostanze non del tutto chiare. A partire da Ragnarok il personaggio assume risvolti più umoristici e diventa il re degli Asgardiani dopo aver causato la distruzione del regno per salvarne gli abitanti dalla sorella Hela. Avendo fallito di poco nell'uccidere Thanos e impedire che sterminasse metà dell'universo, Thor cade in depressione e ingrassa notevolmente, riuscendo a superare tale condizione durante i viaggi nel tempo per recuperare le Gemme dell'Infinito. Partecipa alla battaglia contro Thanos e, dopo il funerale di Tony Stark, decide di affidare il ruolo di re di Asgard a Valchiria per partire con i Guardiani della Galassia in viaggio per l'universo. Dopo aver riacquistato la sua forma fisica consueta, si trova a combattere Gorr il Macellatore di Dei al fianco di Jane, che ha acquisito i poteri di Mjolnir; quest'ultima muore di cancro dopo la sconfitta di Gorr e Thor rimane a occuparsi di Amore, la figlia di Gorr rimasta orfana. Inizialmente la sua arma distintiva è il martello Mjolnir che può essere brandito solo dalla persona degna di diventare re di Asgard; in seguito alla sua distruzione per mano di Hela riesce a sbloccare i suoi poteri da dio del tuono e per fronteggiare Thanos si fa forgiare l'ascia Stormbreaker. Durante uno scontro con Hela perde un occhio, che sostituisce con uno bionico di diverso colore regalatogli da Rocket.
È interpretato da Chris Hemsworth e doppiato da Massimiliano Manfredi.

##### Bruce Banner / Hulk / Smart Hulk
Bruce Banner è un membro degli Avengers, un geniale fisico che, a causa dell'esposizione alle radiazioni gamma, ha assunto la capacità di trasformarsi in un mostro verde noto come Hulk quando si arrabbia o si agita. Si è sottoposto a un esperimento di radiazioni gamma progettato per replicare il programma "super-soldato" della Seconda Guerra Mondiale eseguito su Steve Rogers, ma l'esperimento fallì con conseguenze devastanti. Di conseguenza, si trasforma in Hulk ogni volta che il suo cuore supera i 200 battiti al minuto. In quest’ultima forma è dotato di una forza fisica sovrumana, ma agisce mosso esclusivamente da un istinto di autoconservazione quasi animalesco, attaccando tutto ciò che percepisce come una minaccia compresi i suoi alleati del momento. Come Bruce è alquanto timido e impacciato e inizialmente viene visto con diffidenza e timore dal resto della squadra a causa delle sue trasformazioni imprevedibili, ma poi sviluppa un buon rapporto di amicizia con Tony, Thor e Valchiria, oltre che una breve storia romantica con Natasha Romanoff. Originariamente era fidanzato con Betty Ross, ma l'ha lasciata perché costretto alla fuga dai militari che intendevano compiere esperimenti su di lui. Nel corso del tempo Banner impara a controllare maggiormente le sue trasformazioni, diventando Hulk a suo piacimento, sebbene sembri non ricordare le sue azioni nei panni del mostro verde. Quest’ultimo a sua volta sviluppa una sorta di propria coscienza, tanto da arrestare la trasformazione inversa per due anni, imparare a parlare e a controllare maggiormente la sua rabbia. Betty e Natasha sono le uniche che riescono a calmarlo quando è trasformato; comunque il suo controllo sulla creatura verde non è mai del tutto assicurato. Dopo il primo scontro con Thanos, Bruce riesce a fondersi con la sua controparte assumendone l'aspetto ma mantenendo il proprio intelletto. Insieme agli altri Avengers e Guardiani della Galassia viaggia indietro nel tempo per recuperare le Gemme dell'Infinito ed è colui che le utilizza per far tornare in vita le persone uccise da Thanos, ferendosi gravemente al braccio a causa della loro potenza. Partecipa allo scontro finale e, dopo il funerale di Tony Stark, manda indietro nel tempo Capitan America affinché restituisca le Gemme, senza sapere che ne approfitterà per tornare negli Anni Quaranta a vivere con Peggy Carter. Ha un ottimo rapporto con la cugina Jennifer Walters, che sostiene quando lei acquisisce i suoi stessi poteri diventando She-Hulk. Si scopre che su Sakaar ha avuto un figlio, Skaar. Il personaggio riapparirà nel prossimo film Spider-Man: Brand New Day.
È interpretato da Edward Norton ne L’incredibile Hulk e da Mark Ruffalo negli altri film dell'MCU e doppiato da Massimiliano Manfredi (Norton) e Riccardo Rossi (Ruffalo). Lou Ferrigno, che interpretò il personaggio nella serie televisiva degli Anni Sessanta, lo doppia come Hulk in L’incredibile Hulk, The Avengers e Avengers: Age of Ultron.

##### Natasha Romanoff / Vedova Nera
Natasha Romanoff, conosciuta anche come la Vedova Nera, è un membro degli Avengers con un passato da spia, altamente addestrata nel combattimento a corpo a corpo e nell'uso di armi da fuoco. È stata formata nella Sala Rossa in Russia fin da bambina: apparentemente una scuola di danza, sottoponeva le sue reclute a un feroce addestramento per utilizzarle come assassine e spie. Diventa un membro dello S.H.I.E.L.D. dopo essere stata reclutata da Clint Barton (mandato a ucciderla) con cui è legata da una profonda amicizia. Normalmente è una persona controllata, quasi priva di emozioni per mantenere segreta qualunque cosa pensi, tranne quando si trova insieme a persone di cui si fida assolutamente. Sebbene tenda a comportarsi in modo serio e professionale, ha un senso dell'umorismo sarcastico, che emerge principalmente quando è con Rogers e Barton. Natasha è una donna molto intelligente, leale e affascinante; sebbene dura e a volte spietata, cerca sempre di fare la cosa giusta ed è tormentata dai rimorsi per i crimini commessi in passato. Donna di fiducia di Nick Fury, viene mandata a sorvegliare Tony Stark dopo che il miliardario rivela la sua identità di Iron Man pubblicamente ed entra nel gruppo formativo degli Avengers (di cui è inizialmente l'unico membro femminile) quando Loki giunge a minacciare la Terra. Successivamente stringe un'ulteriore amicizia con Steve Rogers aiutandolo a smascherare l'infiltrazione dell'Hydra nello S.H.I.E.L.D. e inizia una relazione con Bruce Banner che si interrompe quando quest’ultimo scompare dopo la battaglia contro Ultron. Si schiera a favore degli accordi di Sokovia ma, durante lo scontro tra le due fazioni di Avengers, passa alla fazione avversaria lasciando scappare Rogers e Bucky Barnes, venendo quindi costretta a darsi alla macchia a sua volta. Fa ritorno con i suoi compagni per fronteggiare l'esercito di Thanos in Wakanda ed è tra gli Avengers sopravvissuti allo sterminio di Thanos. Durante la missione di recupero delle Gemme si sacrifica per pagare il tributo richiesto da Teschio Rosso e permettere a Clint di tornare nel presente con la Gemma dell'Anima in modo da riportare in vita le persone uccise da Thanos. La sua morte è fonte di grande dolore per i compagni, in particolare per Steve, Bruce e Clint, e viene commemorata con gli altri eroi caduti per salvare la Terra. Nel film Black Widow si scopre che in Russia ha un legame di profondo affetto con un altro gruppo di spie altamente addestrate con cui forma una sorta di famiglia.
È interpretata da Scarlett Johansson e doppiata da Domitilla D'Amico; in What if...? è doppiata in originale da Lake Bell.

##### Clint Barton / Occhio di Falco / Ronin
Clint Barton, noto anche come Occhio di Falco, è un membro degli Avengers e agente dello S.H.I.E.L.D.; è l'unico del gruppo di eroi ad avere una famiglia, essendo sposato e con tre bambini. Grande amico di Natasha Romanoff, è un abilissimo arciere e combatte sempre con arco e frecce. Loki lo pone sotto il suo controllo quando arriva sulla Terra per usarlo come agente e farsi rivelare informazioni sul neo nato gruppo di Avengers; tuttavia viene successivamente liberato da Natasha e partecipa con i compagni eroi alla battaglia per salvare New York.  In Avengers: Age of Ultron partecipa più attivamente alle missioni del gruppo, ospitandolo a casa sua per riprendersi dopo lo scontro con i gemelli Maximoff. Si schiera a favore della fazione di Capitan America durante la guerra civile, venendo per questo incarcerato e poi messo agli arresti domiciliari. Con lo sterminio di Thanos, perde tutta la sua famiglia, al che inizia ad agire da giustiziere conosciuto come Ronin per uccidere i criminali che sono sopravvissuti all'operato del Titano Pazzo. Richiamato da Natasha, partecipa ai viaggi nel tempo per recuperare le Gemme dell'Infinito e riportare in vita i morti a causa di Thanos. Assiste con impotenza alla morte di Natasha per recuperare la Gemma dell'Anima; successivamente partecipa alla battaglia finale contro Thanos occupandosi di portare al sicuro il guanto contenente le Gemme, venendo aiutato da Nebula e la Pantera Nera. Assiste al funerale di Tony Stark con la sua famiglia, al termine del quale lui e Wanda Maximoff si confortano reciprocamente per le morti dei loro cari Natasha e Visione. Successivamente, Barton comincia a soffrire di sordità a causa dei traumi riportati durante gli anni come agente e Avenger; si ritira poi dall’attività di supereroe e va a New York per trascorrere il Natale coi figli, ma si trova costretto a tornare in azione per aiutare la giovane Kate Bishop, sua grande estimatrice, affrontando nemici mafiosi che si era procurato durante gli anni di attività come Ronin.
È interpretato da Jeremy Renner e doppiato da Christian Iansante.

##### Nick Fury
Nick Fury è il direttore dello S.H.I.E.L.D. e responsabile dell'iniziativa Vendicatori. L'idea nacque in seguito a un'avventura vissuta con la supereroina Carol Danvers, dalla quale comprese che esistono altri esseri nell'universo e che la Terra si sarebbe dovuta tenere pronta in caso dell'arrivo di minacce esterne. Un tratto distintivo del suo carattere è l'estrema paranoia; ciò lo porta a far costruire enormi armamenti da usare contro individui potenzialmente pericolosi per la Terra, cosa che si rivolterà contro di lui quando l'Hydra, infiltrata nello S.H.I.E.L.D., farà la sua mossa. La sua tendenza a mentire o nascondere segreti lo porta in diverse occasioni ad avere dei contrasti con Iron Man e Capitan America; le uniche persone di cui si fida davvero sono Clint Barton, Natasha Romanoff, Phil Coulson e Maria Hill. Spesso assiste gli Avengers inviando loro supporto o consigli, seppur tale ruolo si riduce notevolmente nella terza fase dell'MCU dopo lo smantellamento dello S.H.I.E.L.D. Si dissolve con Maria Hill in seguito allo sterminio di Thanos, ma prima riesce a inviare una richiesta di aiuto a Captain Marvel. Cinque anni dopo torna in vita grazie all'operato degli Avengers e presenzia al funerale di Tony Stark. Si fa sostituire dal suo amico Skrull Talos per reclutare il giovane Peter Parker in alcune missioni sulla Terra, mentre lui si trova nello spazio per qualche progetto non ben definito. In quanto membro dello S.H.I.E.L.D. è esperto nell'uso delle armi da fuoco ed è un grande stratega.
È interpretato da Samuel L. Jackson e doppiato da Paolo Buglioni (nei film) e da Fabrizio Pucci (in What if...?).

##### James Rhodes / War Machine
James "Rhodey" Rhodes è un membro degli Avengers e colonnello dell'United States Air Force. Miglior amico di Tony Stark, è tra i primi a venire a sapere della sua identità di Iron Man. Nonostante sia spesso dubbioso delle azioni di Tony, cerca sempre di sostenerlo e di frenare i suoi comportamenti troppo avventati; è proprio l'amico a dargli un'armatura simile alla sua ma dotata di armamenti più pesanti, con la quale diventa noto con il nome di War Machine. Per un certo periodo si adatta alle richieste del governo e agisce sotto l'alter ego di Iron Patriot dando la classica immagine dell'eroe americano, salvo poi tornare alla consueta armatura color metallo. Partecipa alla Battaglia di Sokovia al termine del quale entra a far parte degli Avengers; in seguito si schiera con la fazione della squadra a favore degli accordi di Sokovia e, nello scontro tra supereroi, resta paralizzato. Tony gli fornisce un supporto bionico alle gambe per permettergli di camminare nuovamente. Quando Thanos minaccia la Terra, Rhodey non si fa problemi a voltare le spalle al governo per accogliere nuovamente Capitan America, Vedova Nera e Falcon. È tra i pochi Avengers a sopravvivere all'operato di Thanos, passando i cinque anni seguenti continuando a lavorare per la squadra. Torna indietro nel tempo con i compagni per recuperare la Gemma del Potere insieme a Nebula, per poi combattere nella battaglia finale contro Thanos salvando Rocket quando il complesso degli Avengers crolla loro addosso. Assiste Tony nei suoi ultimi istanti di vita e partecipa al suo funerale. Sei mesi dopo partecipa alla cerimonia in cui Sam Wilson sceglie di rinunciare allo scudo di Capitan America, dandogli dei consigli al riguardo. Si scopre successivamente che Rhodes è stato ad un certo punto rapito e tenuto prigioniero degli Skrull, venendo rimpiazzato da uno di loro, ma verrà liberato da G'iah insieme agli altri prigionieri. Sarà il protagonista del film Armor Wars.
In un universo alternativo mostrato in What If...?, Rhodes viene ucciso da Erik Killmonger insieme a T'Challa per incrementare una guerra tra gli Stati Uniti e il Wakanda.
È interpretato da Terrence Howard (Iron Man) e Don Cheadle e doppiato da Fabrizio Vidale.

##### Loki Laufeyson
Loki, mai diventato principe di Asgard, conosciuto anche come il Dio dell'Inganno; è ispirato all'omonima divinità norrena. In realtà è un gigante di ghiaccio più piccolo del normale a causa di un difetto genetico, lasciato per questo a morire. Odino lo trovò e adottò come suo figlio, nascondendo a tutti la sua vera identità incluso a lui stesso. Loki cresce sentendosi messo in secondo piano rispetto al fratello Thor e viene addestrato nell'arte della magia dalla madre piuttosto che nel combattimento fisico. La scoperta di essere un Gigante di Ghiaccio, creature odiate e temute dagli Asgardiani, lo lascia altamente sconvolto; da quel momento mira a dare prova di sé sedendo sul trono di Asgard, obiettivo che raggiunge in Thor: The Dark World. Dopo aver tentato il suicidio lasciandosi cadere in un wormhole, incontra Thanos che lo manda a dominare la Terra con un esercito di Chitauri e uno scettro contenente la Gemma della Mente in cambio del Tesseract. Tale piano porterà alla formazione degli Avengers, che si uniscono per fermarlo. Loki nutre un forte rancore verso il padre e il fratello ritenendo di essere sempre stato sminuito e messo da parte da loro, mentre al contrario ha un profondo affetto per sua madre Frigga, restando devastato dalla sua morte; comunque, spesso dimostra di avere come desiderio quello di essere accettato come pari da Odino e Thor piuttosto che essere realmente interessato al trono. In diverse occasioni si comporta in maniera ambigua, aiutando Thor o tradendolo, e ha finto la propria morte più volte. È estremamente intelligente e abile con le parole, oltre che fisicamente prestante come tutti gli Asgardiani al punto da riuscire a tenere testa a Capitan America in uno scontro fisico. Si redime completamente al termine di Thor: Ragnarok salvando il popolo di Asgard e riappacificandosi con Thor, poco prima che Thanos attacchi la loro nave per impossessarsi del Tesseract in mano a Loki. Quest’ultimo, per salvare Thor, cerca vanamente di uccidere il titano che gli spezza il collo prevedendo la sua mossa. In Endgame, durante la missione nel 2012 per recuperare le Gemme dello Spazio e della Mente, Iron Man e Ant-Man si fanno accidentalmente sfuggire il Tesseract che capita in mano al Loki di quell'anno (appena catturato dagli Avengers dopo la battaglia di New York) e il dio dell'inganno ne approfitta per fuggire. Tale versione di Loki non ancora redenta viene identificato come una Variante temporale errante, pertanto viene catturato dall'organizzazione Time Variance Authority; tramite una serie di avventure, e grazie l'amicizia con Mobius e Sylvie (una sua variante alternativa), subisce una notevole evoluzione che lo porta a capire i suoi errori passati. Cerca di impedire a Sylvie di percorrere il suo stesso cammino autodistruttivo, ma non riesce a fermarla dall'uccidere Colui che Rimane e di conseguenza si prefigge l'obiettivo di avvertire il Multiverso della minaccia di Kang. Successivamente, decide di sacrificarsi prendendo il posto di Colui che Rimane alla fine dei tempi, preservando il multiverso con i suoi nuovi poteri a costo di passare l'eternità in solitudine.
È interpretato da Tom Hiddleston e doppiato da David Chevalier.

##### Bucky Barnes / Soldato d'Inverno / Lupo Bianco
James Buchanan "Bucky" Barnes, conosciuto anche come il Soldato d'Inverno (Winter Soldier), è un membro degli Avengers e il miglior amico di Steve Rogers. I due sono compagni fin dall'infanzia e con lo scoppio della Seconda Guerra Mondiale Steve abbraccia per la prima volta il suo ruolo di Capitan America guidando una missione per salvare Bucky caduto in mano ai tedeschi. Da quel momento Bucky diventa uno dei più importanti alleati dell'amico nell'azione bellica, finché non viene dato per morto in una missione. In realtà il giovane sopravvive, ma perde un braccio e viene catturato dall'Hydra che lo sottopone a una tortura fisica e mentale per trasformarlo nel Soldato d’Inverno, un umano potenziato similmente a Capitan America usato come sicario dall'organizzazione e ibernato nel corso degli anni per essere svegliato ogni qualvolta debba uccidere. Tra le sue missioni più importanti si conta l'assassinio dei coniugi Stark il 16 dicembre 1991. Steve scopre cosa gli è successo quando il Soldato d’Inverno viene mandato a uccidere lui, Natasha Romanoff e Sam Wilson; risvegliatosi parzialmente, si dà’ alla macchia ma viene incastrato per atti di terrorismo da Zemo in un contorto piano volto a scatenare una guerra civile tra gli Avengers. Una delle principali cause del conflitto tra Tony Stark e Rogers è la scoperta che Bucky ha ucciso i genitori del primo, in seguito alla quale Barnes viene portato in Wakanda dove si sottopone a un trattamento di ibernazione che cancella del tutto il suo condizionamento mentale. Si unisce alla battaglia del Wakanda ed è tra i primi alleati degli Avengers a dissolversi per l'operato di Thanos davanti a Steve e Thor. Quando torna in vita cinque anni dopo partecipa allo scontro finale contro l'esercito del Titano Pazzo e saluta un'ultima volta Steve prima che viaggi indietro nel tempo per andare a vivere con Peggy Carter, accettando la sua decisione di rendere Sam Wilson il nuovo Capitan America. Inizialmente di carattere allegro e ottimista, nel corso della storia diventa cupo e serio a causa delle sofferenze patite; indossa un braccio di vibranio realizzato in Wakanda per sostituire quello perso. Sei mesi dopo il Blip conduce una vita solitaria a Brooklyn; è stato ufficialmente perdonato dal governo per i crimini compiuti come Soldato d'Inverno con l'imposizione di partecipare a diverse sedute con una psicologa. È tormentato dai rimorsi per le azioni passate e cerca di fare ammenda come può portando all'arresto di criminali associati all'Hydra e assistendo l'anziano padre di una delle sue innocenti vittime. Disapprova fortemente la scelta di Sam di donare lo scudo di Capitan America al governo in quanto lo ritiene un tradimento nei confronti dell'eredità di Steve. Nonostante l'ostilità reciproca, lui e Sam decidono comunque di collaborare temporaneamente per abbattere il gruppo terroristico di super soldati noto con il nome di Flag-Smashers, facendo squadra con Zemo e Sharon Carter. Dopo aver riconsegnato lo scudo a Sam, si riappacifica con lui e gli confessa i suoi tormenti, decidendo di fare ammenda una volta per tutte per il suo passato dopo un confronto con Zemo. Dopo aver combattuto i terroristi, Bucky completa la sua "lista del perdono", si riappacifica con John Walker e trova nuovamente serenità con Sam e la sua famiglia in Louisiana. In seguito, sarà uno dei membri di una squadra di antieroi, nota come i Thunderbolts.
Nella serie animata What If...?, in un universo alternativo dove Peggy Carter assume il siero del super-soldato al posto di Steve, Bucky viene salvato dagli esperimenti dell'Hydra e non viene mai dato per morto, pertanto non diventa il Soldato d'Inverno. In un altro universo è tra i pochi sopravvissuti a un'epidemia zombie e insieme ai compagni cerca di trovare una cura. Cerca di fermare la zombificata Wanda Maximoff per dare tempo agli altri di fuggire e viene sopraffatto dai poteri della donna.
È interpretato da Sebastian Stan e doppiato da Emiliano Coltorti.

##### Thanos
Thanos è un potente e spietato signore della guerra intergalattico, e l'antagonista principale della Saga dell'infinito. Proviene dal pianeta Titano ed è l'ultimo della sua specie: aveva previsto che le scarse risorse disponibili e la sovrappopolazione del mondo avrebbero portato allo sterminio della razza, proponendo come soluzione il genocidio di metà della popolazione senza alcuna distinzione, ma era stato esiliato venendo ritenuto un folle. Da allora Thanos viaggia per l'universo sterminando metà popolazione di vari pianeti per impedire loro lo stesso destino dei titani. Il suo scopo (su cui si basa l'intera Saga dell'Infinito) è quello di collezionare le sei Gemme dell'infinito al fine di usarle per sterminare metà della vita nell'universo affinché l'altra possa prosperare. In The Avengers si scopre che è il misterioso benefattore che ha inviato Loki sulla Terra per conquistarla; successivamente interviene di persona per ottenere le Gemme, scontrandosi con gli Avengers e i Guardiani della Galassia. È estremamente freddo e determinato e non ha scrupoli nell'uccidere chiunque cerchi di ostacolarlo; l'unica persona per cui sembra provare vero affetto, seppur in modo distorto, è la figlia adottiva Gamora che comunque non esita a sacrificare per ottenere la Gemma dell'Anima. Al contrario, ha poca considerazione per Nebula e qualsiasi altro suo sottoposto. Dopo essere riuscito con successo nella sua impresa, si ritira in un luogo chiamato il Giardino per riposarsi dopo aver distrutto le Gemme ma viene raggiunto dagli Avengers superstiti e ucciso da Thor in un impeto di rabbia dopo la scoperta che le sue azioni sono irreversibili. Quando gli Avengers tornano indietro nel tempo per recuperare le Gemme dell'Infinito dal passato e riportare in vita tutte le persone uccise dal titano, il Thanos del 2014 si accorge della loro missione a causa dei collegamenti mentali tra la Nebula del presente e quella del 2014. Riesce quindi a raggiungere il presente con il suo esercito e, rendendosi conto che nessuno accetterà le sue azioni perché troppo sofferenti per le perdite subite, decide di cambiare i suoi piani e usare le Gemme per distruggere tutto l'universo e crearne uno nuovo e grato. Si scontra con tutti gli Avengers, venendo messo in particolare difficoltà da Wanda Maximoff e Carol Danvers, ma viene ucciso definitivamente quando Tony Stark usa il guanto contenente le Gemme per far dissolvere lui e il suo esercito. Thanos, sconvolto, non può fare altro che sedersi e contemplare la sua sconfitta prima di dissolversi a sua volta.
In What If...? viene mostrato un futuro alternativo in cui T'Challa (diventato Star-Lord al posto di Peter Quill) ha convinto Thanos a rinunciare al genocidio per distribuire le risorse in modo migliore nell'universo. In questa versione Thanos ha rinunciato ai suoi propositi bellicosi, è diventato un giardiniere e fa parte dei Ravagers; durante una missione si ricongiunge con la figlia adottiva Nebula. In un altro universo, una volta giunto sulla Terra Thanos viene infettato da un virus che lo trasforma in zombie. In un terzo universo, Thanos giunge sulla Terra nel 2015 dopo essersi impossessato di quasi tutte le Gemme dell'Infinito per recuperare quella della Mente, ma trova ad accoglierlo Ultron nel corpo di Visione che lo uccide immediatamente tagliandolo in due, diventando il nuovo possessore delle Gemme.
È interpretato da Damion Poitier (solo nel cameo di The Avengers) e Josh Brolin e doppiato da Alessandro Rossi.

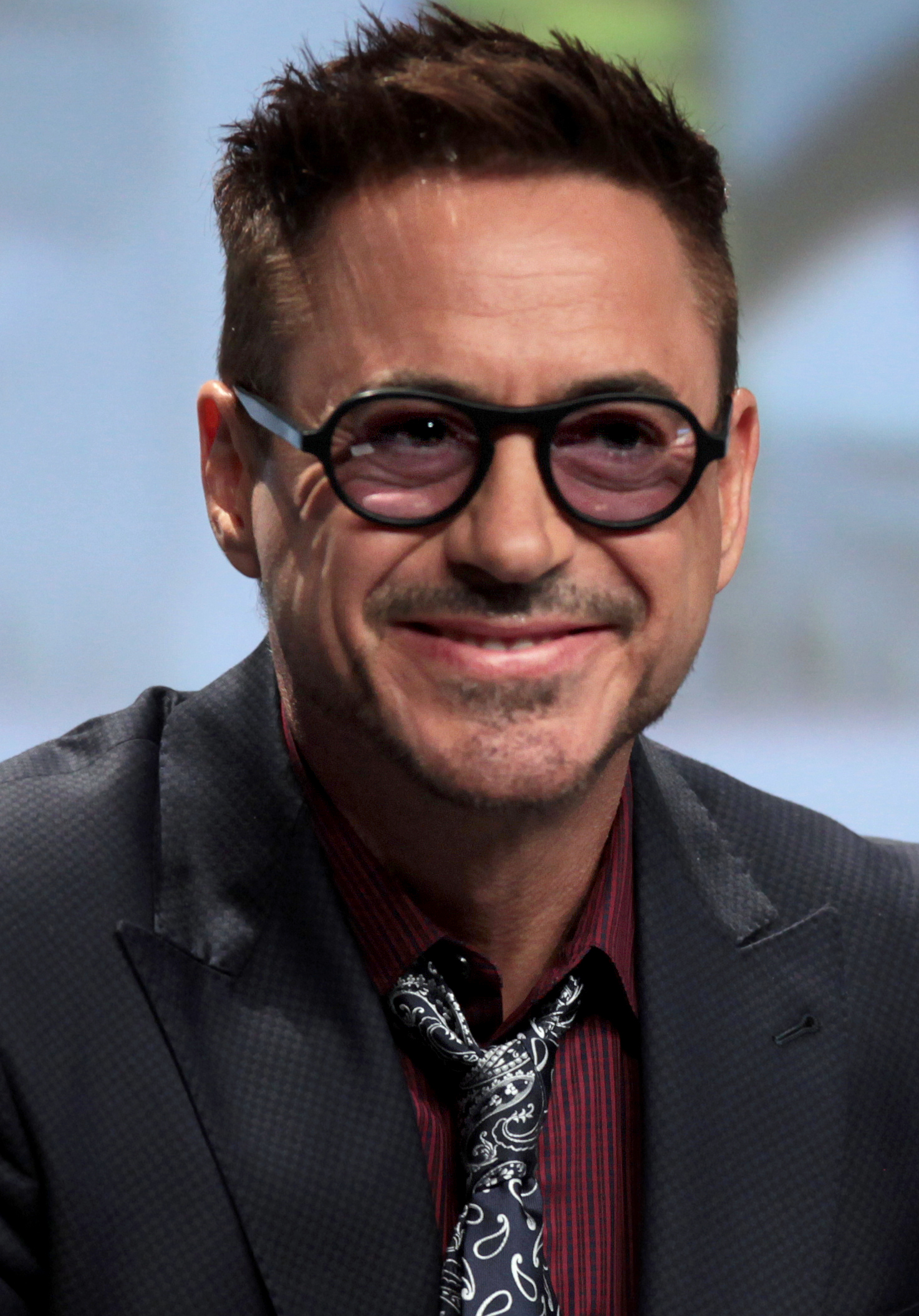
Robert Downey Jr., interprete di Tony Stark / Iron Man.
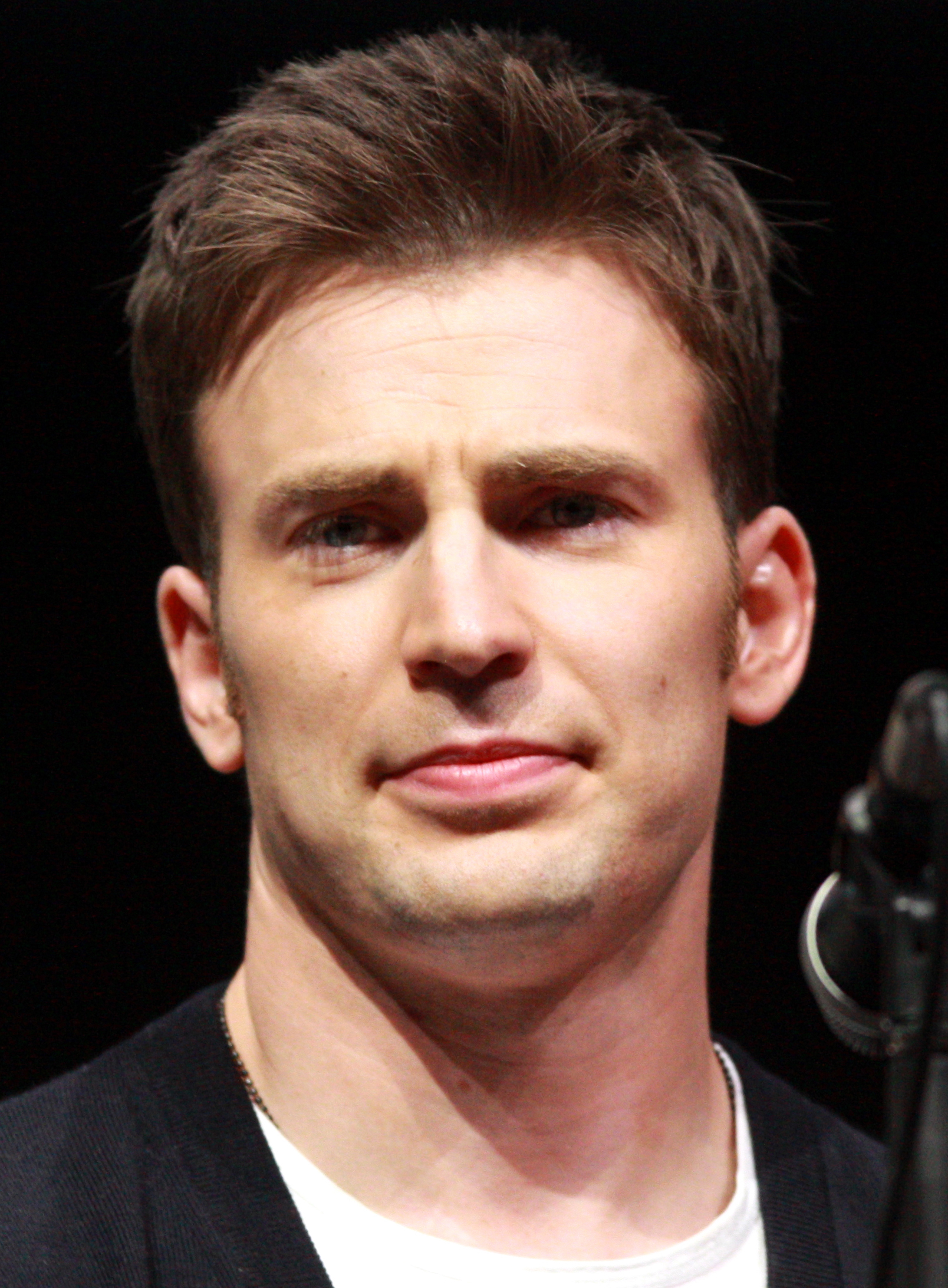
Chris Evans, interprete di Steve Rogers / Capitan America.
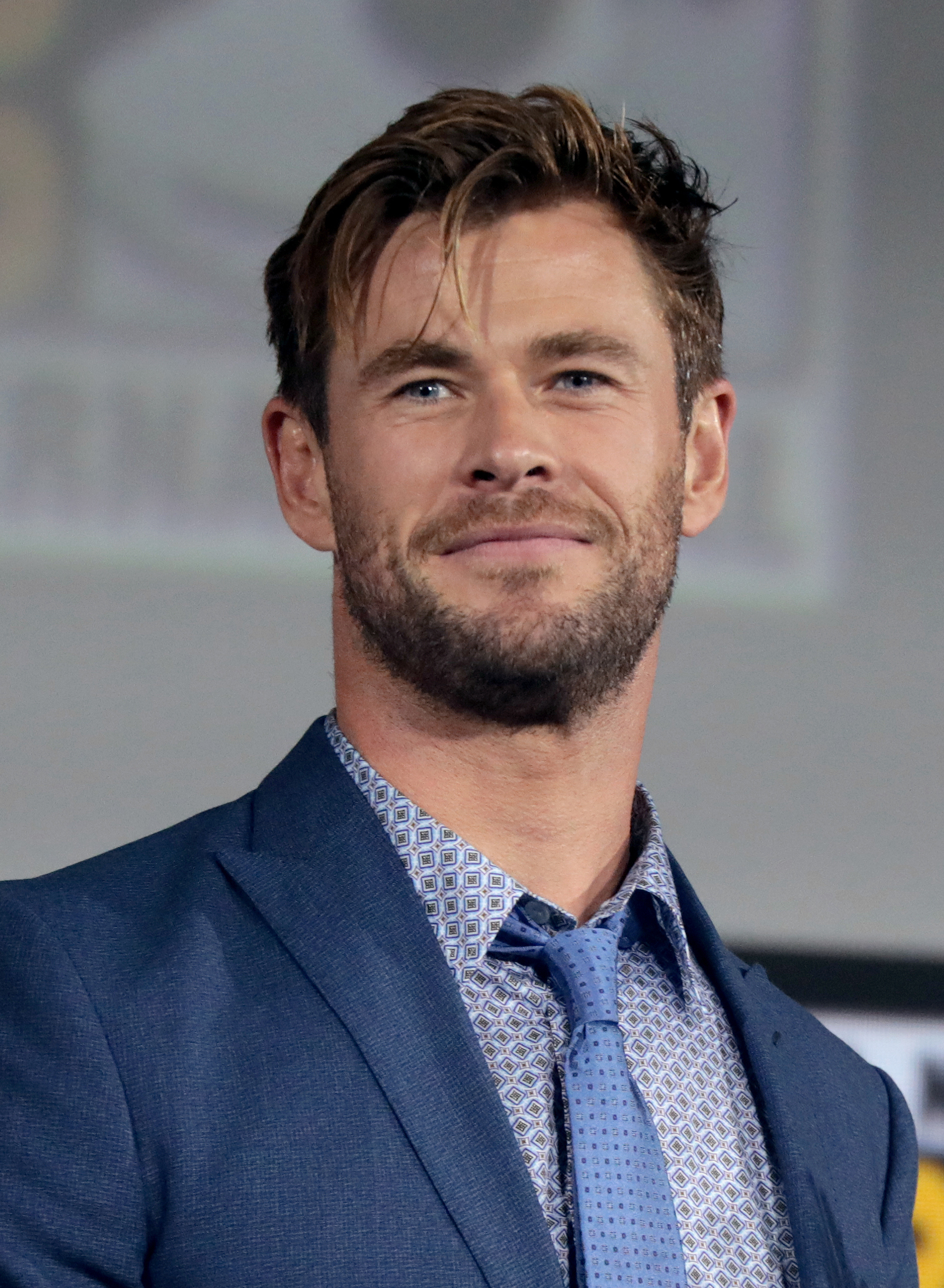
Chris Hemsworth, interprete di Thor.
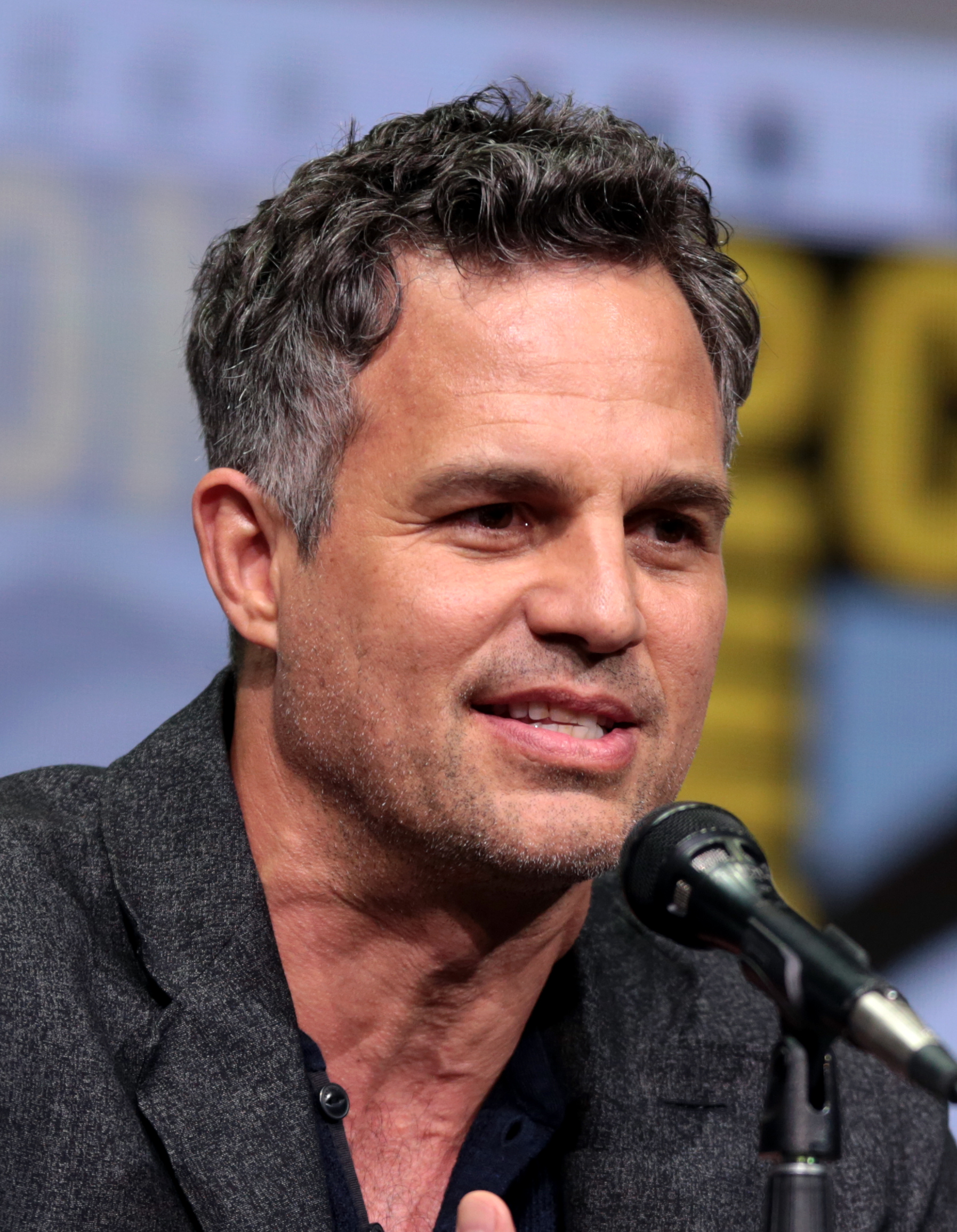
Mark Ruffalo, interprete di Bruce Banner / Hulk.
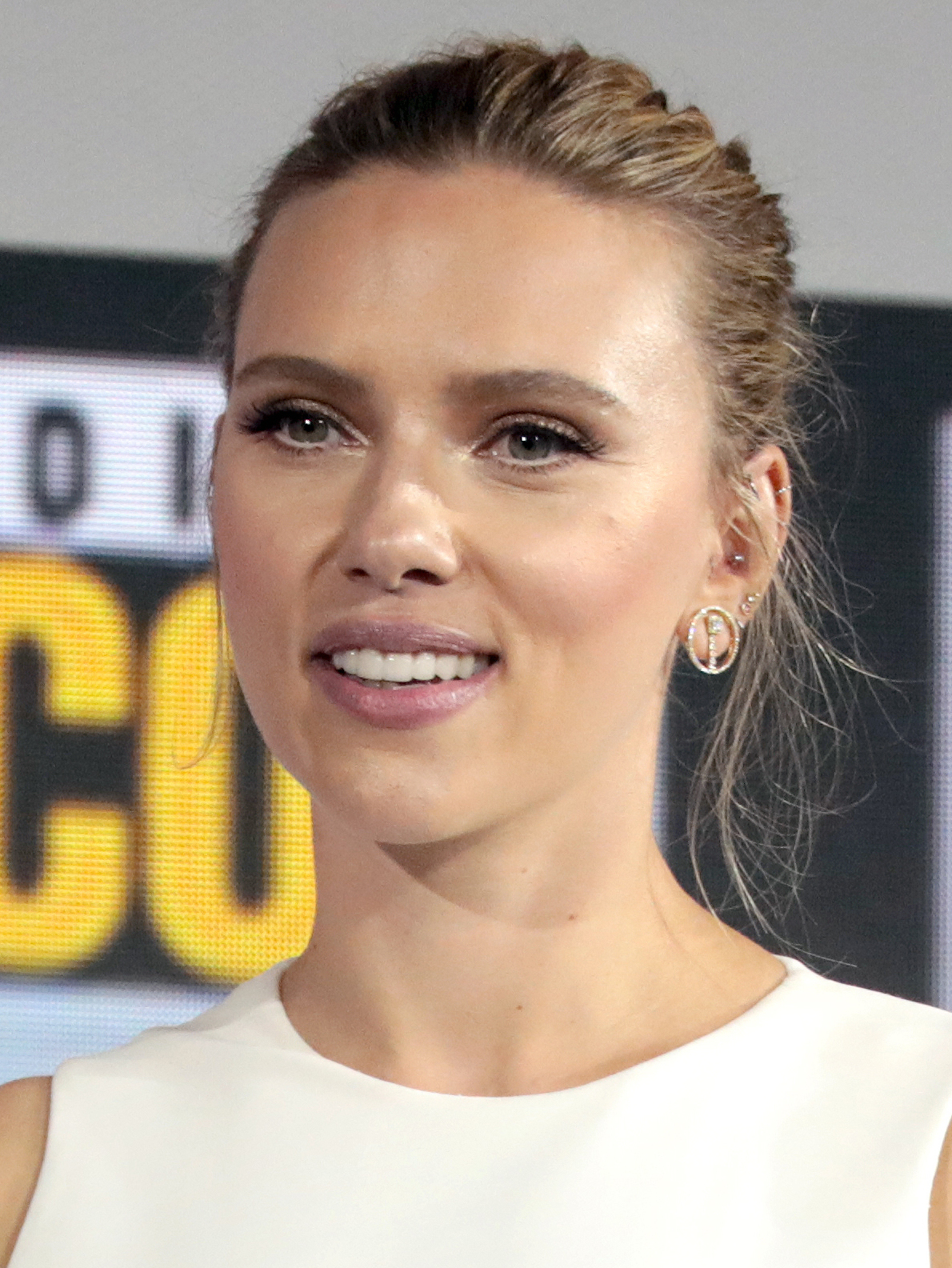
Scarlett Johansson, interprete di Natasha Romanoff / Vedova Nera.
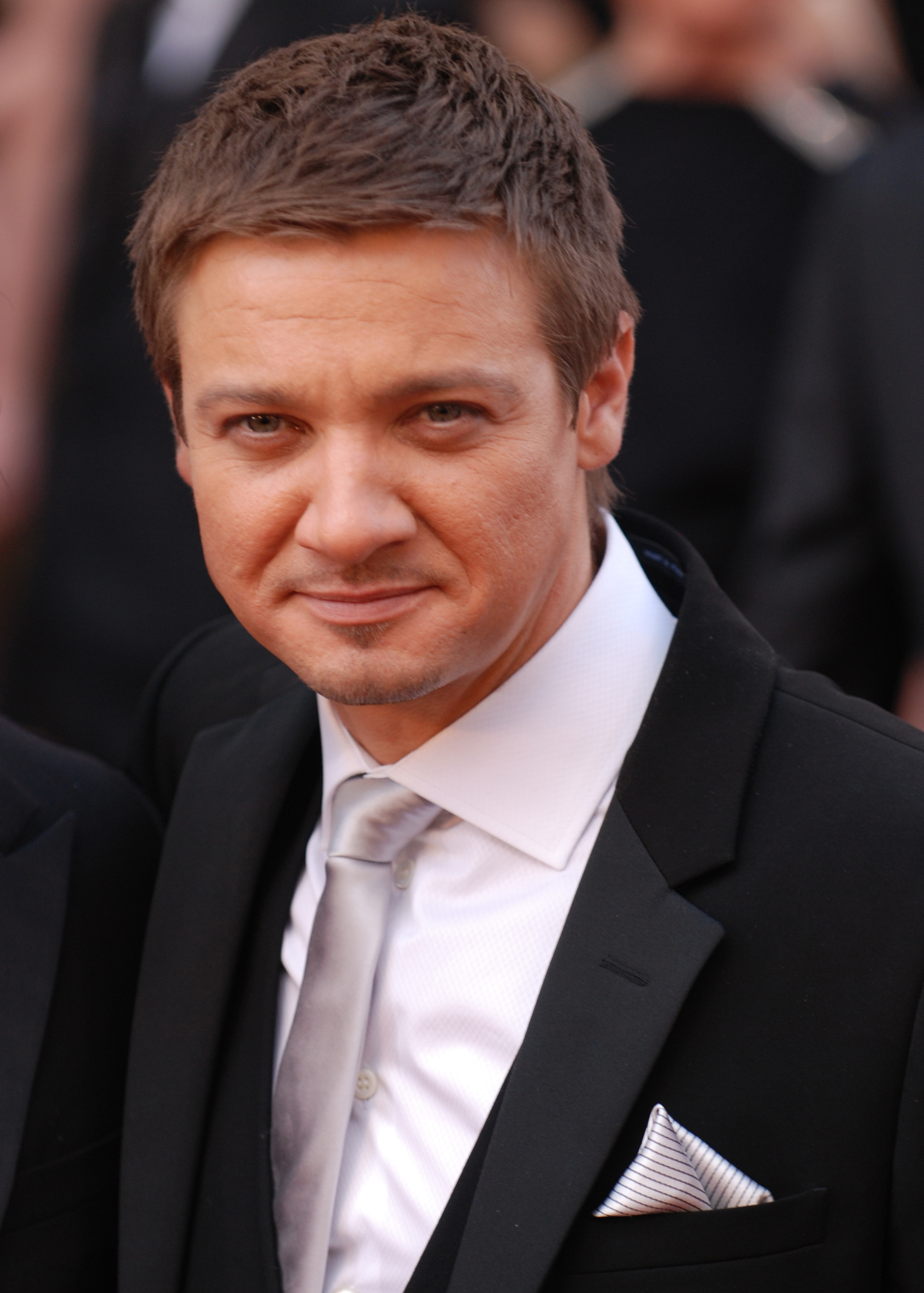
Jeremy Renner, interprete di Clint Barton / Occhio di Falco.
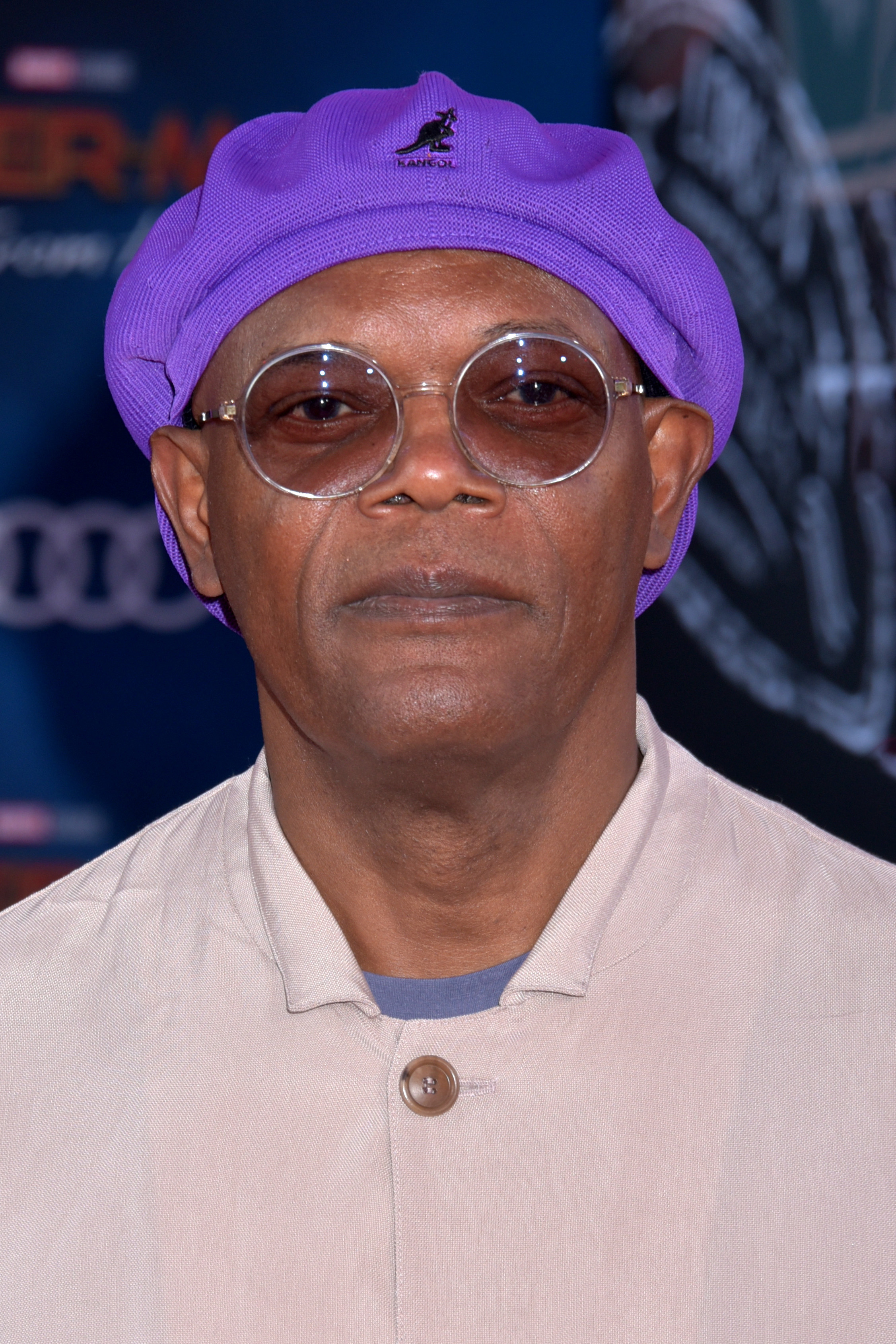
Samuel L. Jackson, interprete di Nick Fury.
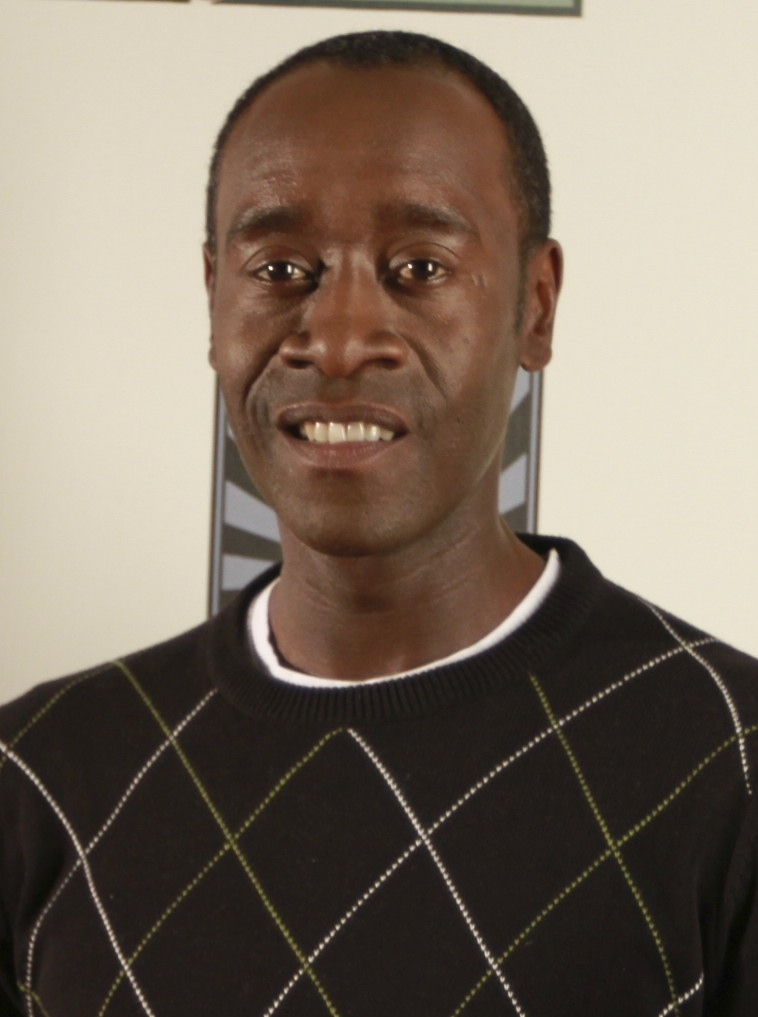
Don Cheadle, interprete di James Rhodes / War Machine.
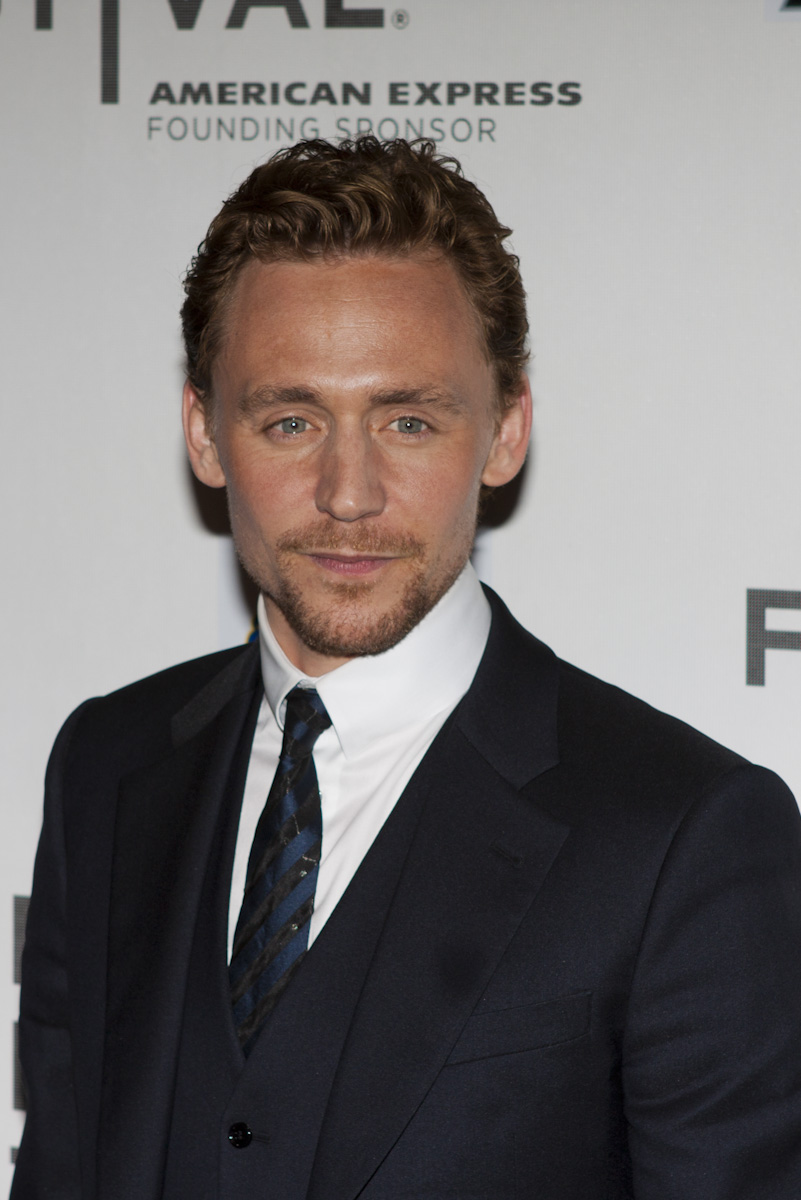
Tom Hiddleston, interprete di Loki.
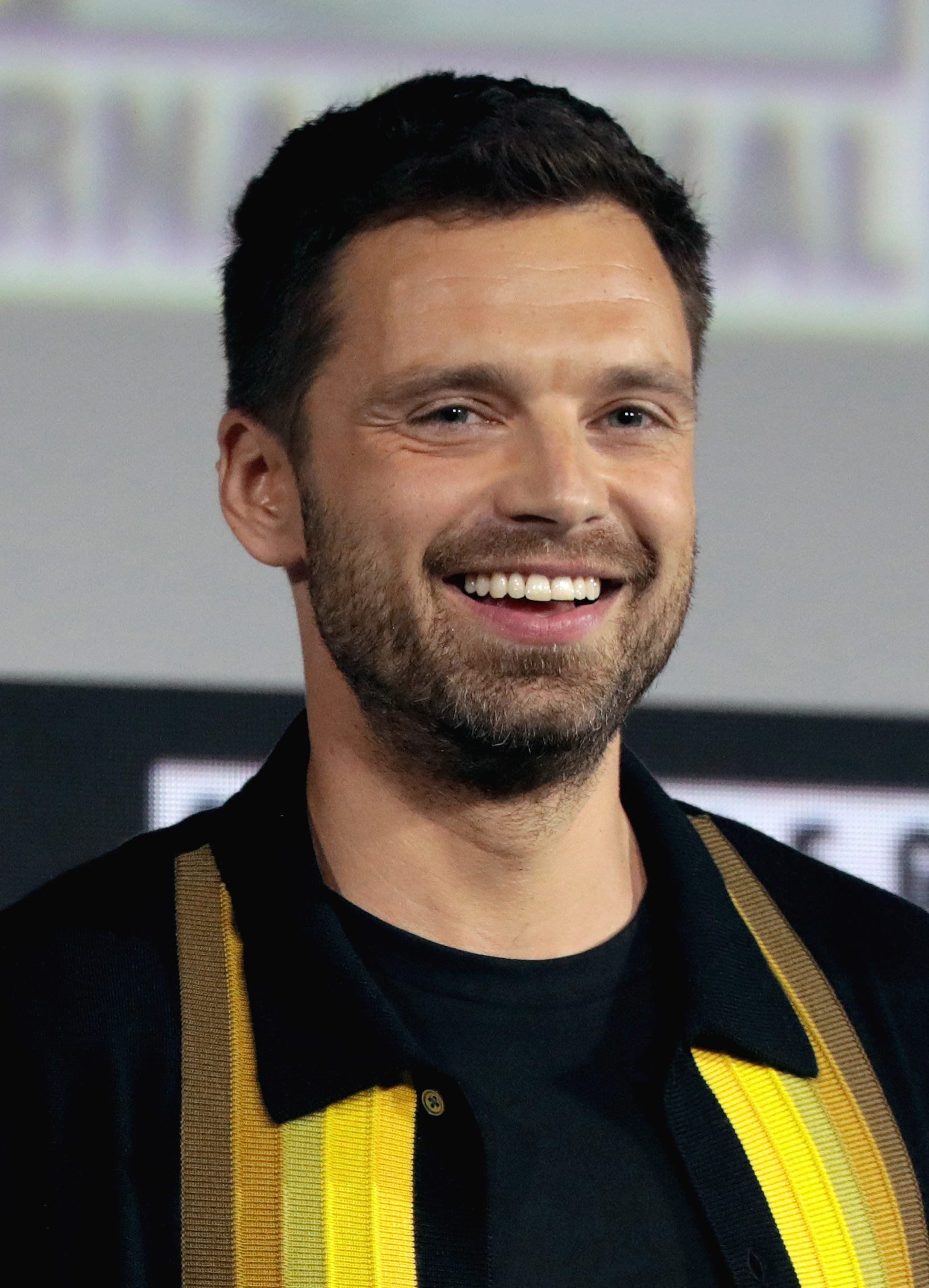
Sebastian Stan, interprete di Bucky Barnes / Soldato d'Inverno.
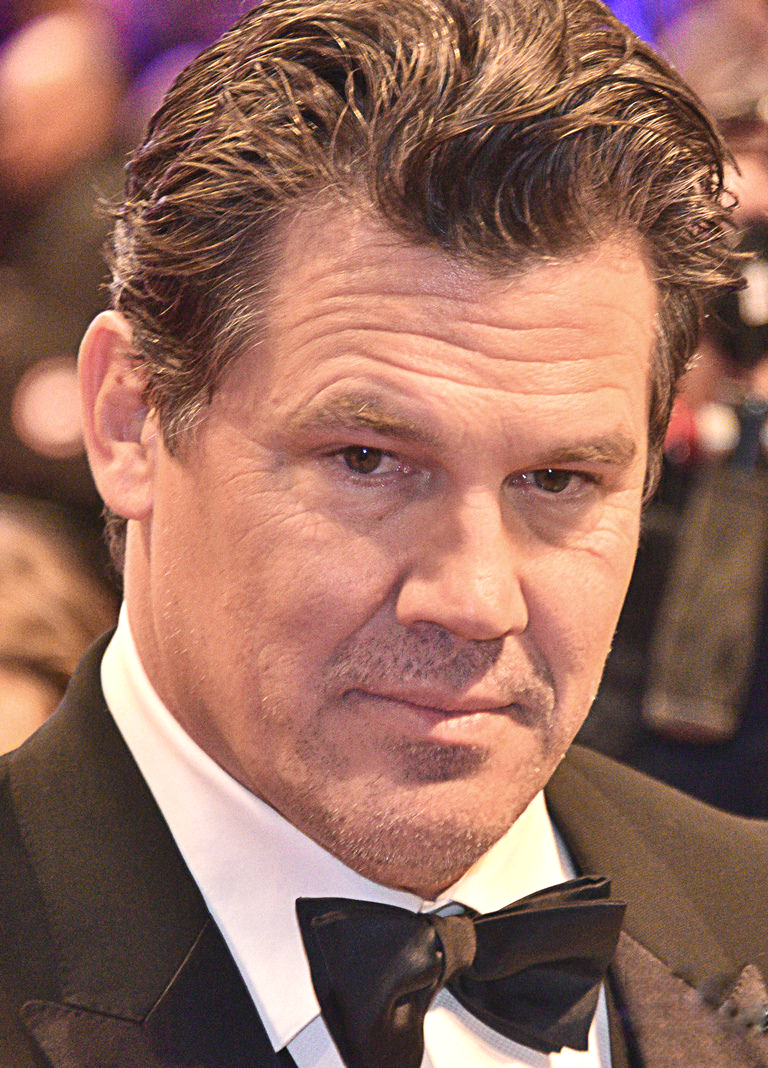
Josh Brolin, interprete di Thanos.

#### Introdotti nella Fase Due

##### Sam Wilson / Falcon / Capitan America
Sam Wilson è un Avenger ed ex paracadutista dell'aeronautica militare, addestrato nel combattimento aereo con l'uso di due appositi jet pack a forma di ali sotto lo pseudonimo di Falcon. Aiuta Capitan America e Vedova Nera quando vengono braccati dallo S.H.I.E.L.D. contaminato dall'Hydra e in seguito diventa un membro degli Avengers. Tra i maggiori alleati di Steve Rogers, lo sostiene in gran parte delle sue missioni anche ai limiti della legalità come la ricerca di Bucky Barnes. Si schiera contro gli accordi di Sokovia, motivo per cui viene arrestato e successivamente fatto evadere insieme a Wanda Maximoff da Steve dandosi alla fuga negli anni seguenti. Ritorna con i compagni per affrontare Thanos in Wakanda e si dissolve a causa dello sterminio di Thanos; tornato in vita cinque anni dopo, partecipa allo scontro finale e, successivamente, assiste con Wanda e Bucky al funerale di Tony Stark. Quando Steve torna indietro nel tempo per vivere nel passato, si presenta poi invecchiato a Sam per passargli lo scudo di Capitan America e nominarlo suo successore. Sei mesi dopo, Sam torna a lavorare per l'Air Force con il collega e amico Joaquin Torres e si ricongiunge con la sorella Sarah e i suoi due figli, cercando di aiutare l'impresa di famiglia in Louisiana. Sentendosi inadatto al ruolo di Capitan America, sceglie di donare lo scudo al governo ma resta sconvolto quando apprende che quest'ultimo ha nominato un nuovo Capitan America. Insieme a Torres e Bucky indaga sul gruppo di terroristi noto con il nome di Flag-Smashers e dopo la scoperta che sono super soldati decide di formare una temporanea alleanza con Barnes, nonostante l'ostilità reciproca, per sgominare l'organizzazione. Sono costretti a far evadere Zemo per farsi aiutare da lui a indagare e hanno modo di ricongiungersi con Sharon Carter, diventata una fuggitiva. Dopo aver recuperato lo scudo di Capitan America da John Walker, divenuto mentalmente instabile, Sam si interroga sulla possibilità che un afroamericano possa diventare il simbolo dell'America; in seguito ad essersi ricongiunto con la sua famiglia e aver fatto pace con Bucky, decide di assumere il ruolo di Capitan America per fermare i Flags - Smasher. In seguito a numerose vicissitudini, Sam sceglie di assumere il ruolo di Capitan America con l'approvazione di Walker e Bucky, riuscendo a fermare i Flags-Smasher e a convincere il governo a cambiare le cose in meglio. Successivamente fa erigere una statua dedicata al super-soldato nero Isaiah Bradley affinché non venga dimenticato e torna in Louisiana con la sua famiglia e Bucky. Sarà protagonista del film Captain America: Brave New World.
È interpretato da Anthony Mackie e doppiato da Nanni Baldini.

##### Peter Quill / Star-Lord
Peter Quill è il leader dei Guardiani della Galassia e un membro degli Avengers. Figlio di un'umana e di un celestiale, fu rapito quando aveva otto anni dal Missouri dopo la morte di sua madre e passò gli anni successivi come membro dei Ravagers, la squadra di mercenari spaziali capitanati da Yondu che lo rapì, adottando l'alter ego di Star-Lord (soprannome con cui lo chiamava sua madre). È un appassionato della cultura Anni Ottanta (poiché venne prelevato dalla Terra nel 1988): porta sempre con sé il suo walkman ricco di canzoni lasciatogli dalla madre (che a partire dal secondo film sostituisce con un MP3), adora Footloose e Kevin Bacon, mentre il suo idolo terrestre è David Hasselhoff. Dopo aver disertato dai Ravagers incappa per una serie di circostanze in Gamora, Rocket, Groot e Drax, vari criminali con cui, nonostante le differenze e ostilità iniziali, si trova ad allearsi salvo poi fare squadra per salvare l'universo dal criminale Ronan. Il gruppo decide di restare insieme per operare come fuorilegge a fin di bene; in seguito si scopre che Peter è figlio del celestiale Ego, il quale cerca di sfruttarlo per dominare la galassia, ma Star-Lord e la sua squadra riescono a fermarlo. Durante l'impresa Peter riscopre il suo legame con Yondu, che in modo controverso è stato quasi un padre per lui, sebbene alla fine il Ravager si sacrifica per salvarlo. Inoltre, Peter sviluppa un complicato legame romantico con Gamora che lui stesso paragona alla relazione tra Sam e Diane di Cin cin. In seguito i Guardiani salvano Thor e decidono di partecipare alla guerra contro Thanos; Peter, insieme a Mantis e Drax, combatte il titano sul suo pianeta natale facendo squadra con gli Avengers Iron Man e Spider-Man e lo stregone Stephen Strange, ma Star-Lord ostacola la vittoria del gruppo perdendo le staffe quando viene a sapere della morte della sua amata Gamora per mano di Thanos. È tra le vittime dello sterminio, ma torna in vita cinque anni dopo e partecipa allo scontro finale. Cerca di ricongiungersi con la Gamora del 2014 ma viene brutalmente respinto da lei dato che non lo riconosce; in seguito presenzia al funerale di Tony Stark e parte con i suoi compagni Guardiani in cerca della Gamora del 2014. La perdita della donna lo fa cadere in depressione, sebbene i Guardiani riescano a tirarlo su di morale organizzando per lui una festa di Natale. Peter è un grande stratega e combattente, sebbene tenda ad assumere atteggiamenti infantili che irritano la maggior parte delle persone che gli sta attorno. Tiene molto al suo ruolo di leader dei Guardiani, che detiene per le sue doti al comando; nonostante i compagni di solito lo seguono senza problemi spesso gli mancano di rispetto, soprattutto nel caso di Rocket con cui Star-Lord è in competizione; contrariamente a molte altre persone va d'accordo con Tony Stark, mentre non sopporta Thor a causa della rivalità che c’è tra loro, dando spesso prova di essere geloso del dio del tuono. Dopo aver salvato Rocket sconfiggendo l'Alto Evoluzionario e aver fatto pace con l'allontanamento di Gamora, Quill decide di ritirarsi dal suo ruolo di capitano dei Guardiani, che passa a Rocket, tornando a stabilirsi sulla Terra riunendosi con il nonno materno.
In una versione alternativa mostrata in What If...?, Quill non viene prelevato dai Ravagers e pertanto cresce sulla Terra finendo per lavorare in un ristorante. Da adulto viene però raggiunto ugualmente da Ego, che cerca di sfruttare il suo potere per espandersi finché non viene salvato da T'Challa. In un altro universo, viene ucciso con gli altri Guardiani mentre si trova su Sovereign, cadendo vittime dell'opera distruttiva di Ultron.
È interpretato da Chris Pratt e doppiato da Andrea Mete, mentre nella serie What If...? è doppiato in originale da Brian T. Delaney.

##### Gamora
Gamora è un'ex assassina, membro dei Guardiani della Galassia e membro degli Avengers. Fu rapita da Thanos quando era una bambina dopo che il titano sterminò metà del suo pianeta e la prelevò, addestrandola per farla diventare un'arma vivente. Gamora è la figlia preferita di Thanos, nonostante ciò lei segretamente lo odia e progetta solo di allontanarsi da lui per fermare il suo operato e vendicare la propria razza. Diserta dall'Ordine Nero quando incontra Star-Lord, Rocket, Groot e Drax, formando con loro il gruppo dei Guardiani della Galassia. Insieme, nonostante i problemi iniziali, fermano il criminale Ronan (ex sottoposto di Thanos) e decidono di diventare dei fuorilegge al servizio del bene. In seguito Gamora sviluppa dei sentimenti romantici per Peter Quill e si ricongiunge con la sorella adottiva Nebula, anche lei vittima del Titano Pazzo. Dopo aver salvato Thor, Gamora decide di andare a uccidere Thanos ma viene da lui catturata e costretta a dirgli la posizione della Gemma dell'Anima quando il titano minaccia di torturare Nebula. Si scopre che per ottenere la Gemma bisogna sacrificare una persona amata, al che Thanos decide con grande dolore di gettare Gamora da una scogliera. Nonostante lei cerchi di suicidarsi, prima che possa farlo fallisce e la sua morte permette a Thanos di ottenere la Gemma dell'Anima. Cinque anni dopo una versione di Gamora del 2014 torna al tempo presente con l'esercito del Thanos del 2014 per poter distruggere l'intero universo e farne nascere uno nuovo al suo posto; scoprendo da Nebula quello che le succederà, Gamora si ribella e combatte al fianco degli eroi reagendo negativamente quando Peter cerca di approcciarla, non conoscendolo ancora. Si allontana dopo la battaglia e unisce a una squadra di Ravagers, che diventa la sua nuova famiglia, sebbene torni ad aiutare temporaneamente i Guardiani per salvare la vita a Rocket.
In una versione alternativa mostrata in What If...?, Gamora non viene sacrificata da Thanos per la Gemma dell'Anima e viene uccisa da Ultron nel 2015 con i compagni mentre si trova su Sovereign. In un altro universo Gamora ha ucciso Thanos, fatto squadra con Tony Stark e ha costruito uno speciale strumento per distruggere le Gemme dell'Infinito, ragion per cui viene scelta dall'Osservatore come una dei Guardiani del Multiverso.
È interpretata da Zoe Saldana e doppiata da Letizia Scifoni.

##### Drax il Distruttore
Drax il Distruttore è un membro dei Guardiani della Galassia e degli Avengers. Ha perso sua moglie e sua figlia a causa dell'operato di Ronan l'Accusatore, da quel momento ha come unico scopo di vita uccidere Ronan per vendicarsi. Il suo spirito vendicativo lo porta spesso ad agire in maniera impulsiva e persino folle, mettendo a rischio sé stesso e gli altri; una gag ricorrente è la sua incapacità di comprendere le metafore tipica della sua specie. Incontra gli altri Guardiani in una prigione dove sono rinchiusi e si trovano a collaborare per evadere. In seguito riesce a compiere la sua vendetta nei confronti di Ronan, spostando quindi il suo bersaglio a Thanos in quanto mandante delle azioni dell'Accusatore. Nel secondo film fa amicizia con Mantis, nuova aggiunta della squadra dei Guardiani; durante gli eventi di Infinity War combatte Thanos con i suoi compagni e gli Avengers, in seguito risulta tra gli scomparsi a causa dello sterminio di Thanos. Ritorna cinque anni dopo e partecipa alla battaglia finale, al termine della quale assiste al funerale di Tony Stark prima di ripartire alla volta dello spazio con gli altri Guardiani e Thor. Dopo l'uccisione dell'Alto Evoluzionario, Drax si ritira dal suo ruolo di Guardiano per stabilirsi su Ovunque con Nebula, occupandosi di allevare i bambini tenuti in precedenza prigionier dal criminale.
Nella seconda puntata di What If...? Drax lavora in un locale intergalattico; non ha perso la moglie e la figlia, in quanto Star-Lord (in quell'universo T'Challa) ha salvato il suo pianeta dall'invasione dei Kree. In un altro episodio, partecipa a un party intergalattico organizzato da Thor sulla Terra. In un universo, lui e i Guardiani vengono uccisi da Ultron durante la sua campagna universale di distruzione.
È interpretato da Dave Bautista e doppiato da Nino Prester. In What If...? è doppiato in originale da Fred Tatasciore.

##### Rocket Raccoon
Rocket Raccoon (noto originariamente come l'89P13) è un procione membro dei Guardiani della Galassia, degli Avengers ed ex cacciatore di taglie. Fu sottoposto a esperimenti disumani dall'Alto Evoluzionario, che lo hanno dotato della capacità di parlare, pensare e muoversi come un essere umano e facendolo diventare un esperto nelle armi, pilotaggio di astronavi spaziali e nell'ingegneria; presenta anche delle parti cibernetiche impiantate nel suo corpo. A causa del suo traumatico passato e dalla morte dei suoi amici di infanzia, Rocket fatica a fidarsi delle persone e assume costantemente atteggiamenti provocanti e volutamente odiosi per allontanare tutti, anche quando diventa un membro dei Guardiani. Ha un comportamento ossessivo e cleptomane e nutre una sorta di fissazione verso parti del corpo cibernetiche come gambe, occhi e braccia, cercando sempre di rubarne appena ne ha l'occasione senza alcuna ragione. Nonostante all'inizio lo insulta spesso, è molto legato a Groot comportandosi come una figura paterna per lui quando regredisce a un bambino piccolo dopo il suo sacrificio. Litiga spesso con Quill in quanto entrambi vorrebbero essere i leader dei Guardiani, ma da’ comunque prova di curarsi di lui, così come di tutti i suoi compagni. Inizialmente è in conflitto con Yondu, ma i due si avvicinano quando si rendono conto di avere molto in comune per quanto riguarda il loro carattere scontroso dovuto a un doloroso passato, tanto che il procione riesce a organizzare un funerale Ravager alla sua dipartita. Prova una grande ammirazione verso Thor e stringe un forte legame con Nebula nonostante i dissapori passati quando restano gli unici Guardiani sopravvissuti dopo lo sterminio di Thanos. I due operano nello spazio diventando degli associati degli Avengers e si uniscono alla squadra per viaggiare indietro nel tempo e recuperare le Gemme dell'Infinito, con Rocket che da’ un grande contributo alla costruzione della macchina del tempo e del guanto usato per contenere le Gemme. Il procione rischia di essere schiacciato dalla struttura degli Avengers crollata ma viene salvato da War Machine e Giant Man e, successivamente, si riunisce con Groot partecipando alla battaglia finale contro Thanos e il suo esercito. Dopo aver assistito al funerale di Tony Stark, parte assieme ai compagni Guardiani e a Thor verso nuove avventure nello spazio. Viene ridotto in fin di vita da Adam Warlock, costringendo i Guardiani a intraprendere una nuova missione per salvarlo, affrontando anche l'Alto Evoluzionario. Con la sconfitta di quest'ultimo, Rocket viene a patti con il suo passato e con la sua identità e viene nominato da Peter il leader della nuova squadra dei Guardiani della Galassia composta da Groot, Kraglin Obfonteri, Adam Warlock, Cosmo e Phyla.
In un universo alternativo mostrato in What If...?, Rocket è intravisto tra i partecipanti al party intergalattico organizzato da Thor sulla Terra. In un 2015 alternativo, viene ucciso con i Guardiani dall'Infinity Ultron.
È doppiato da Bradley Cooper in lingua originale e da Christian Iansante in italiano.

##### Groot
Groot è un essere dalle sembianze di un albero umanoide, membro dei Guardiani della Galassia e degli Avengers. Inizialmente è il partner di Rocket come cacciatori di taglie e il procione è l'unico a capirlo, dato che il suo linguaggio è composto solo dalla ripetizione della frase “Io sono Groot”. Apparentemente uno scagnozzo poco intelligente, dimostra poi un lato più tenero e sensibile. Al termine del primo film si sacrifica per salvare i suoi compagni Guardiani da un'esplosione e rinasce come una piantina; nel secondo film ha le fattezze di un bambino piccolo e agisce in modo estremamente ingenuo e infantile, pur dando un essenziale contributo alla sconfitta di Ego piazzando un esplosivo nel suo cervello. Successivamente entra nella fase della “fotosintesi puberale” e diventa dipendente da un videogame con un carattere irritabile tipico da adolescente. Abbandona il suo videogioco per fornire il manico dell'ascia Stormbreaker usando il suo braccio, salvando così la vita a Thor. Partecipa con lui e Rocket alla battaglia in Wakanda dove cerca di affrontare Thanos ma viene sconfitto facilmente dal titano, per poi dissolversi davanti agli occhi di Rocket. Torna in vita cinque anni dopo e combatte nello scontro finale; lui e Rocket sono quasi uccisi dal bombardamento del campo di battaglia causato da Thanos, ma l'intervento di Carol Danvers li salva. Successivamente si ricongiunge anche al resto dei Guardiani, partendo con loro e Thor verso nuove avventure nello spazio. Sviluppa con il passare del tempo un corpo più adulto, ma diverso dalla fisionomia del Groot precedente.
È doppiato da Vin Diesel in lingua originale e da Massimo Corvo in italiano.

##### Nebula
Nebula è un membro dei Guardiani della Galassia e degli Avengers, ed ex assassina al servizio di Thanos, inizialmente antagonista secondaria del film Guardiani della Galassia. Venne rapita da bambina dal suo pianeta natale (presumibilmente dopo che l'Ordine Nero sterminò la sua razza) e addestrata con Gamora per diventare una delle reclute di Thanos. Durante l'infanzia si addestrava con la sorella adottiva e, ogni volta che perdeva uno scontro, il titano la “migliorava” sostituendo parti del suo corpo con pezzi metallici trasformandola di fatto in un cyborg. Nebula è cresciuta quindi sviluppando un forte senso di inferiorità a causa dell'evidente preferenza che il padre adottivo nutriva verso Gamora, con conseguente odio per entrambi. Quando Ronan si ribella a Thanos, Nebula passa dalla sua parte per vendicarsi delle sofferenze subite dal titano e si scontra con Gamora che accusa in parte del suo dolore. Nel secondo film viene catturata dai Guardiani della Galassia che intendono consegnarla alle autorità per intascare la taglia sulla sua testa, ma riesce a liberarsi e ha modo di fare pace con la sorelladopo averla finalmente battuta in uno scontro. Decide poi di partire per andare a cercare di uccidere Thanos, ma in Infinity War si scopre che è stata catturata dal titano, il quale minaccia di torturarla per costringere Gamora a svelargli la posizione della Gemma dell'Anima. Dopo essersi liberata combatte il padre adottivo su Titano insieme a Iron Man, Spider-Man, Strange, Star-Lord, Drax e Mantis ma vengono sconfitti; Nebula e Tony restano gli unici sopravvissuti del gruppo a causa dello sterminio di Thanos. Dopo aver appreso che l'azione del titano è irreversibile, Nebula e Rocket passano i cinque anni seguenti a collaborare con gli Avengers e Carol Danvers operando come Guardiani della Galassia e partecipano alla missione di recupero delle Gemme dell'Infinito nel passato. Nebula torna nel 2014 ma condivide la memoria da cyborg con quella della sé stessa di quell'anno, che quindi scopre il suo piano insieme al Thanos del 2014. La Nebula passata, ancora fedele al titano e desiderosa di compiacerlo, si sostituisce alla sua io presente per permettere a Thanos e al suo esercito di raggiungerla nel presente e dare inizio a una battaglia con gli Avengers per il possesso delle Gemme dell'Infinito; nel mentre Nebula riesce a convincere la Gamora passata a unirsi a lei per combattere Thanos, ed è costretta a uccidere la sé stessa del 2014 prima che possa attaccare Clint Barton e Gamora. Successivamente presenzia al funerale di Tony, prima di partire nuovamente per l'universo con i Guardiani e Thor verso nuove avventure. Dopo la sconfitta dell'Alto Evoluzionario, si ritira al suo ruolo di Guardiana per dedicarsi alla ricostruzione della comunità di Ovunque, così da dare ad altri bambini le opportunità che lei non ha mai avuto.
Nella seconda puntata di What If...? viene mostrato come, in un universo alternativo, Nebula abbia mantenuto intatto quasi tutto il suo corpo (tranne un occhio), in quanto T'Challa ha convinto Thanos a rinunciare ai suoi propositi genicidi. Dimostra un certo interesse per Star-Lord e collabora con lui e i Ravagers per rubare una pianta magica al collezionista. Durante la missione si riconcilia con Thanos dopo che si sono sostenuti a vicenda in combattimento. In un altro universo alternativo, partecipa al party intergalattico di Thor sulla Terra.
È interpretata da Karen Gillan e doppiata da Francesca Manicone.

##### Wanda Maximoff / Scarlet Witch
Wanda Maximoff è un'Avenger dotata di poteri telecinetici e ipnotici sbloccati dopo essere stata esposta al potere della Gemma della Mente, oltre che capace di manipolare la realtà e mostrare visioni del passato e del futuro. Originaria di Sokovia, è cresciuta con il suo fratello gemello, Pietro. Nel tentativo di aiutare a eliminare il loro paese dai conflitti, i gemelli si sono uniti all'HYDRA e hanno accettato di sottoporsi a esperimenti con lo Scettro di Loki contenente la Gemma della Mente, sotto la supervisione del barone Wolfgang von Strucker. Mentre suo fratello ha sviluppato la super velocità, Wanda ha manifestato varie abilità psioniche. Quando HYDRA è caduta, i gemelli si uniscono a Ultron per vendicarsi di Tony Stark per la sua produzione di armi che ha ucciso i loro genitori in un bombardamento durante la loro infanzia, ma alla fine lo abbandonano quando scoprono la vera follia omicida di Ultron e si schierano con gli Avengers, nonostante Pietro muoia nella battaglia di Sokovia. La sua perdita devasta Wanda, che in seguito viene preparata per diventare un'Avenger a tutti gli effetti. La mancanza di pieno controllo dei suoi poteri è tra i fattori scatenanti che portano agli accordi di Sokovia; la ragazza viene chiusa in casa da Visione per conto di Stark a causa della paura che potrebbe scatenare nelle persone, motivo per cui si unisce alla fazione di Avengers contraria agli accordi. Viene imprigionata in seguito allo scontro in aeroporto, venendo poi liberata da Steve Rogers. Inizia una relazione romantica con Visione che si interrompe quando l'Ordine Nero li bracca per impossessarsi della Gemma della Mente incastonata sulla fronte di Visione. La ragazza partecipa alla battaglia di Wakanda ed è costretta a distruggere la Gemma della Mente (e quindi a uccidere Visione) per impedire a Thanos di impossessarsene; il Titano Pazzo però riesce nell'impresa e Wanda è tra coloro che si dissolvono con lo sterminio di metà dell'universo. Dopo essere stati resuscitati cinque anni dopo, Wanda è tra i tanti eroi che combattono Thanos e le sue armate, riuscendo a sconfiggerlo. Distrutta dalla morte dell'amato e rimasta sola, Wanda perde poi il controllo dei propri poteri finendo per costruire una propria realtà nella cittadina di Westview, basandosi sulle sitcom che ha sempre guardato nei momenti più bui della sua vita. Si crea una vita con Visione (che riesce a replicare) e i loro figli gemelli Tommy e Billy; tuttavia, dopo uno scontro con la strega Agatha Harkness e lo S.W.O.R.D., accetta la morte di Visione e lo lascia dissolvere con i figli e la realtà di Westview; assume il ruolo della leggendaria Scarlet Witch, scoprendo di aver sempre posseduto poteri magici fin dalla nascita, e si isola per cercare di comprendere meglio il proprio potere studiando il libro di magia Darkhold. Influenzata negativamente da quest'ultimo, Wanda inizia a braccare la giovane America Chavez in quanto possiede il potere di viaggiare nel Multiverso, con l'intento di sottrarle l'abilità e usarla per spostarsi in un universo in cui Tommy e Billy esistono ancora. Ciò la porta a compiere atti estremi, come scontrarsi con il Dottor Strange e uccidere numerose persone. Resasi conto che non potrà ricongiungersi con i figli scomparsi, la Maximoff decide di distruggere il tempio contenente il Darkhold affinché nessuno subisca più la sua influenza, apparentemente morendo tra le macerie.
È interpretata da Elizabeth Olsen e doppiata da Gemma Donati.

##### Visione
Visione è un androide e membro degli Avengers creato da Ultron, Tony Stark e Bruce Banner. Inizialmente doveva essere il corpo finale e perfezionato di Ultron composto dalla Gemma della Mente (che porta incastonata sulla fronte) e da un composto di Vibranio e tessuto sintetico; dopo averlo recuperato, i due scienziati ci hanno caricato l'Intelligenza Artificiale J.A.R.V.I.S. che diventa la sua matrice operativa. Si ritiene “dalla parte della vita” e diventa un membro degli Avengers a tutti gli effetti, stringendo un particolare rapporto con Wanda Maximoff, verso il quale è molto protettivo. Non riesce sempre a comprendere le emozioni umane e ha un carattere alquanto innocente e puro, tanto da essere il primo non-Asgardiano a riuscire a sollevare Mjolnir. Durante la guerra civile si schiera dalla parte di Iron Man per firmare gli accordi di Sokovia e, durante lo scontro tra le due fazioni di Avengers, causa involontariamente la paralisi di Rhodey. In seguito inizia una relazione con Wanda, diventando quindi un fuggitivo a sua volta, ma i due sono attaccati dall'Ordine Nero che vuole recuperare la Gemma della Mente per conto di Thanos. Visione viene portato in Wakanda per rimuovere la pietra sulla sua fronte in sicurezza e distruggerla ma, in seguito all'arrivo di Thanos, prega Wanda di distruggere la gemma, uccidendolo. Nonostante riesca nell'intento, Thanos usa la Gemma del Tempo appena recuperata per riportare in vita l'androide, solo per ucciderlo nuovamente strappandogli la gemma dalla fronte. Cinque anni dopo, in seguito alla sconfitta di Thanos, viene omaggiato con Tony, Natasha e Steve Rogers in quanto caduto per salvare la Terra. In seguito, mentre Wanda, perdendo il controllo dei suoi poteri a causa del dolore per la sua perdita, riuscirà a replicarlo conducendo con lui una vita da sitcom nella cittadina di Westview, il corpo originale dell'androide verrà invece recuperato dallo S.W.O.R.D., che lo ricostruirà totalmente bianco e alimentandolo con l'energia di Wanda, incaricando di ucciderla. Durante lo scontro tra i due sintezoidi, al Visione Bianco sono restituiti i ricordi del normale Visione e fugge via, mentre il Visione di Wanda si dissolve dopo averle detto addio quando la donna elimina la barriera mistica di Westview, accettando la sua morte. La versione bianca di Visione sarà protagonista della serie televisiva Vision Quest.
In un universo alternativo mostrato in What If...?, Visione è immune agli zombie a causa del potere contenuto nella Gemma della Mente e, pur avendo ideato una potenziale cura con la gemma mistica, attira degli umani in una struttura per nutrire Wanda, diventata uno zombie impossibile da curare a causa della sua potenza. Alla fine, Visione si uccide strappandosi la Gemma dalla testa per consegnarla ai pochi eroi sopravvissuti in quanto preda dei sensi di colpa e incapace di continuare a vivere senza Wanda. In un altro universo Visione non viene mai creato, poiché il suo corpo in vibranio viene posseduto con successo da Ultron.
È interpretato da Paul Bettany e doppiato da Nino D’Agata e Mauro Gravina (da Avengers: Infinity War in poi).

##### Scott Lang / Ant-Man
Scott Lang, noto anche come Ant-Man, è un Avenger ed ex ladro diventato un supereroe dopo essere passato sotto l'ala protettiva di Hank Pym, che gli ha passato una tuta in grado di farlo rimpicciolire e ingrandire smisuratamente, nonché di comunicare con le formiche. Nell'MCU è la prima incarnazione ufficiale di Ant-Man, sebbene prima di lui Hank Pym abbia ricoperto tale ruolo. Si è laureato al MIT, ma è diventato un ladro per restituire soldi a dei clienti che la compagnia per cui lavorava aveva truffato. Dopo essere uscito di prigione, cerca di diventare una persona migliore per sua figlia Cassie; faticando a trovare lavoro per i suoi crimini passati, tenta di compiere un ultimo furto ma viene coinvolto da Hank Pym che lo coinvolge nell'impresa di fermare il suo ex pupillo ora corrotto Darren Cross. Viene addestrato per diventare il nuovo Ant-Man da Hany e sua figlia Hope Van Dyne, iniziando una relazione con quest’ultima. Durante la guerra civile tra gli Avengers, pur non facendo parte della squadra viene chiamato da Occhio di Falco per supportare la fazione di Capitan America assumendo per la prima volta i panni di Giant-Man. Per questo viene arrestato, ma decide di non evadere con Falcon e Wanda Maximoff per patteggiare e rimanere due anni agli arresti domiciliari in modo da vedere la figlia. Successivamente, allo scadere dei due anni, assiste Hank e Hope nella liberazione di Janet Van Dyne dal Regno Quantico in cui è intrappolata da decenni, scontrandosi con la criminale Ghost e venendo stavolta affiancato da Hope nei panni di Wasp. Successivamente, mentre preleva dei campioni, Scott resta intrappolato nel Regno Quantico dato che la famiglia Pym si dissolve a causa dello sterminio di Thanos prima che possa riportarlo indietro. Tornato cinque anni dopo a causa di un topo che ha attivato il macchinario, Scott è colui che ha l'idea salvifica di usare il Regno Quantico per viaggiare nel tempo e recuperare le Gemme dell'Infinito in modo da riportare in vita le persone scomparse per l'operato di Thanos. Partecipa ai viaggi temporali facendo squadra con Tony Stark e Steve Rogers e combatte contro l'esercito di Thanos nella battaglia per la Terra. Successivamente diventa una celebrità e combatte con la sua famiglia Kang il Conquistatore. È molto legato alla figlia Cassie e, nonostante alcune incomprensioni passate, ha un buon rapporto anche con la ex moglie Maggie e il nuovo marito di quest’ultima, il poliziotto Paxton. Il suo migliore amico è Luis, che ha incontrato in prigione quando hanno condiviso la cella. Per influenza di Hank Pym prova diffidenza verso Tony Stark e non ha un particolare rapporto stretto con gli altri Avengers a causa della poca conoscenza che ha verso di loro, ma nutre un grande rispetto per Capitan America e ha una sorta di competizione amichevole con Falcon. Nonostante spesso venga ritenuto poco sveglio dagli altri, Scott ha un'intelligenza sopra la media, dimostrandosi piuttosto intraprendente e abilissimo in ingegneria elettronica. È anche un acrobata esperto e abile nel combattimento corpo a corpo e nelle arti marziali, essendo stato addestrato da Hope Van Dyne. Ha un arguto senso dell'umorismo e un codice morale losco ma ambiguo, rubando solo a chi se lo meritava. Questo senso dell'onore è spesso la motivazione dei suoi crimini, sebbene disposto ad ammettere i torti delle sue azioni e rimettersi in careggiata per il bene della figlia.
È interpretato da Paul Rudd e doppiato da Riccardo Niseem Onorato.

##### Hope van Dyne / Wasp
Hope van Dyne è la figlia di Hank Pym e Janet Van Dyne e un membro degli Avengers; la madre scomparve quando era piccola, perdendosi nel Regno Quantico per fermare una bomba e condivise con il padre un rapporto freddo fino all'età adulta poiché lui non le fornì alcun conforto per l'apparentemente morte di Janet. Hope inizia a lavorare per Darren Cross, ex pupillo di Hank, ma rendendosi conto dei suoi intenti criminali aiuta il padre a fermarlo reclutando per l'occasione il ladruncolo Scott Lang affinché vesti i panni di Ant-Man. Durante l'impresa Hope si riappacifica con il padre, il quale nonostante i rischi accetta di passarle il ruolo di Wasp in precedenza appartenuto a Janet. Inizia una relazione con Scott, che interrompe brevemente quando lui accetta di partecipare alla guerra civile tra gli Avengers mettendo a rischio lei e Hank costringendoli a nascondersi per non farsi sequestrare la tecnologia quantistica. In seguito Hope e Scott fronteggiano la criminale Ghost mentre mettono in atto un piano per salvare Janet dal Regno Quantico; poco dopo, mentre Scott compie dei test all'interno il Regno Quantico, la donna e i suoi genitori si dissolvono a causa dello sterminio di Thanos e Scott resta bloccato nel Regno Quantico essendo loro i soli a sapere dove fosse e come tirarlo fuori. Cinque anni dopo i tre tornano in vita grazie a Hulk e Hope partecipa alla battaglia finale contro Thanos insieme a Scott. I due, assieme a Janet e Hank, assistono al funerale di Tony Stark. In seguito rileva la compagnia di suo padre e si impegna nel cercare di aiutare il mondo, continuando allo stesso tempo la sua relazione com Scott. Rimane intrappolata nel Regno Quantico con lui, sua figlia e i suoi stessi genitori, ma riescono a fuggire dopo aver sconfitto il perfido Kang il Conquistatore. Come Ant-Man è dotata di una tuta che le permette di rimpicciolirsi e di controllare le formiche, inoltre possiede in aggiunta un paio di ali per volare. È un'esperta nel combattimento corpo a corpo, riesce a maneggiare varie armi da fuoco ed è dotata di un'ampia conoscenza negli affari e relativa al Regno Quantico.
In un universo alternativo presentato in What If...?,  Hope lavorò come agente dello S.H.I.E.L.D.  La sua morte durante una missione provocò la follia di Hank, il quale per vendicarsi inizia a uccidere i candidati per il progetto Avengers. In un altro universo, Hope è tra i principali eroi che cerca di trovare una cura per salvare la Terra dall'epidemia zombie originata dal Regno Quantico; dopo essere stata ferita, ormai prossima al contagio, si sacrifica lasciandosi prendere dagli zombie per permettere ai compagni eroi di procurarsi l'antidoto.
È interpretata da Evangeline Lilly e doppiata da Daniela Calò.

##### Cassie Lang / Stature
Cassandra "Cassie" Lang / Stature è la figlia di Scott Lang. All'inizio della storia ha sette anni e ammira molto il padre nonostante sia stato in prigione e la madre abbia divorziato da lui. Il desiderio di Scott di provvedere alla figlia e continuare a vederla lo porta quasi a diventare nuovamente un ladro, sebbene poi diventi invece il supereroe Ant-Man. Quando rovina gli affari del criminale Darren Cross, quest’ultimo minaccia Cassie nei panni del Calabrone ma Scott riesce a fermarlo e a ricongiungersi con la bambina. In seguito i due hanno modo di frequentarsi nonostante Scott sia agli arresti domiciliari ed è la bambina a incoraggiarlo ad andare ad aiutare Hank Pym e Hope Van Dyne pur sfidando le autorità, coprendolo con Jimmy Woo e l'FBI. Esprime il desiderio di diventare un supereroe come il padre e fa la conoscenza di Hope esprimendo felicità per la loro relazione. Sopravvive allo sterminio di Thanos ma crede che Scott sia tra le vittime in quanto resta bloccato nel Regno Quantico in concomitanza con l'evento; cinque anni dopo Scott riesce ad uscirne e si riunisce con Cassie che ormai è diventata un'adolescente. Dopo la sconfitta di Thanos, la ragazza celebra la vittoria con suo padre e Hope. Affascinata dal Regno Quantico, la ragazza si fa costruire da Hank una tuta assumendo l'identità di Stature; i suoi studi sul Regno portano accidentalmente lei, suo padre e la famiglia Pym a venire trascinati nelle profondità di esso ad affrontare Kang il Conquistatore, che la usa come ostaggio per costringere Ant-Man a recuperare per lui il nucleo energetico multiversale. Una volta fuggita, Stature convince i cittadini oppressi da Kang e il suo esercito e anche lo stesso Cross (finito per lavorare per Kang nonostante gli abusi ricevuti) a ribellarsi, e riesce a tornare a casa con la sua famiglia.
È interpretata da Abby Ryder Fortson (bambina, Ant-Man e Ant-Man and the Wasp), Emma Fuhrmann (adolescente, Avengers: Endgame) e Kathryn Newton (adolescente, Ant-Man and the Wasp: Quantumania) e doppiata da Alice Porto (bambina), Arianna Vignoli (adolescente, Avengers: Endgame), Veronica Benassi (adolescente, Ant-Man and the Wasp: Quantumania).

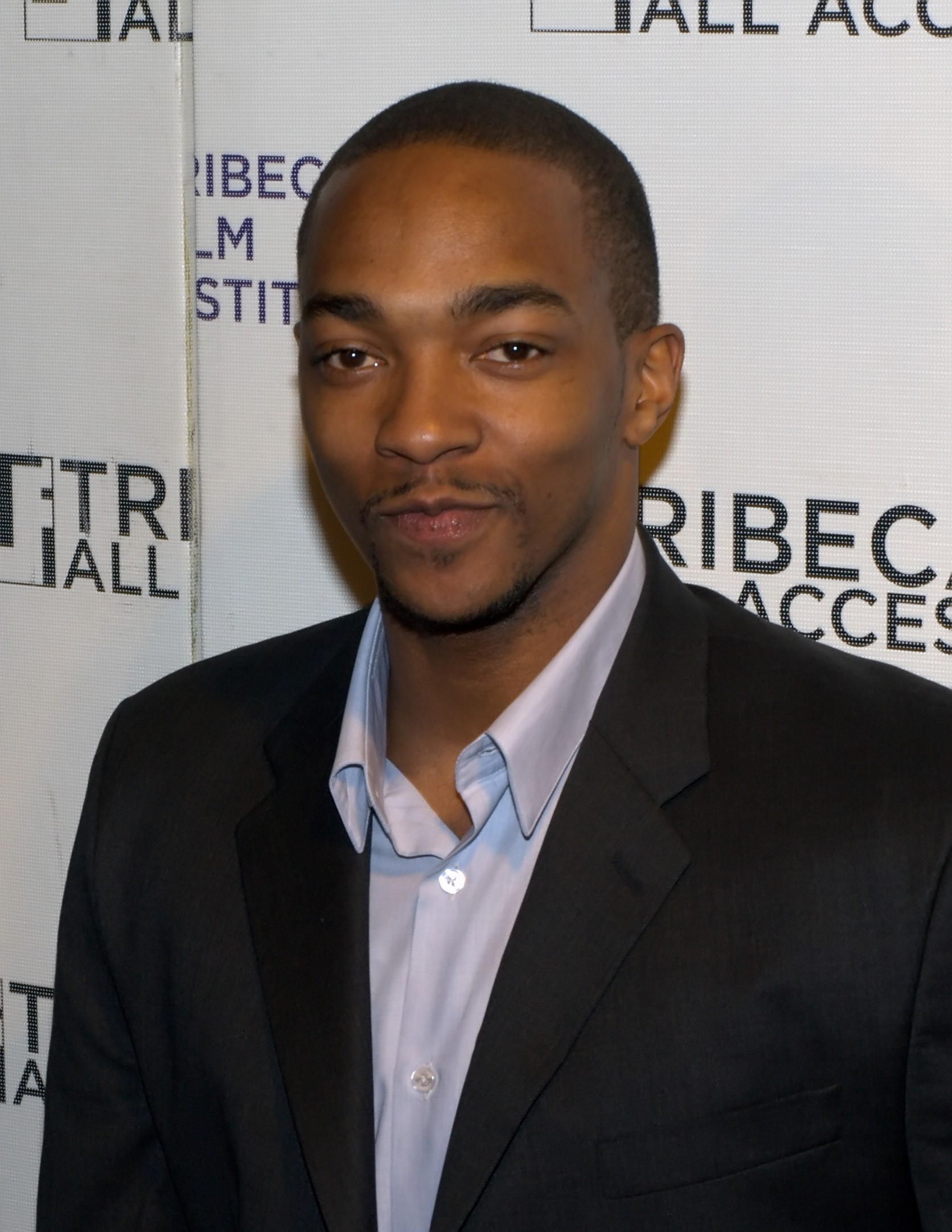
Anthony Mackie, interprete di Sam Wilson / Falcon / Capitan America.
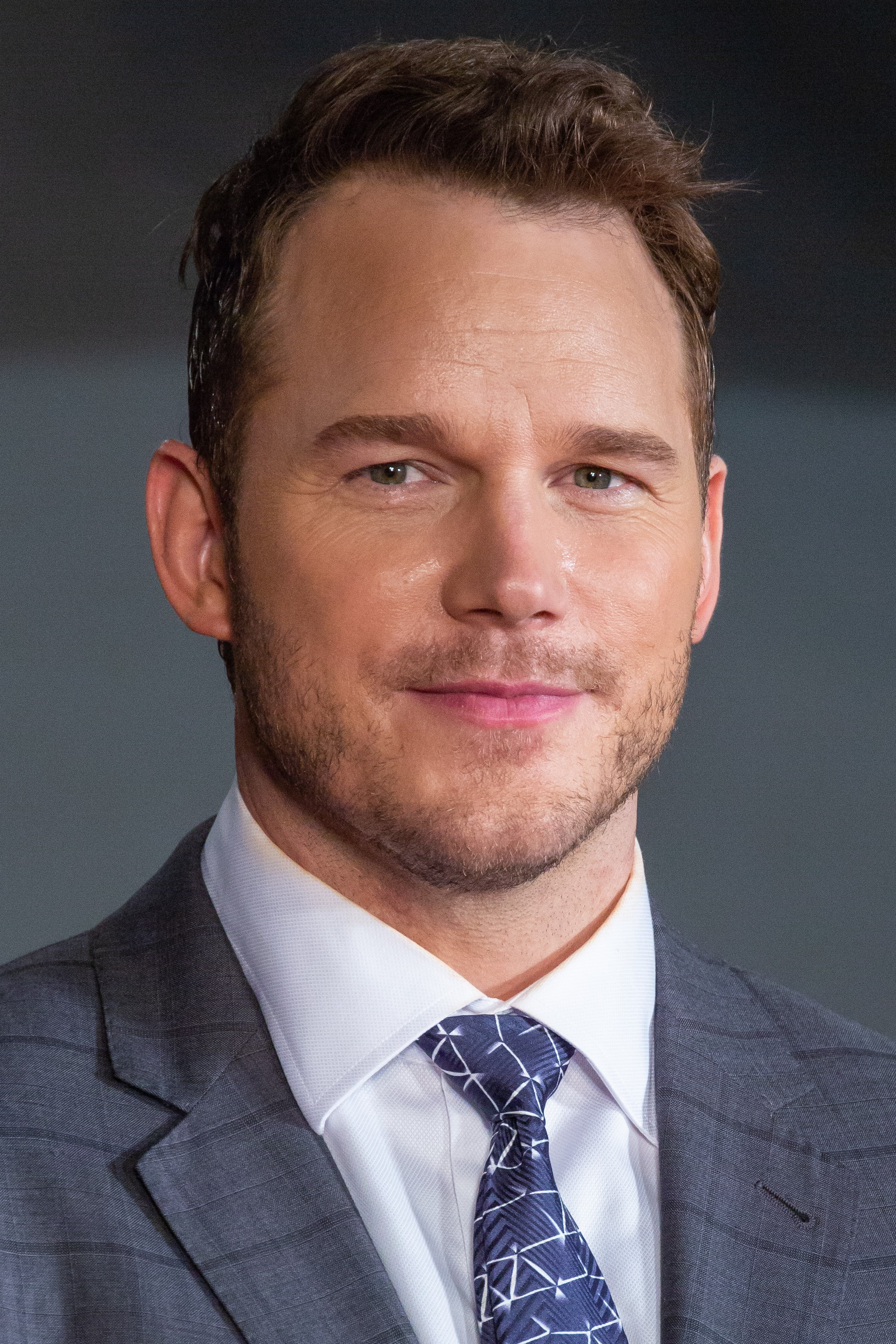
Chris Pratt, interprete di Peter Quill / Star-Lord.
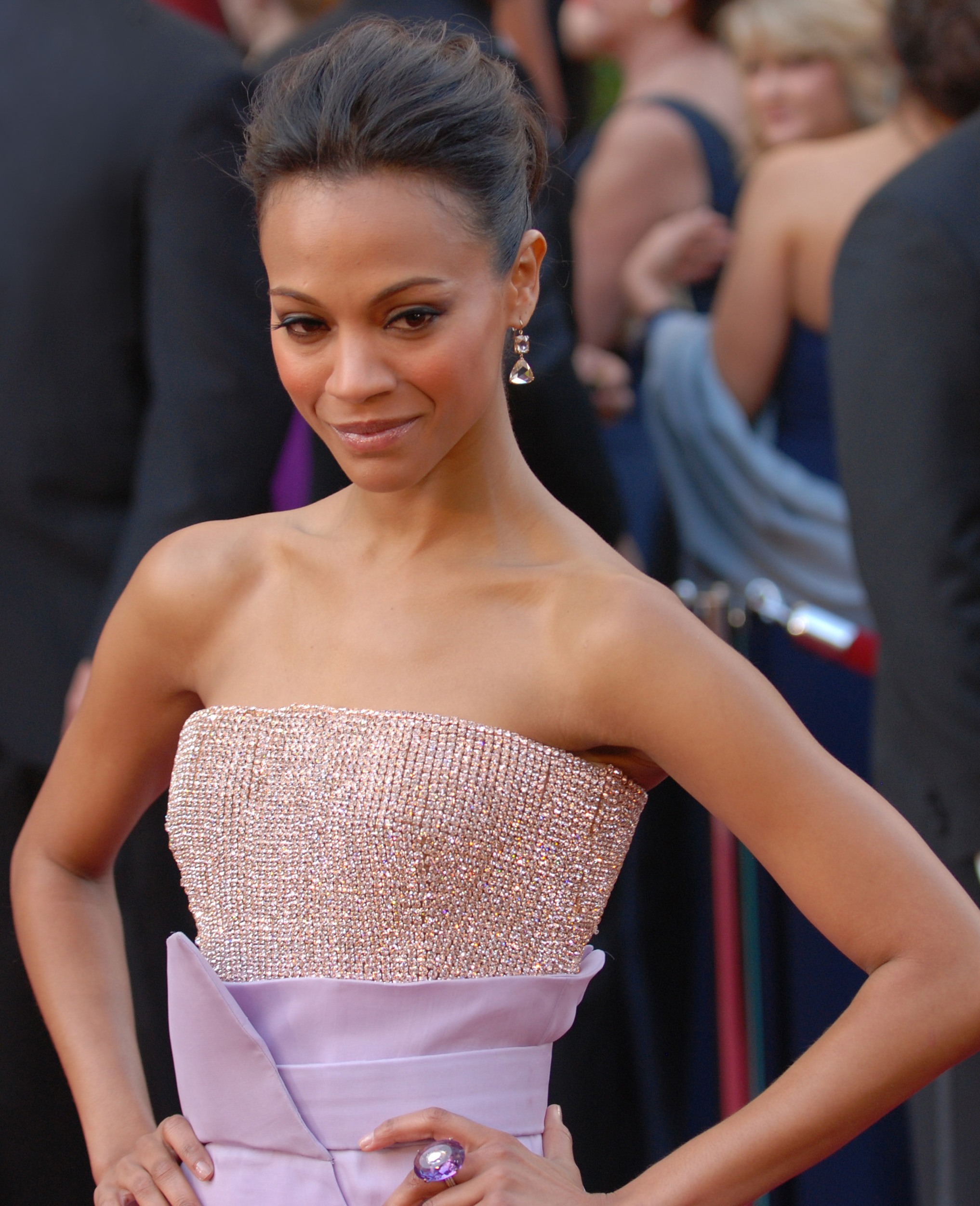
Zoe Saldana, interprete di Gamora.
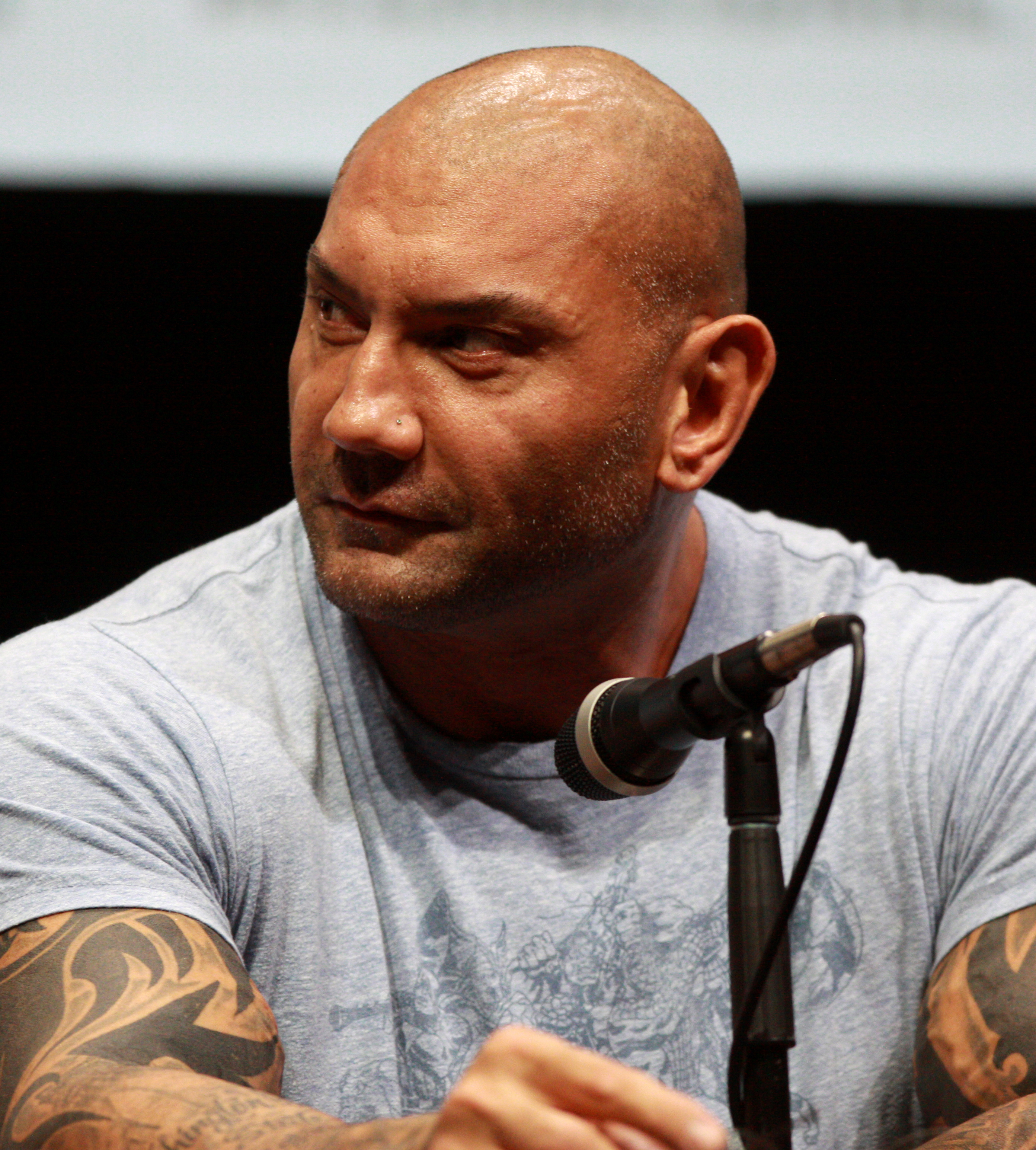
Dave Bautista, interprete di Drax il Distruttore.
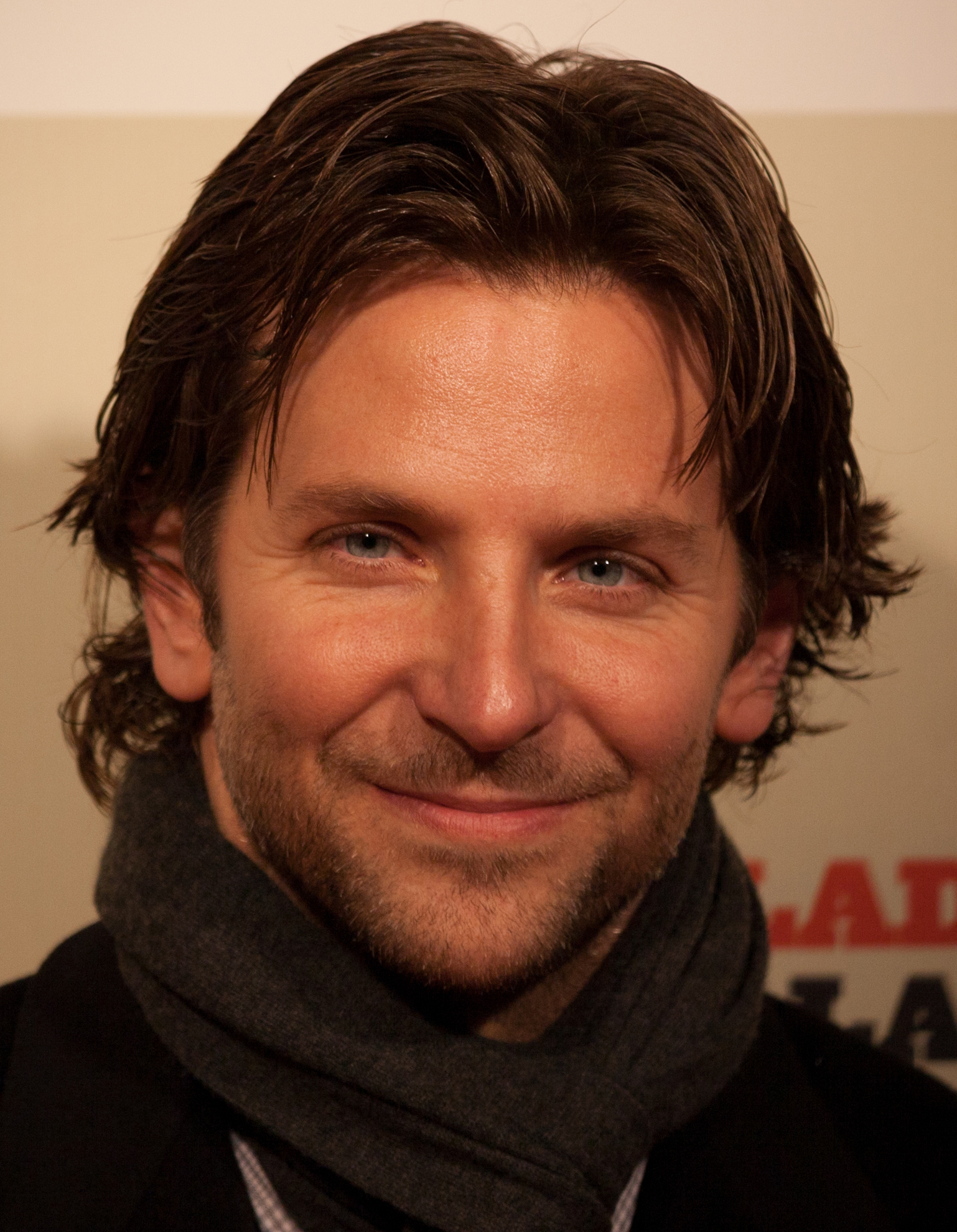
Bradley Cooper, doppiatore di Rocket Raccoon.
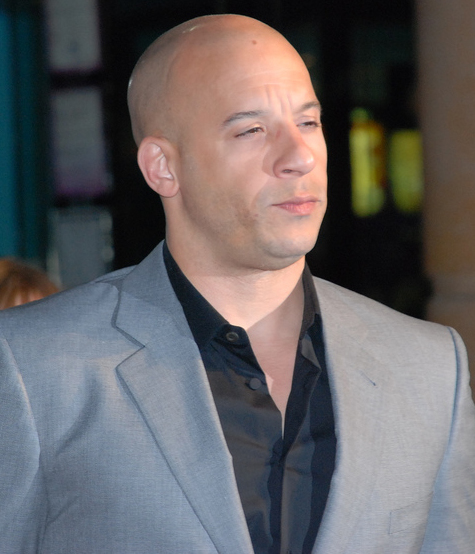
Vin Diesel, doppiatore di Groot.
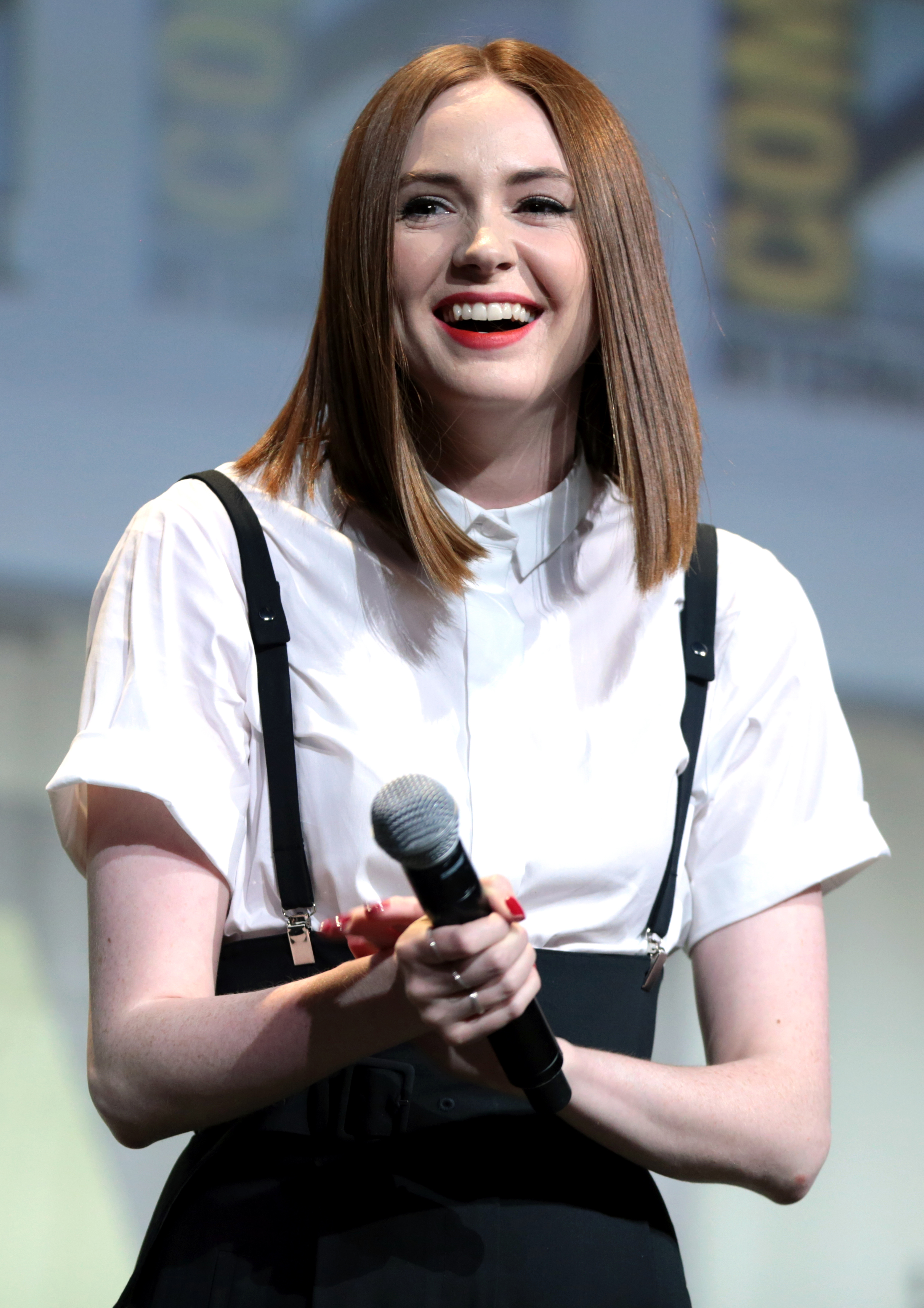
Karen Gillan, interprete di Nebula.
Elizabeth Olsen, interprete di Wanda Maximoff / Scarlet Witch.
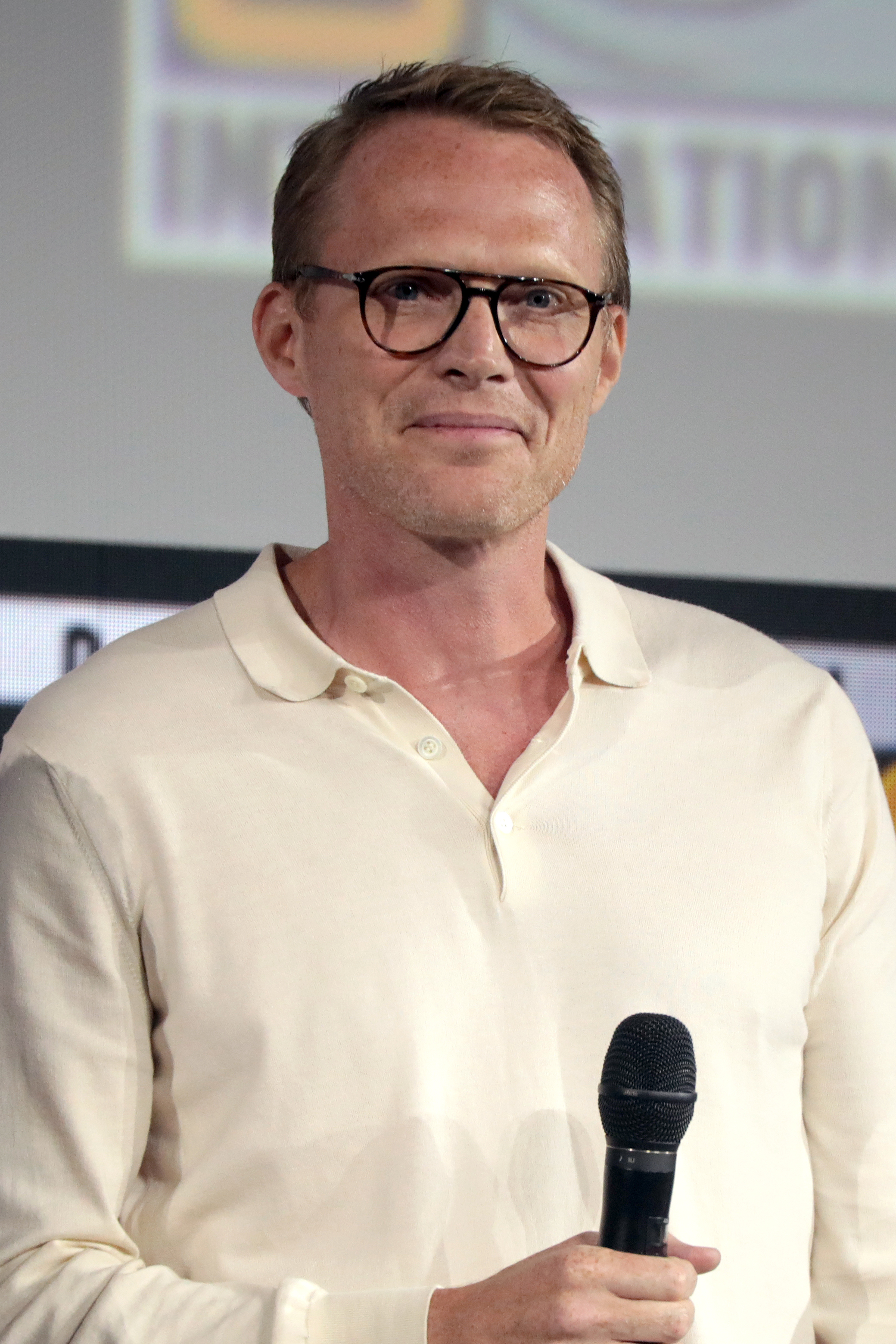
Paul Bettany, interprete di Visione.
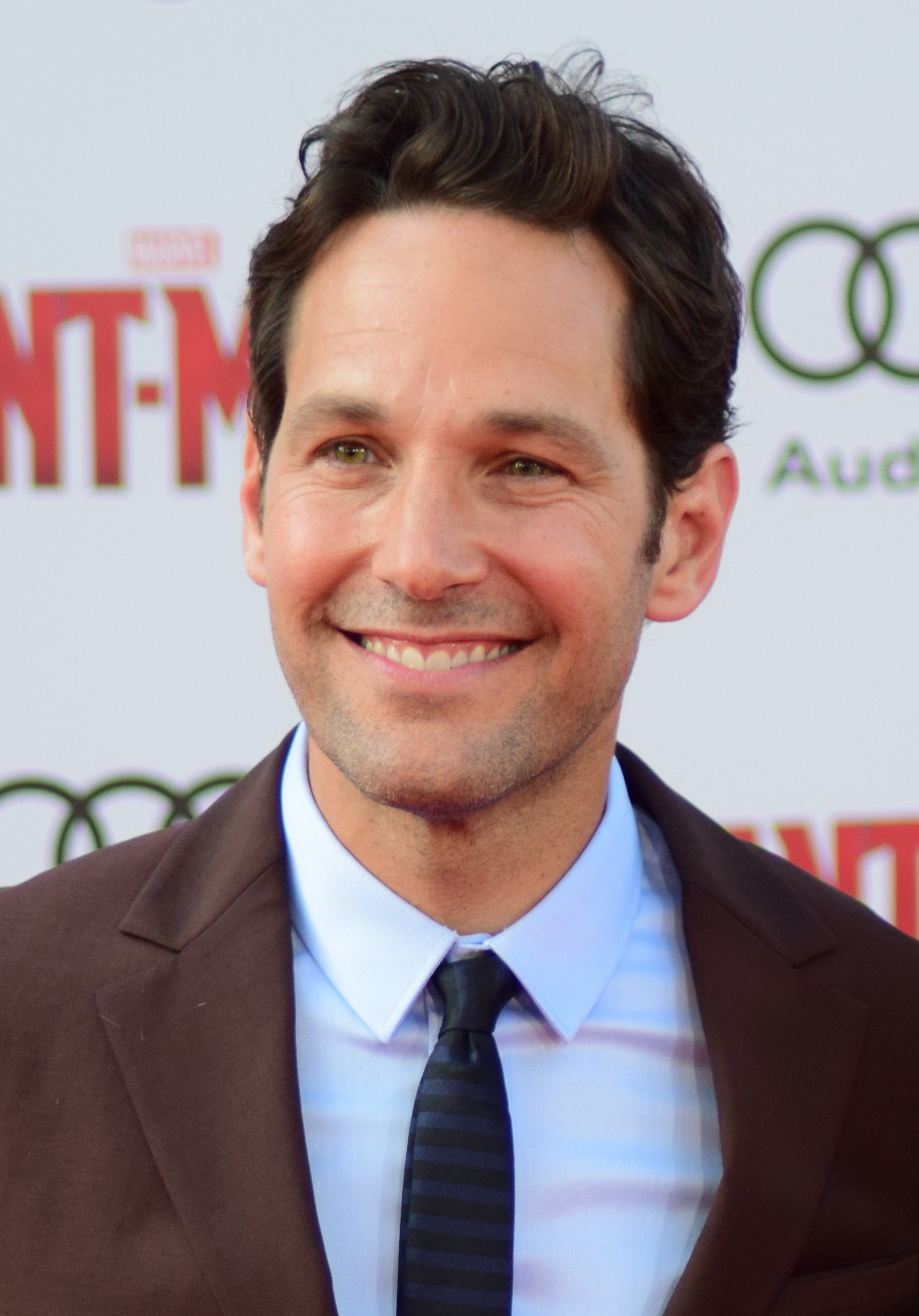
Paul Rudd, interprete di Scott Lang / Ant-Man.
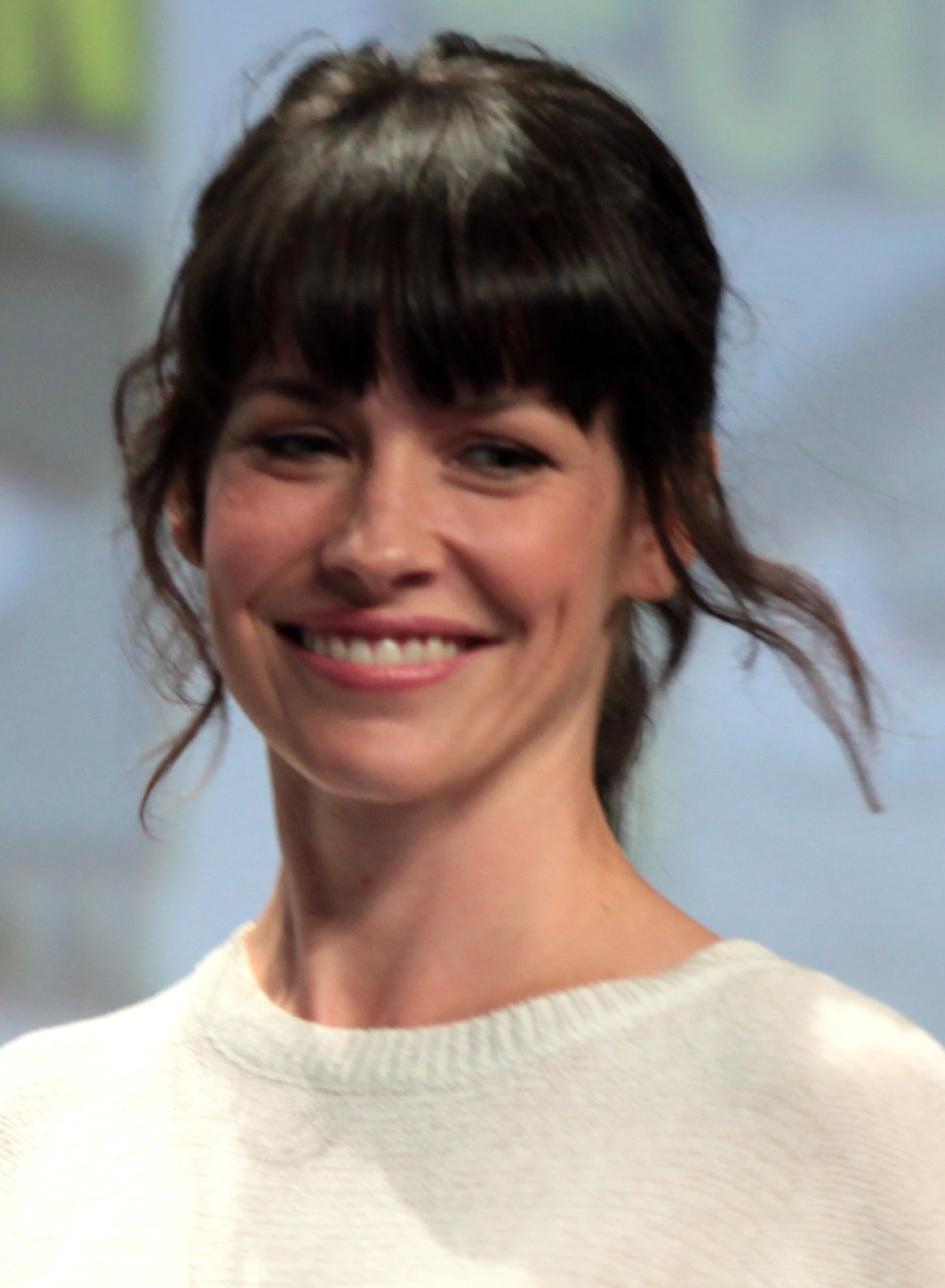
Evangeline Lilly, interprete di Hope van Dyne / Wasp.
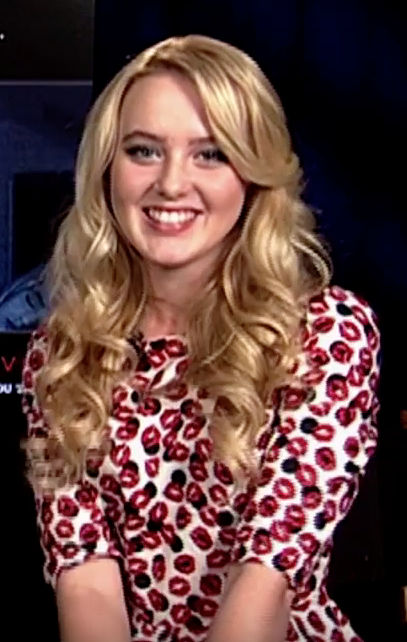
Kathryn Newton, interprete di Cassie Lang / Stature.

#### Introdotti nella Fase Tre

##### Peter Parker / Spider-Man
Peter Parker, conosciuto anche come Spider-Man, è un Avenger dotato di poteri da ragno, riuscendo ad arrampicarsi sui muri, ed è molto più resistente e forte della media oltre che a usare uno strumento per sparare una sostanza simile a ragnatele contro gli avversari. Si tratta del membro in assoluto più giovane degli Avengers: durante la Saga dell'Infinito ha sedici anni e frequenta il liceo Midtown School of Science and Technology. È un ragazzo leale, onorevole, amichevole, molto intelligente e curioso, ma timido e socialmente impacciato, e al contempo un eroe molto coraggioso e retto, spesso desideroso di mettersi alla prova; tende ad essere eccessivamente loquace nei combattimenti ed è dotato di una buona conoscenza della cultura pop, soprattutto film Anni Ottanta e Novanta. Agisce come vigilante mascherato a New York e i video del suo operato sono celebri su YouTube. Mediante essi viene notato da Tony Stark, il quale lo recluta a sostegno della sua causa nella guerra civile tra gli Avengers. In seguito a ciò, Peter desidera ardentemente fare colpo su Stark e diventare un Avenger a tutti gli effetti trascurando così la sua vita "normale". Dopo aver combattuto l'Avvoltoio senza la tuta ultra-tecnologica donatogli da Tony, decide di non essere ancora pronto a diventare un membro degli Avengers limitandosi a operare a New York come eroe. Contribuisce allo scontro contro Thanos, pur finendo vittima dello sterminio universale a opera del titano.Torna in vita cinque anni dopo grazie al Blip e, dopo aver partecipato al funerale di Tony, torna a scuola. Cerca di condurre una vita normale ed è riluttante a rispondere alla chiamata di Nick Fury per svolgere una missione di salvaguardia della Terra. Scopre di essere stato designato il successore di Tony e alla fine riesce a uscire dall'ombra del suo mentore sconfiggendo l'avversario ed ex amico Mysterio; ciononostante, il criminale riesce a metterlo nei guai smascherando la sua identità pubblicamente e incolpandolo della sua morte. Vive con sua zia May nei Queens e si costruiva da solo il dispositivo di spara-ragnatele prima di usufruire della tecnologia di Stark; il suo migliore amico è Ned Leeds e, dopo aver cercato di fare colpo su Liz Toomes (figlia del supercriminale Avvoltoio), inizia ad uscire con la compagna Michelle Jones (MJ). Oltre al profondo rapporto che aveva con Tony Stark, è molto legato alla guardia del corpo del miliardario, Happy Hogan, che lo sorveglia e gli da' consiglio anche dopo la morte di Tony. Nutre una grande ammirazione verso Thor e Bruce Banner, e mostra una certa simpatia anche per Steve Rogers, nonostante i fronti opposti durante la guerra civile per colpa di Zemo. Ripone molta fiducia nelle persone, sebbene ciò gli causa diversi guai come nel caso di Mysterio; inizialmente è alquanto entusiasta all'idea di diventare un Avenger, ma l'esperienza contro Thanos lo lascia traumatizzato al punto che in seguito desidera solo poter condurre una vita normale con i suoi cari. Dopo che il mondo scopre la sua identità segreta, Peter e le persone a lui vicine incorrono in difficoltà sempre più grandi a causa della pressione sociale; il ragazzo cerca di rimediare chiedendo l'aiuto del Dottor Strange, ma l'incantesimo finisce male e porta numerosi supercriminali e avversari di Spider-Man in altri due universi a venire nel loro. Pur cercando di aiutarli per impedire che muoiano combattendo Spider-Man nei rispettivi mondi, alcuni di loro sfuggono al controllo e uno in particolare, Goblin, uccide la zia May. Ciò genera un profondo dolore e rabbia in Peter che in seguito, però, rinuncia ad ucciderlo per curarlo dalla sua malattia mentale, grazie al supporto di MJ, Ned e le due varianti di Spider-Man provenienti dalle loro universi alternativi. Alla fine, per impedire all'universo di collassare, Peter accetta di far dimenticare al mondo la sua vera identità, scegliendo di condurre una vita isolata continuando a operare come Spider-Man.
È interpretato da Tom Holland e doppiato da Alex Polidori; nelle serie animate What If...?, Il vostro amichevole Spider-Man di quartiere e Marvel Zombies è doppiato in originale da Hudson Thomas.

##### T'Challa / Pantera Nera
T'Challa è il protettore di Wakanda noto come la Pantera Nera, un guerriero altamente qualificato che ottiene una maggiore forza e agilità ingerendo l'erba a forma di cuore arricchita di vibranio e un membro degli Avengers. Appare per la prima volta in Captain America: Civil War quando accompagna a Vienna suo padre, re T'Chaka, per un congresso delle Nazioni Unite. T'Chaka resta ucciso in un attentato e T'Challa indossa quindi i panni della Pantera Nera per dare la caccia a Bucky Barnes, ritenuto responsabile dell'uccisione del padre. Ciò lo porta a schierarsi a favore della fazione di Iron Man nella guerra civile tra gli Avengers pur non facendo effettivamente parte della squadra; in seguito alla scoperta che il vero responsabile di tutto era Zemo, il quale voleva distruggere gli Avengers mettendoli gli uni contro gli altri, decide di non farsi consumare dalla vendetta come Iron Man o Zemo stesso, facendo quindi arrestare il criminale e dando asilo a Bucky Barnes per curarlo dal condizionamento mentale imposto dall'Hydra. Successivamente viene eletto re di Wakanda, nonostante debba affrontare prima il cugino N'Jadaka. Deciso a non ripetere gli stessi errori dei sovrani passati, accetta di aprire Wakanda al resto del mondo per dare aiuti ai più bisognosi. Partecipa alla battaglia contro Thanos: è tra coloro che si dissolvono per lo sterminio del Titano Pazzo, ma torna in vita cinque anni dopo. Durante lo scontro finale cerca di portare al sicuro il guanto con le Gemme dell'Infinito, venendo salvato da Wanda Maximoff quando Thanos cerca di inseguirlo. Partecipa al funerale di Tony Stark con la sorella Shuri e Okoye, per poi tornare in Wakanda con i suoi cari riprendendo il suo ruolo da sovrano. Purtroppo, poco tempo dopo contrae una malattia sconosciuta per cui viene a mancare. T’Challa è un personaggio umile, onesto, nobile e generoso, che T'Chaka descrive come "troppo buono per essere un re". Il suo ruolo di sovrano lo porta spesso ad avere delle indecisioni sul fare la cosa giusta per il bene comune o per la propria gente, decidendo alla fine di non poter ignorare la sofferenza del resto del mondo. È innamorato di Nakia, sebbene i due faticano a stare insieme a causa dei rispettivi doveri, e con lei ha un figlio che cresce lontano dal loro Paese per tenerlo lontano dai doveri del trono.
È interpretato da Chadwick Boseman e doppiato da Paolo Vivio; a causa della prematura morte di Boseman nell'agosto del 2020, i Marvel Studios hanno deciso di non dare il suo ruolo a un altro attore e il personaggio viene fatto morire fuori schermo all'inizio del film Black Panther: Wakanda Forever.

##### Stephen Strange / Dottor Strange
Stephen Strange, conosciuto anche come il Dottor Strange, è un alleato degli Avengers e un neurochirurgo di grandissima fama, seppur arrogante, egocentrico e caparbio, che ebbe un incidente automobilistico nel quale perse il pieno uso delle mani. Dopo aver speso tutti i suoi averi in vani tentativi di essere curato, Strange ripiega quindi su metodi mistici venendo a conoscenza del mondo nascosto della magia, composto da stregoni che proteggono la Terra da minacce di altre dimensioni. Inizialmente Strange si rifiuta di prendere parte a tale battaglia ma, in seguito alla morte del suo mentore, l'Antico, accetta di diventare un Maestro delle Arti Mistiche e proteggere la Terra custodendo il Sanctorum di New York e la Gemma del Tempo racchiusa nel ciondolo che porta sempre al collo col nome di Occhio di Agamotto; con quest'ultimo riesce a sconfiggere lo stregone ribelle Kaecilius e a fermare Dormammu dalla Dimensione Oscura. Qualche anno dopo viene rapito e torturato da Fauce d'Ebano per il possesso della Gemma del Tempo, ma viene salvato da Iron Man e Spider-Man. Decide di contribuire a fermare Thanos, affermando di essere pronto a sacrificare i compagni e anche sé stesso pur di fermare il Titano Pazzo poiché da lui dipende il destino dell'universo. Tuttavia cambia idea dopo aver visualizzato tutti i possibili futuri e realizzando qual è l'unica versione in cui hanno la possibilità di vincere Thanos, accettando quindi di barattare con il nemico la vita di Tony con la Gemma del Tempo e risultando successivamente tra le vittime dello sterminio di Thanos. Tornato in vita con gli altri scomparsi cinque anni dopo, partecipa allo scontro finale con tutti gli stregoni della Terra contribuendo alla protezione degli altri combattenti quando l'esercito di Thanos bombarda il campo di battaglia. Assiste al funerale di Tony Stark con Wong, per poi tornare a proteggere il Sanctorum. Caratterialmente è molto simile a Stark; dapprima lo tratta con freddezza, ma in seguito acquista con lui più familiarità nel corso dell'impresa per fermare Thanos. Ha avuto una relazione con la sua collega Christine Palmer, con cui è rimasto in buoni rapporti. Viene contattato da Peter per cercare di far dimenticare a tutti la sua identità di Spider-Man; a causa di un incantesimo finito male i due rischiano di causare il collasso del proprio universo, riuscendo ad annullare tutto solo in quanto Peter accetta di far dimenticare a tutti la sua identità. Successivamente si occupa di proteggere la giovane America Chavez, capace di viaggiare attraverso il Multiverso, da Wanda Maximoff, la quale intende risucchiare il potere della ragazza per sfruttarlo e ricongiungersi con i suoi figli in un altro universo; per riuscire nell'intento, Strange è costretto a usare la magia del Darkhold e così facendo viene influenzato dal potere oscuro del libro. Dopo la sconfitta e pentimento di Wanda, Strange viene convocato da Clea che lo richiama per aver creato un'intersezione tra due universi sfruttando il Darkhold.
È interpretato da Benedict Cumberbatch e doppiato da Francesco Bulckaen.

##### Mantis
Mantis è un membro dei Guardiani della Galassia. Si tratta di un'aliena con alcune caratteristiche fisiche da insetto e dotata di poteri empatici. Ha sempre vissuto con Ego il Pianeta Vivente, che la trovò in stato di larva, e usa i suoi poteri per aiutarlo a dormire. Non avendo mai avuto modo di interagire con altre persone è estremamente ingenua e innocente e non è brava con i rapporti umani. Dopo aver conosciuto i Guardiani stringe amicizia con Drax e si schiera dalla loro parte aiutandoli a sconfiggere Ego, unendosi poi alla squadra. Combatte contro Thanos insieme ai compagni, Iron Man, Strange e Spider-Man, ma non riescono a fermarlo e Mantis è la prima a dissolversi sul pianeta Titano dopo aver avvertito l'azione delle Gemme dell'Infinito. Torna in vita cinque anni dopo con tutti gli altri scomparsi e partecipa allo scontro finale; in seguito assiste al funerale di Tony Stark prima di ripartire alla volta dello spazio per nuove avventure con gli altri Guardiani e Thor. Nello speciale natalizio si scopre che è la sorella di Quill da parte di Ego, venendo accettata rapidamente da lui come sua parente. Nonostante le apparenze fragili è estremamente potente, essendo riuscita a tenere sotto controllo agli individui molto forti come Thanos ed Ego. Dopo la sconfitta dell'Alto Evoluzionario, Mantis decide di partire per un viaggio in solitaria per scoprire sé stessa.
È interpretata da Pom Klementieff e doppiata da Eleonora Reti.

##### Shuri / Pantera Nera
Shuri è la giovane principessa di Wakanda e sorella minore di T'Challa, gestisce un laboratorio ultra-tecnologico nel popolo wakandiano dove progetta e costruisce numerose invenzioni in vibranio come i costumi dalla Pantera Nera del fratello. Sostiene T'Challa combattendo contro Erik Killmonger. Quando Thanos minaccia la Terra, gli Avengers portano a Shuri Visione da operare per estrarre dalla sua fronte la Gemma della Mente, ma la ragazza è costretta a interrompere quando viene attaccata a Gamma Corvi nel suo laboratorio. È tra le vittime dello sterminio di Thanos, tornando in vita cinque anni dopo e partecipando allo scontro finale. Assiste al funerale di Tony Stark con T'Challa e Okoye, prima di tornare in Wakanda dove lei e il fratello si ricongiungono con la madre. In seguito alla morte di T'Challa per una grave malattia che lei non riesce a curargli, fatica a elaborare il lutto; a causa degli scontri con Namor e il suo esercito sottomarino dei Talokan che portano alla morte di Ramonda, Shuri riesce a superare il suo istinto vendicativo e assume il ruolo della Pantera Nera, accettando la morte dei suoi propri cari. Oltre a essere una geniale inventrice, sa anche combattere con dei guanti blaster di sua invenzione. Inizialmente è una ragazza dal carattere vivace, spiritoso, sarcastico, pungente e testardo, ma la perdita dei suoi familiari la portano a diventare più seria e matura.
È interpretata da Letita Wright e doppiata da Erica Necci. In What If...? è doppiata in originale da Ozioma Akagha.

##### Ava Starr / Ghost
Ava Starr, conosciuta anche semplicemente come Ghost, è la figlia dello scienziato Elihas Starr; i suoi genitori morirono in un esperimento fallito di Elihas a cui lei sopravvisse subendo come ripercussione instabilità molecolare. Venne adottata da Bill Foster che la affidò allo S.H.I.E.L.D. per trovare una cura per la sua condizione, ma l'organizzazione la sfruttò e addestrò come mercenaria. Con l'aiuto di Foster inizia a cercare un modo per guarire prima di dissolversi del tutto mediante l'energia quantica e ciò la porta a diventare sempre più fredda e determinata, sebbene Foster cerchi di impedirle di compiere atti criminali eccessivi quali l'omicidio. Dopo uno scontro con Ant-Man e Wasp, Ava viene temporaneamente stabilizzata da Janet Van Dyne e fugge con Foster dopo che Pym le promette di trovare un modo per curarla. In seguito, sarà una dei membri di una squadra di antieroi, nota come i Thunderbolts.
È interpretata da Hannah John-Kamen e doppiata da Gaia Bolognesi.

##### Carol Danvers / Capitan Marvel
Carol Danvers è un'ex pilota dell'Air Force divenuta una supereroina con il nome di Capitan Marvel, membro degli Avengers. Cresciuta con la miglior amica Maria Rambeau, acquisisce i suoi poteri di manipolazione dell'energia in seguito ad essere stata esposta ad un'esplosione derivata dal Tesseract. A causa di ciò perde la memoria e viene prelevata dai Kree che la addestrano come una di loro cercando di farle sopprimere i suoi poteri. In seguito capita sulla Terra negli Anni Novanta durante una missione, dove scopre la sua vera identità e che degli atti crudeli compiuti dai Kree ai danni della popolazione Skrull, decidendo di intervenire in difesa di questi ultimi. Durante tale avventura collabora con Nick Fury, il quale si ispirerà a lei per dare origine all'iniziativa Avengers basandosi per il nome sull'aereo utilizzato da Carol, che era anche il nome in codice Krull della sua mentore Wendy Lawson (conosciuta come Mar-Vell). Tornata su Hala distrugge la suprema intelligenza mandando in rovina il pianeta per 30 anni, senza più atmosfera, ne oceani ne un sole. Quando Thanos uccide metà della popolazione universale, Fury riesce a usare un dispositivo per contattare la donna poco prima di dissolversi. Pur arrivando troppo tardi per fare qualcosa, aiuta gli Avengers superstiti a rintracciare Thanos e passa i cinque anni successivi a restare in contatto con loro per eventuali collaborazioni. Interviene nella battaglia finale contro Thanos salvando gli eroi dal bombardamento sul campo scatenato dal Titano Pazzo ed è una dei pochi eroi che riesce a tenergli testa in uno scontro diretto, tanto da non reagire minimamente a una sua testata, sebbene alla fine Thanos riesce a spazzarla via utilizzando la Gemma del Potere. Partecipa al funerale di Tony Stark. Nonostante gli Avengers le portino rispetto, la trattano anche con diffidenza per il suo carattere, non essendo lei abituata a giocare di squadra. Un paio di anni dopo Carol entra in contatto con una anomalia nei punti di salto che intreccerà i suoi poteri con quelli di Monica Rambeau, e Ms. Marvel. Costretta a collaborare con le due non riesce a fermare l'accusatruce Kree Dar-Ben dall'usare il secondo bracciale di Ms. Marvel per prelevare atmosfera e acqua da pianeti importanti per Carol per ricostruire Hala. Una volta imparato a fare gioco di squadra riesce con l'aiuto delle due a fermare Dar-Ben, non prima che lei causi un'incursione tra questa e un'altra realtà alternativa. Monica caricata dall'energia dei bracciali e di Captain Marvel riesce a chiuderla rimanendo però bloccata dall'altra parte. A questo punto si trasferisce nella casa di Rambeau sulla terra.
In un universo alternativo di What If...?, Carol viene chiamata sulla Terra nel 2010 da Nick Fury in seguito alla morte di gran parte dei potenziali candidati per il progetto Avengers e combatte gli asgardiani guidati da Loki. In un altro universo, viene chiamata sulla Terra nel 2010 da Maria Hill per fronteggiare Thor, che sta mettendo a rischio la Terra con il party intergalattico da lui organizzato. Dopo un lungo combattimento, Carol finisce per simpatizzare con lui dopo l'intervento di Frigga. In un altro universo, Danvers viene uccisa da Ultron potenziato con le Gemme dell'Infinito dopo aver cercato di fermarlo.
È interpretata da Brie Larson e doppiata da Elena Perino. In What If...? è doppiata in originale da Alexandra Daniels.

##### Monica Rambeau
Monica Rambeau è la figlia di Maria, ammira molto Carol Danvers; è stata lei a suggerire l'intonazione di colori del suo costume iconico. In WandaVision ricompare ormai adulta; si scopre che ha seguito le orme della madre e di Carol diventando membro dell'aeronautica nonché agente dell'organizzazione S.W.O.R.D. È tra le vittime dello sterminio di Thanos e, una volta tornata in vita, apprende che sua madre è morta due anni dopo la sua scomparsa per un tumore. Non potendo tornare in missione nello spazio a causa di un'imposizione di Maria allo S.W.O.R.D., collabora con l'agente dell'FBI Jimmy Woo per indagare sugli strani fenomeni di Westview. Finisce risucchiata nella realtà di Wanda Maximoff prendendone parte col nome di "Geraldine". Viene scaraventata fuori da Wanda quando recupera parzialmente la memoria e si rende conto che è stata lei a intrappolare la cittadina. Decisa ad aiutare Wanda, si oppone ai metodi violenti di Hayworth e insiste per rientrare nella realtà di Westview. A causa del suo triplice attraversamento del campo elettromagnetico che circonda la cittadina acquisisce dei poteri mistici; risveglia il "falso Pietro" dal controllo mentale di Agatha Harkness e riesce a proteggere i figli di Wanda da Hayword con i suoi nuovi poteri, riconciliandosi con Wanda prima che se ne vada. Successivamente, una Skrull inviata da un amico di Maria la invita a venire nello spazio per incontrarlo. Ha collaborato inoltre con Captain Marvel e Ms. Marvel.
È interpretata da Akira Akbar (bambina) e Teyonah Parris (adulta), e doppiata da Letizia Ciampa (adulta).

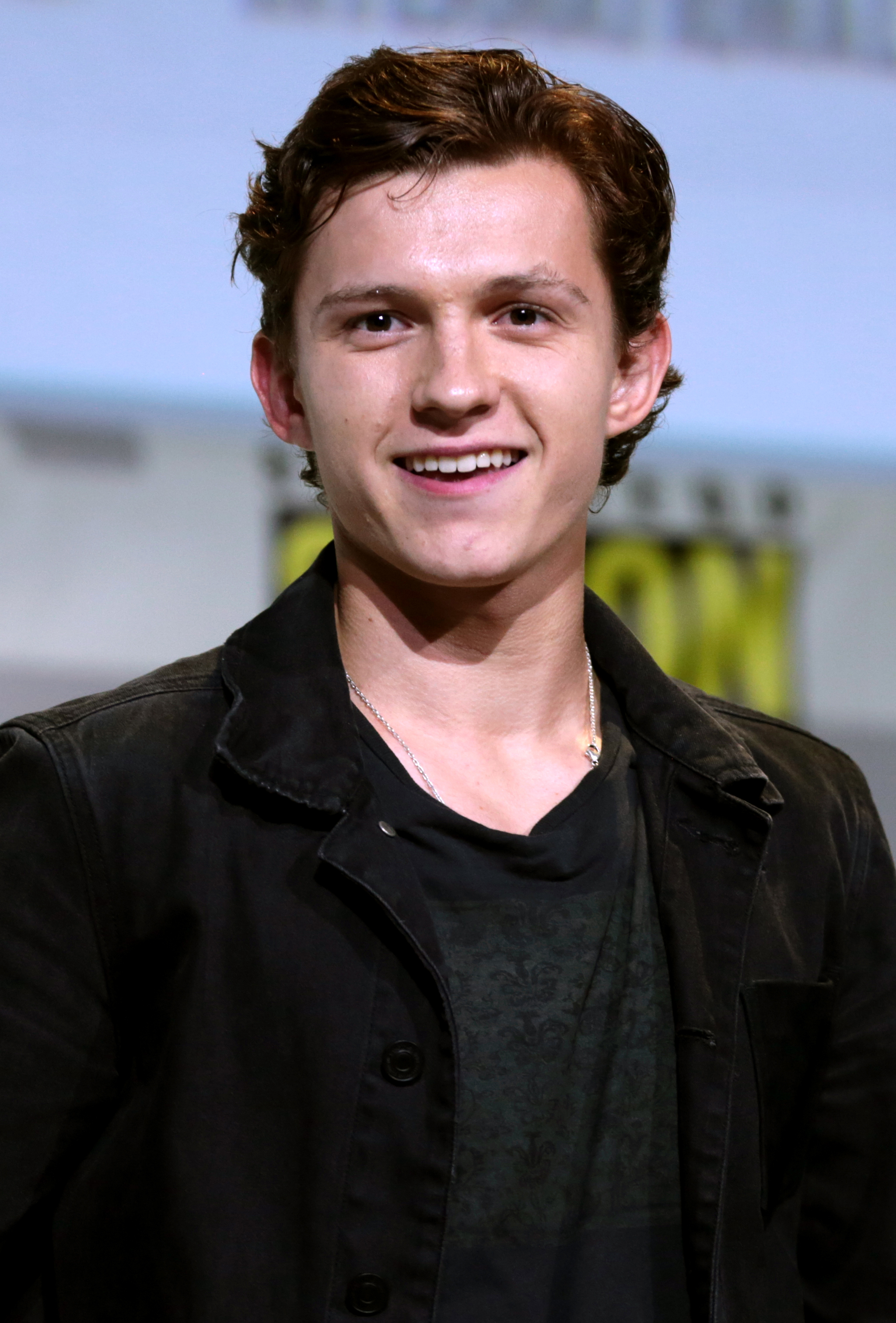
Tom Holland, interprete di Peter Parker / Spider-Man.
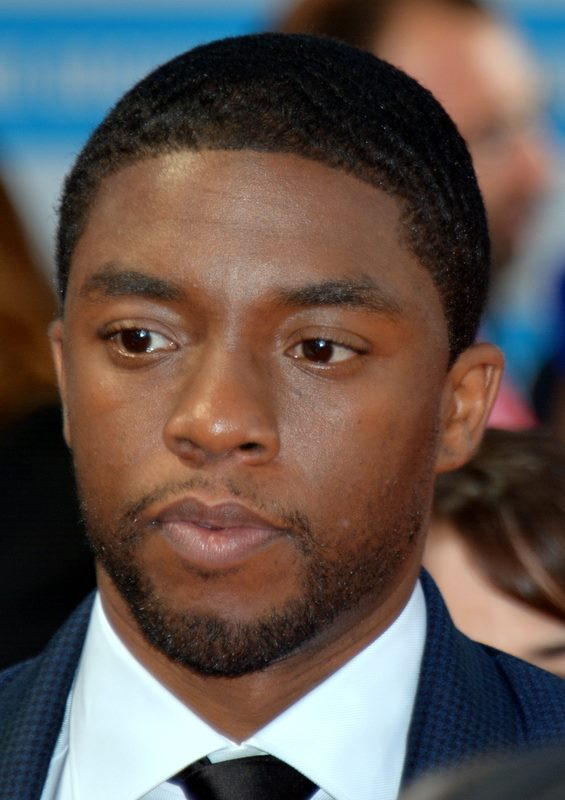
Chadwick Boseman, interprete di T'Challa / Pantera Nera.
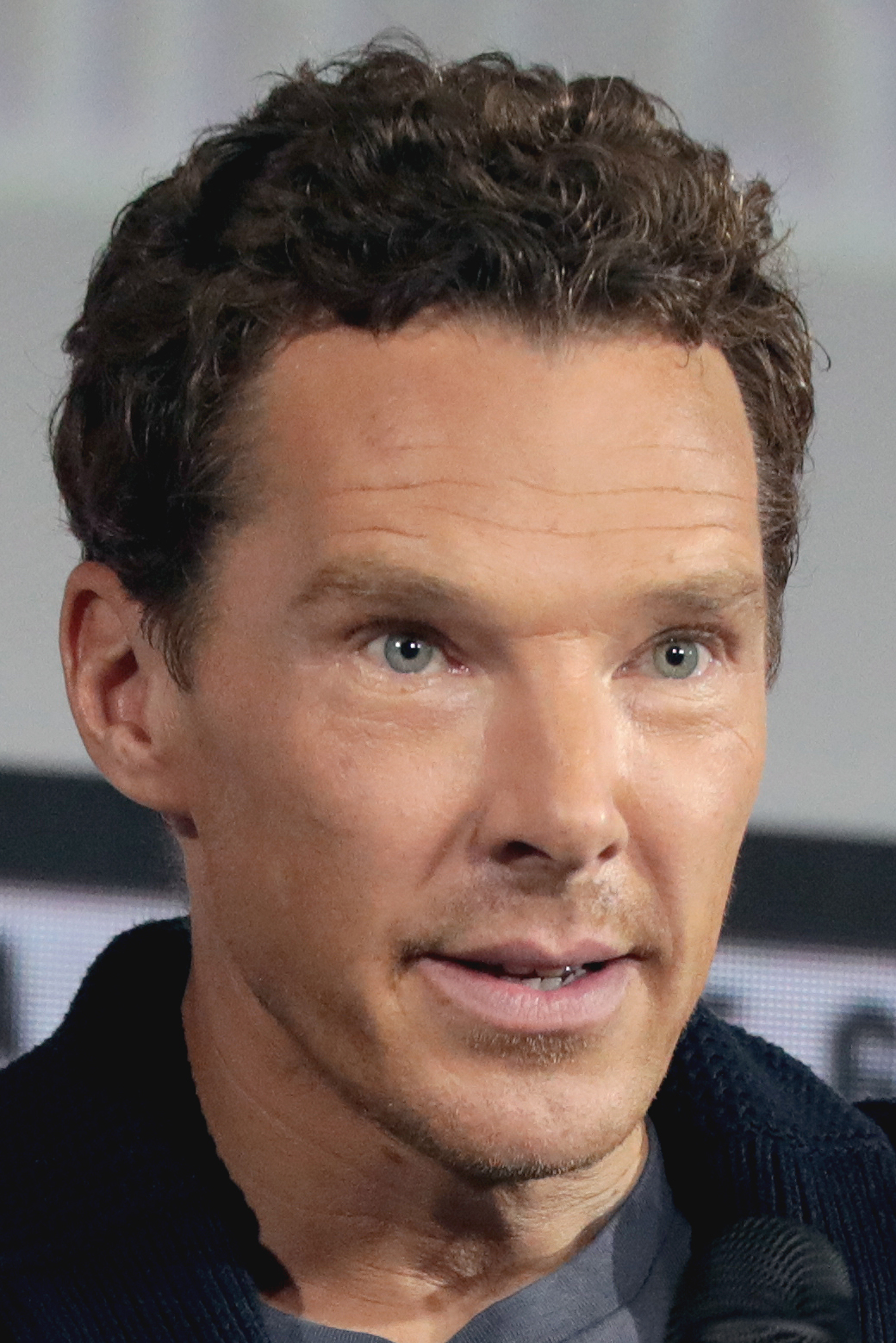
Benedict Cumberbatch, interprete di Stephen Strange / Dottor Strange.
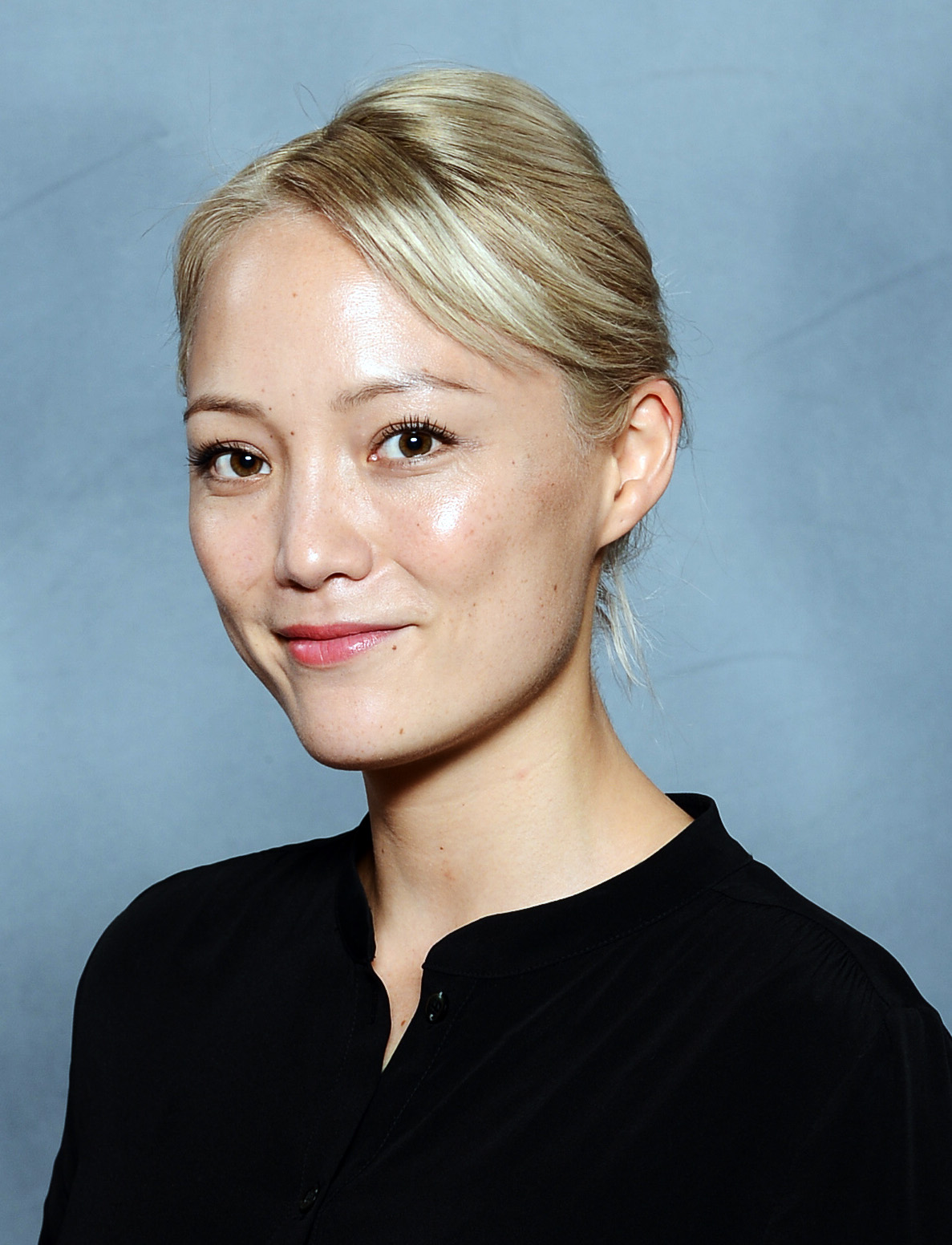
Pom Klementieff, interprete di Mantis.
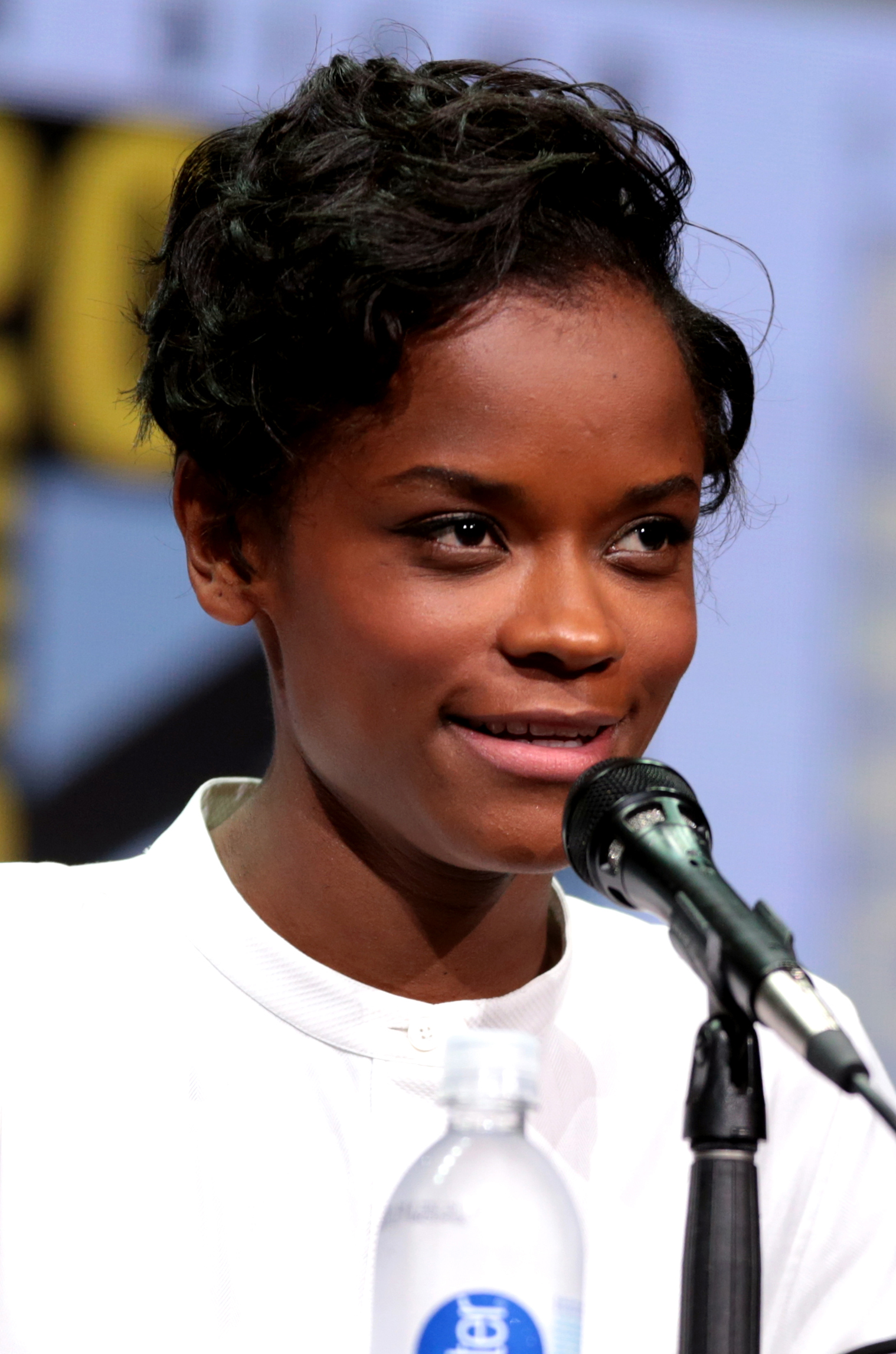
Letita Wright, interprete di Shuri / Pantera Nera.
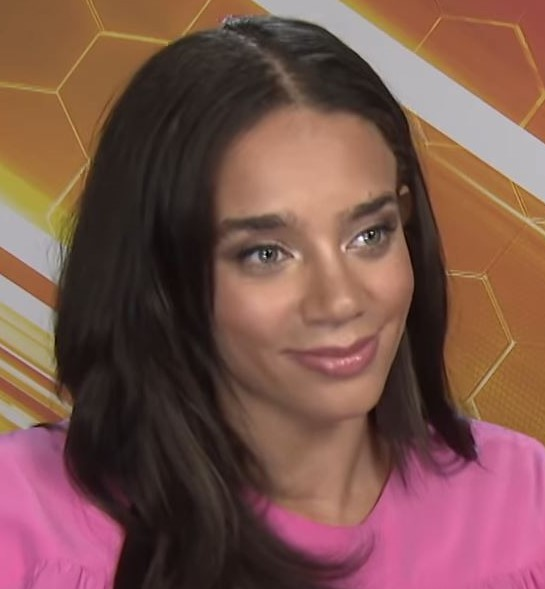
Hannah John-Kamen, interprete di Ava Starr / Ghost.
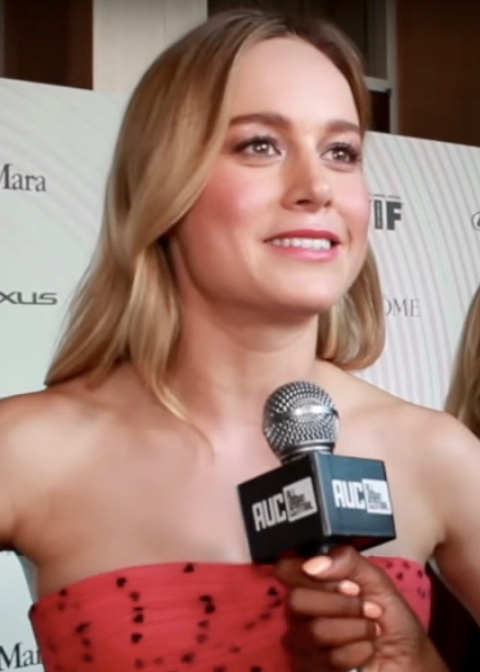
Brie Larson, interprete di Carol Danvers / Capitan Marvel.
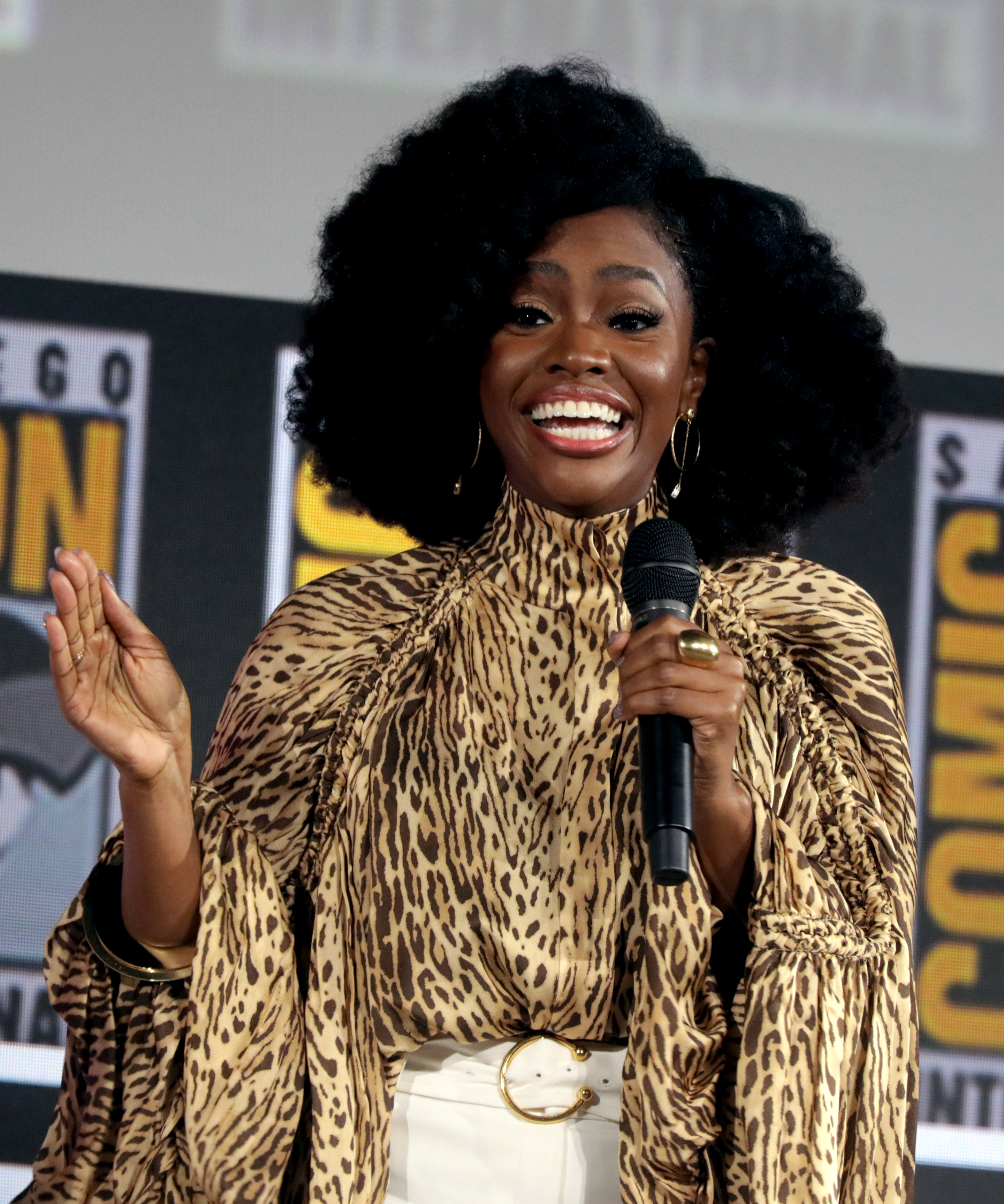
Teyonah Parris, interprete di Monica Rambeau.

### Introdotti nellaSaga del multiverso

#### Introdotti nella Fase Quattro

##### Yelena Belova / Vedova Nera
Yelena Belova, conosciuta anche come la Vedova Nera, è una giovane spia e assassina addestrata nella Stanza Rossa. Da bambina prese parte a una missione con Natasha Romanoff consistente nel fingersi una normale famiglia americana per due anni così che il Guardiano Rosso potesse rubare segreti governativi; successivamente fu sottoposta a un condizionamento mentale da cui riesce a liberarsi anni dopo e, ricongiuntasi con Natasha, distrugge definitivamente la Stanza Rossa liberando tutte le altre Vedove. Dopo essere stata blippata viene incaricata dalla contessa Valentina della Fontaine di uccidere Clint Barton, ritenuto responsabile della morte di Natasha; dopo aver affrontato lui e Kate Bishop, Yelena apprende emotivamente la verità e accetta di lasciarlo vivo. In seguito, sarà una dei membri di una squadra di antieroi, nota come i Thunderbolts.
È interpretata da Florence Pugh e doppiata da Lucrezia Marricchi.

##### Alexei Shostakov / Guardiano Rosso
Alexei Shostakov, conosciuto anche come il Guardiano Rosso, è un super-soldato che funge da controparte russa di Captain America; durante una missione di copertura negli Stati Uniti durata anni, fece parte di una falsa famiglia con Melina, Yelena e Natasha, finendo comunque per sviluppare un autentico affetto verso di loro. Fu incarcerato per anni, finché Natasha e Yelena non lo liberano per farsi aiutare a rintracciare e fermare Dreykov e la Stanza Rossa. In seguito, sarà uno dei membri di una squadra di antieroi, nota come i Thunderbolts.
Il Guardiano Rosso compare prima nell'ottavo e penultimo episodio della prima stagione della serie animata What If...?, dove è ambientato in un futuro post apocalittico in cui il malvagio Infinity Ultron ha vinto, il suo scudo viene recuperato e utilizzato da Natasha tra gli archivi russi.
È interpretato da David Harbour e doppiato da Massimo Bitossi.

##### Xu Shang-Chi
Xu Shang-Chi è un giovane guerriero esperto di arti marziali, figlio del Mandarino. Venne addestrato dal padre a diventare un assassino fin da bambino ma, a quattordici anni, fuggì per cercare di condurre una vita normale a San Francisco, dove conobbe e fece amicizia con Katy. Insieme a quest'ultima vive all'insegna del divertimento evitando qualsiasi responsabilità, ma in seguito decide di accettare il suo lignaggio e impegnarsi per fermare il padre. Dopo la sua morte acquisisce i Dieci Anelli e viene convocato con Katy da Wong per unirsi agli Avengers in difesa della Terra.
È interpretato da Simu Liu e doppiato da Federico Viola.

##### Sersi
Sersi è un'Eterna con una certa affinità con la razza umana, molto empatica e dotata dell'abilità di trasmutare la materia. È stata innamorata per secoli di Ikaris, con cui si è anche sposata, ma dopo essere stata da lui abbandonata si rifà una vita nel presente a Londra con Sersi, lavorando come curatrice del British Museum e fidanzandosi con il professore inglese Dane Whitman. Dopo la morte di Ajak viene scelta come successiva leader degli Eterni, riuscendo a guidarli per fermare l'Emersione e a salvare la Terra. Al termine dell'impresa viene prelevata dall'entità Arishem, che decide di valutare lei e i compagni per decidere se meritano di vivere dopo quello che hanno fatto.
È interpretata da Gemma Chan (l'attrice che ha interpretato anche il ruolo della Kree Minn-Erva nel film Captain Marvel) e doppiata da Jun Ichikawa.

##### Thena
Thena è una fiera guerriera degli Eterni che può creare qualsiasi arma con l'energia cosmica. È affetta da una sorta di malattia che la porta a dissociarsi dalla realtà in modo sempre più frequente, rischiando di attaccare e uccidere i suoi compagni. A causa di ciò, dopo l'apparente sconfitta dei Devianti si ritira a una vita isolata insieme a Gilgamesh, che si occupa di lei stringendo insieme un profondo legame affettivo. Durante la battaglia finale riesce a uccidere Kro e, successivamente, parte per lo spazio insieme a Makkari e Druig per andare a cercare altri Eterni così da convincerli a rinunciare alla loro missione. Settimane dopo, lei e i compagni ricevono la visita del principe Eros e di Pip il Troll, i quali si offrono di aiutarli a soccorrere i loro amici. Su di lei si basa la figura mitologica della dea Atena.
È interpretata da Angelina Jolie e doppiata da Claudia Catani.

##### Kingo
Kingo è uno degli Eterni, in grado di emettere proiettili di energia cosmica dalle mani. Ama essere al centro dell'attenzione e diventa un popolare attore di Bollywood fingendosi un essere umano sulla Terra. Nonostante si sia affezionato agli umani e alla vita terrestre, sceglie di non unirsi agli altri Eterni nel fermare l'Emersione per non andare direttamente contro Arishem. Prende in custodia Sprite quando diventa umana, ma viene prelevato dalla Terra insieme a Sersi e Phastos per essere giudicato da Arishem.
È interpretato da Kumail Nanjiani e doppiato da Gianfranco Miranda.

##### Makkari
Makkari è una degli Eterni, sordomuta, dotata del potere cosmico della super-velocità. Dopo la divisione degli Eterni si è ritirata nell'astronave Domo intrattenendosi con la lettura di numerosi libri. Apparentemente è legata sentimentalmente a Druig, con cui parte per l'universo insieme a Thena dopo aver scongiurato l'Emersione per trovare altri Eterni e convincerli a rinunciare alla loro missione. Successivamente lei e i compagni ricevono la visita del principe Eros e di Pip il Troll, i quali si offrono di aiutarli a soccorrere i loro amici.
È interpretata da Lauren Ridloff.

##### Phastos
Phastos è uno degli Eterni, un geniale inventore in grado di usare l'energia cosmica per progettare e creare qualsiasi invenzione o arma, aiuta segretamente l'umanità con i suoi progressi tecnologici. Dopo la tragedia di Hiroshima nel 1945 è rimasto sconvolto dall'uso crudele che gli umani fanno della tecnologia, perdendo quindi fiducia nell'umanità; l'ha riacquistata nel presente, essendosi sposato e avendo un figlio con cui vive serenamente, ma accetta di combattere con i suoi compagni su incitazione del marito per permettere al loro figlio di crescere. È grazie alla sua idea di unire le menti tra loro che gli Eterni riescono a scongiurare l'Emersione; al termine di tutto, viene prelevato da Arishem insieme a Sersi e Kingo.
È interpretato da Brian Tyree Henry e doppiato da Simone Leonardi.

##### Sprite
Sprite è una degli Eterni, capace di creare illusioni molto realistiche. Ha l'aspetto di una dodicenne e ciò, nel corso dei millenni, la porta a sviluppare una crescente frustrazione in quanto incapace di vivere appieno, essendo condannata a essere vista e considerata da tutti come una bambina. Ciò la porta a schierarsi con Ikaris (del quale è sempre stata innamorata) per favorire l'Emersione e far distruggere la Terra; successivamente, Sersi usa i poteri condivisi dalla squadra per renderla umana e permetterle di crescere. Come tale si iscrive a scuola e va vivere con Kingo.
È interpretata da Lia McHugh e doppiata da Ilaria Pellicone.

##### Druig
Druig è un Eterno capace di controllare gli avversari telepaticamente; è il membro del gruppo che soffre maggiormente di non poter intervenire ad aiutare gli umani, ragion per cui si oppone ai compagni e lascia la squadra. Nel presente vive in Amazzonia alla guida di una piccola comunità che tiene lontana dagli eventi del mondo esterno, non facendosi scrupoli a controllare loro mentalmente quando serve. Inizialmente si rifiuta di unirsi nuovamente alla squadra, ma dopo un attacco dei Devianti accetta di ritornare. È legato sentimentalmente a Makkari e, dopo aver scongiurato l'Emersione, parte con lei e Thena per lo spazio per trovare altri Eterni da convincere a rinunciare alla loro missione. Vengono raggiunti dal principe Eros e Pip il Troll, i quali si offrono di aiutarli a soccorrere i loro compagni.
È interpretato da Barry Keoghan e doppiato da Alessio Puccio.

##### Matt Murdock / Daredevil
Matthew "Matt" Murdock, conosciuto anche come Daredevil oppure Devil, è un avvocato cieco e vigilante mascherato che di notte combatte il crimine e i suoi nemici nelle strade di Hell's Kitchen (tra cui il potente signore del crimine Kingpin, il sadico assassino Bullseye e la Mano). Dotato di una percezione sensoriale acuitasi in modo soprannaturale dopo la perdita della vista, causata da un incidente con delle scorie a nove anni, Matt non è super forte né invulnerabile ma solo un uomo che si spinge tanto oltre il limite da venire definito dal pubblico "uomo senza paura", sebbene tale titolo non sia da intendere letteralmente in quanto, dentro di sé, prova molta paura e trova il modo per affrontarla, superarla e colpire attraverso esse; cosa che, unita alla sua forte fede cattolica, lo porta a servirsi nel corso della sua lotta al crimine di un costume ispirato all'iconografia cristiana del diavolo.
Durante il periodo del blip si è scontrato con Maya Lopez (Echo). Nel 2024, Murdock viene assunto come avvocato dai suoi clienti Peter Parker (Spider-Man) e sua zia May, Michelle "MJ" Jones-Watson, Ned Leeds e Happy Hogan, in quanto Quentin Beck (Mysterio) ha ingiustamente incastrato il povero ragazzo per il suo omicidio svelando al mondo la sua identità segreta di Spider-Man. Matt riesce a far ritirare tutte le accuse contro Peter, ma lo avverte che dovrà comunque affrontare l'opinione pubblica. Nel 2025, Murdock riceve una nuova tuta dorata fatta da Luke Jacobson a Los Angeles, difendendolo in un processo contro Jennifer Walters (She-Hulk) e il suo cliente Eugene Patillo. Dopo la sentenza, Murdock incontra Walters in un bar e, indossando i panni di Daredevil, insegue Patillo, colpevole di aver rapito Jacobson. Nasce uno scontro con She-Hulk che si ferma nel momento in cui le rivela il motivo dell'inseguimento. I due si alleano sconfiggendo Patillo e i suoi tirapiedi, arrestandolo e liberando Jacobson, per poi andare a letto insieme. Il giorno seguente, Murdock se ne va, salvo poi tornare una volta dopo la sconfitta di Todd da parte di Walters; in seguito, i due vanno a festeggiare con la famiglia di Jennifer. Sarà il protagonista della serie televisiva Daredevil - Rinascita.
È interpretato da Charlie Cox e doppiato da Francesco Pezzulli.

##### Reed Richards / Mister Fantastic
Reed Richards, conosciuto come Mister Fantastic, è un brillante scienziato e il leader dei Fantastici Quattro che può allungare qualsiasi parte del suo corpo a grandi lunghezze, ed è ambientato in un altro universo alternativo, catalogato come la Terra-828. Il personaggio apparirà nei prossimi film Avengers: Doomsday e Avengers: Secret Wars.
Nel film Doctor Strange nel Multiverso della Follia è apparso prima una variante alternativa di Mister Fantastic in cui è un membro e componente degli Illuminati (guidati dal professor Charles Xavier) che proviene da un altro universo catalogato come la Terra-838, ha la capacità di allungare il proprio corpo a qualsiasi lunghezza e di modificarne la forma. Affronterà Wanda insieme ai suoi compagni ma verrà ucciso dopo pochi secondi dalla strega.
È interpretato da Pedro Pascal e doppiato da Guido Di Naccio; nel film Doctor Strange nel Multiverso della Follia è interpretato da John Krasinski e doppiato da Giorgio Borghetti.

##### Riri Williams / Ironheart
Riri Williams, conosciuta anche come Ironheart, è una giovane e brillante inventrice che ha creato un'armatura che rivaleggia con quella costruita da Tony Stark. Sarà la protagonista della miniserie televisiva Ironheart e comparirà anche nel film Armor Wars.
È interpretata da Dominique Thorne e doppiata da Luisa D'Aprile.

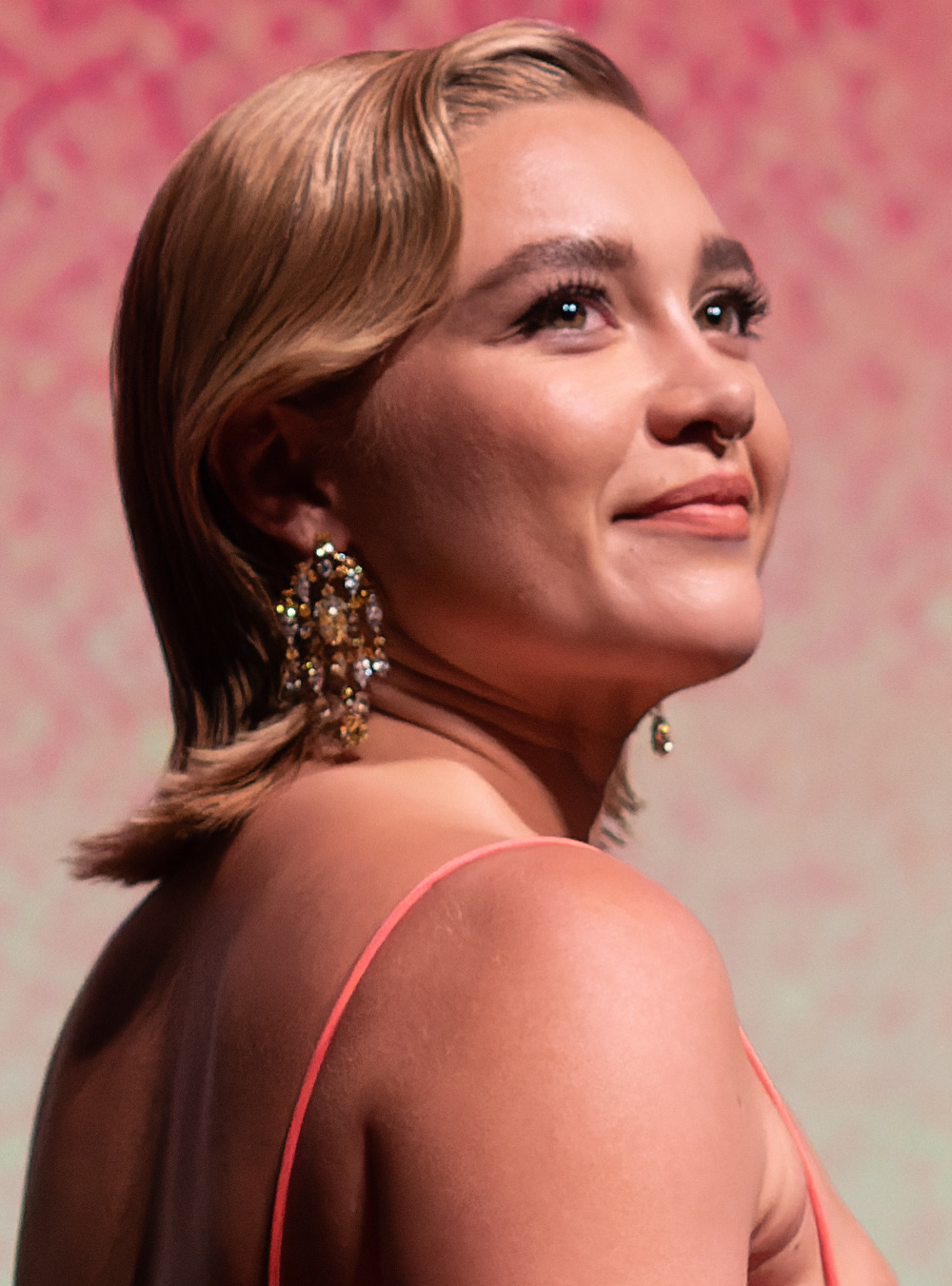
Florence Pugh, interprete di Yelena Belova / Vedova Nera.
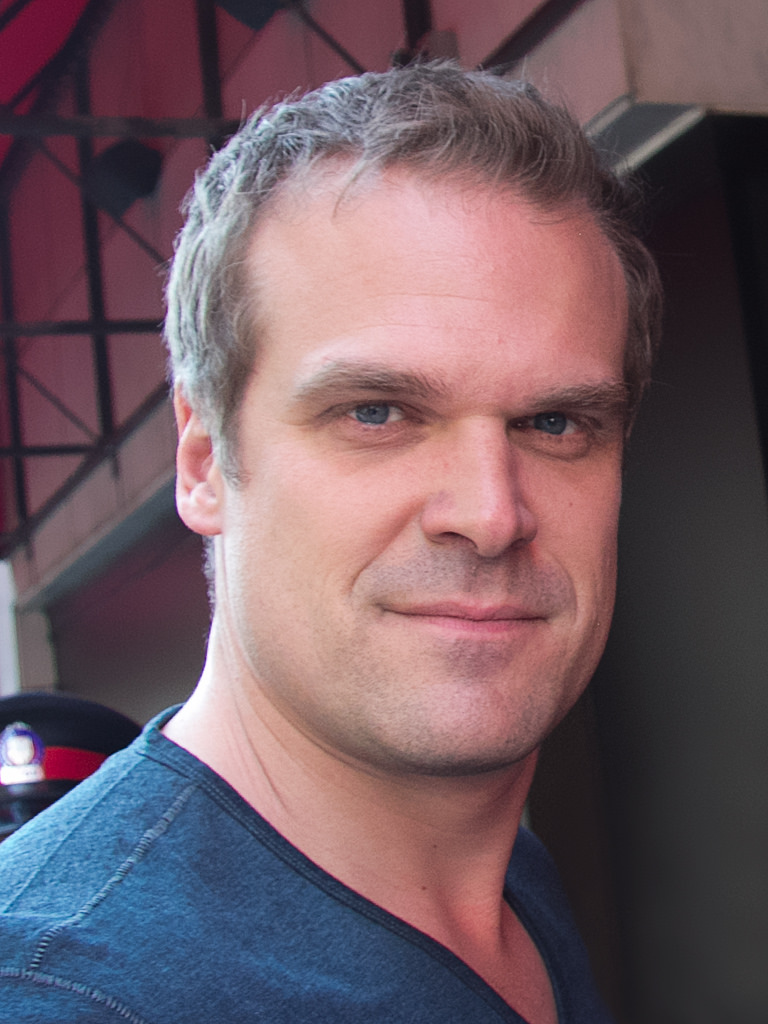
David Harbour, interprete di Alexei Shostakov / Guardiano Rosso.
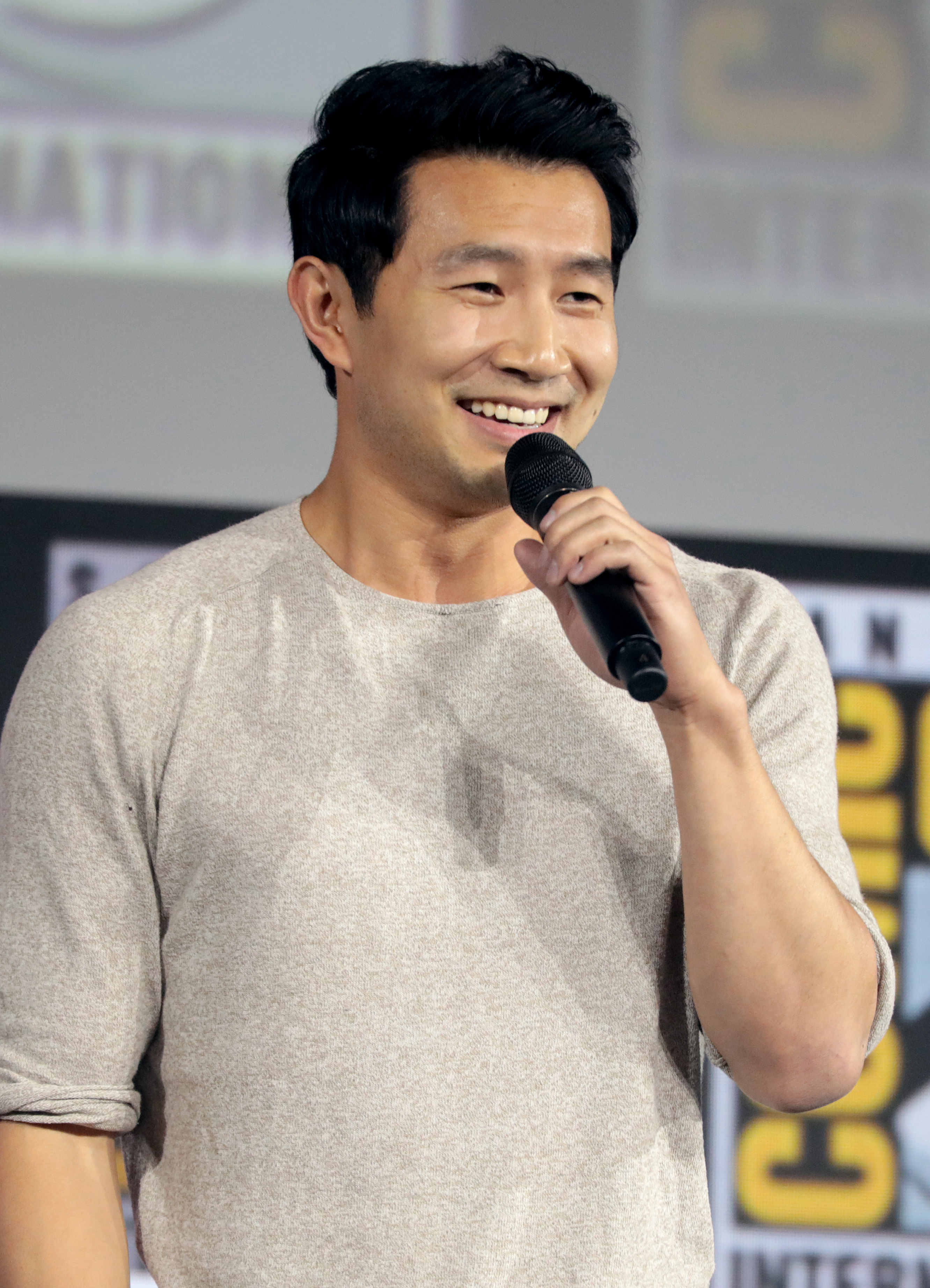
Simu Liu, interprete di Xu Shang-Chi.
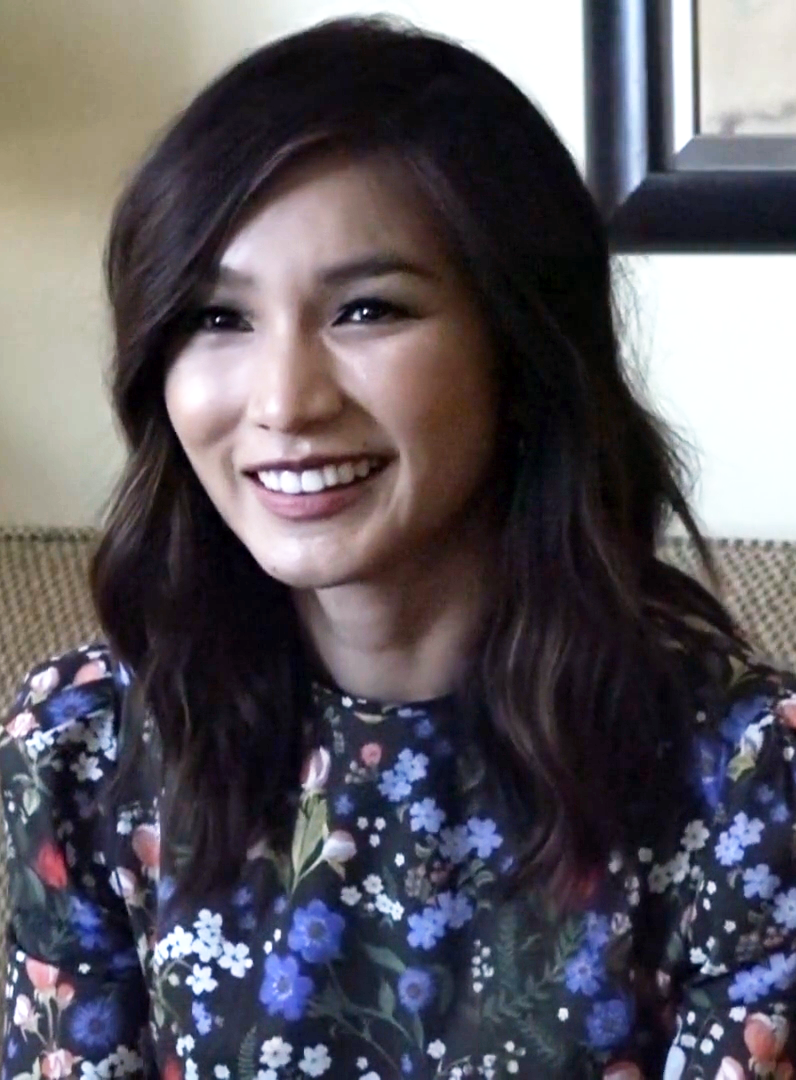
Gemma Chan, interprete di Sersi.
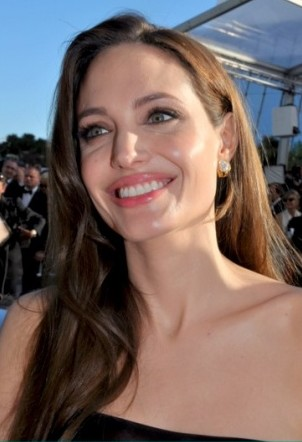
Angelina Jolie, interprete di Thena.
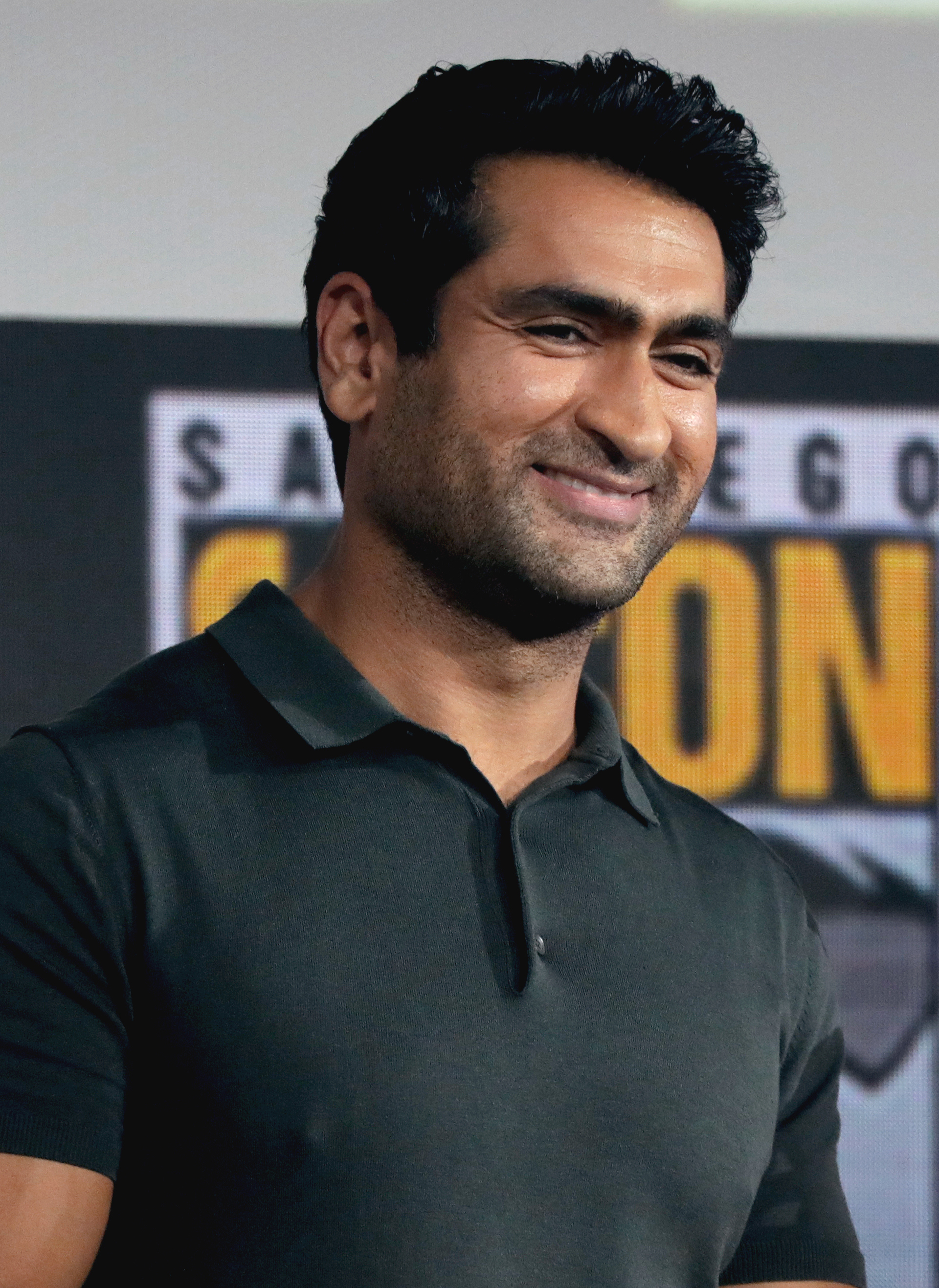
Kumail Nanjiani, interprete di Kingo.
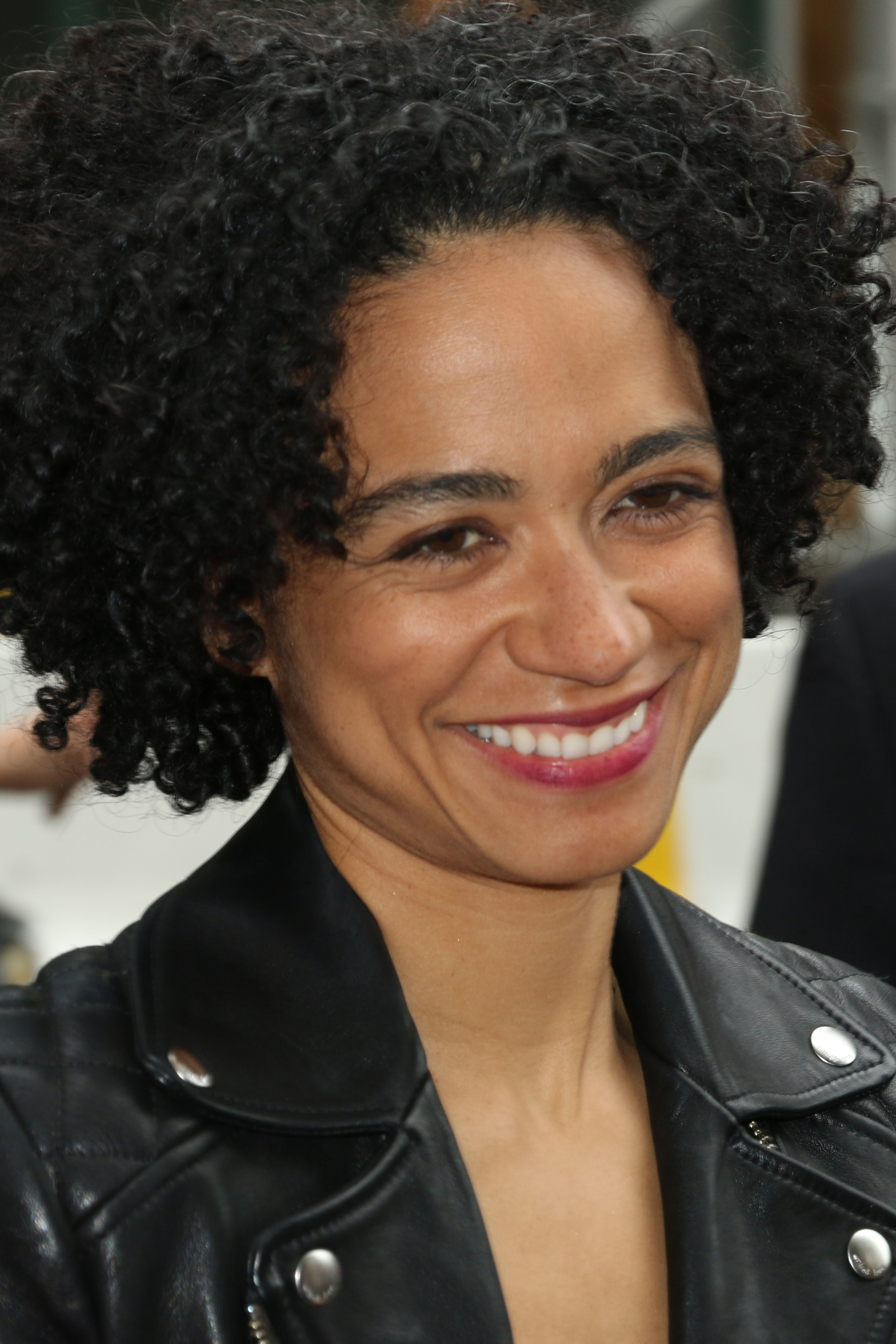
Lauren Ridloff, interprete di Makkari.
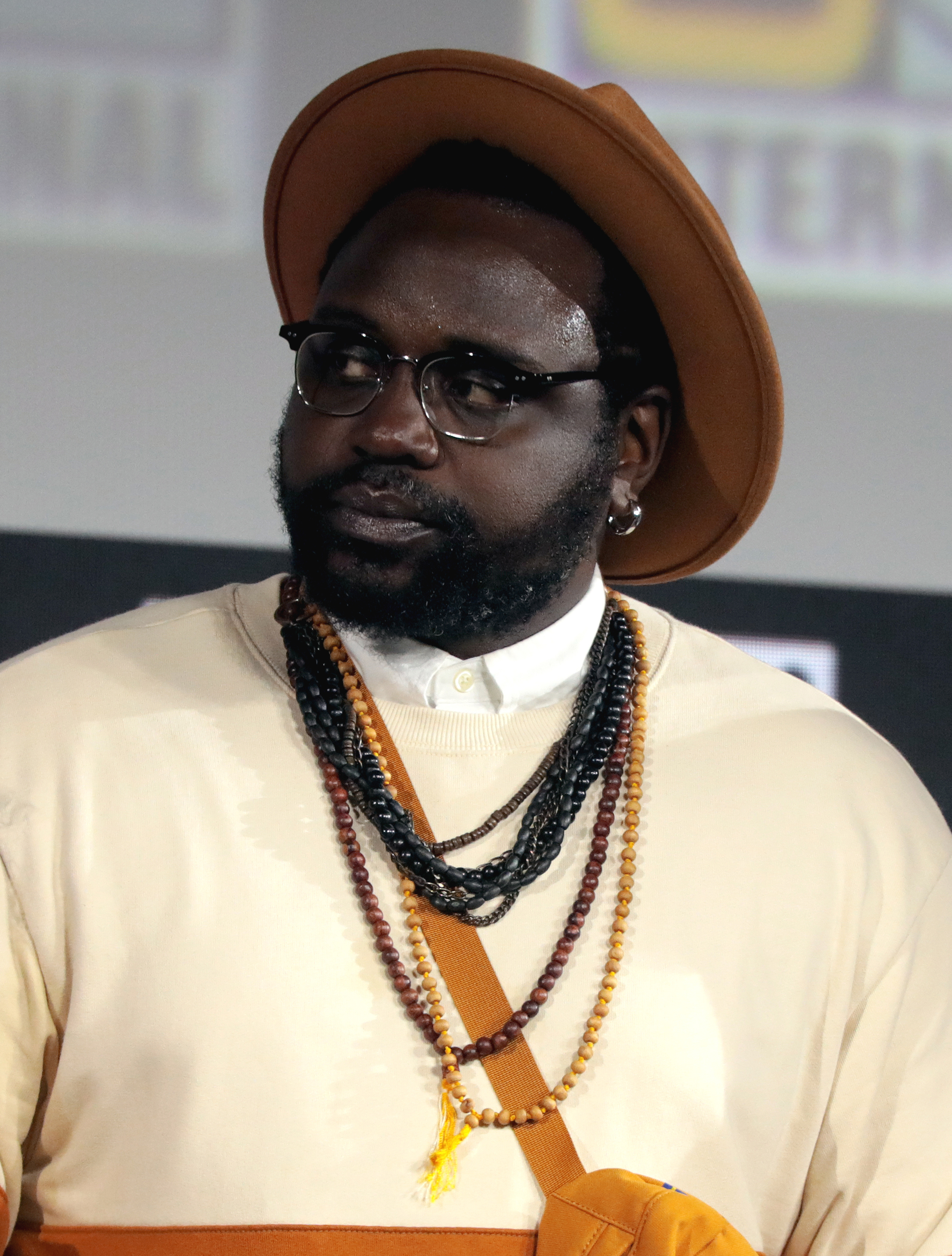
Brian Tyree Henry, interprete di Phastos.
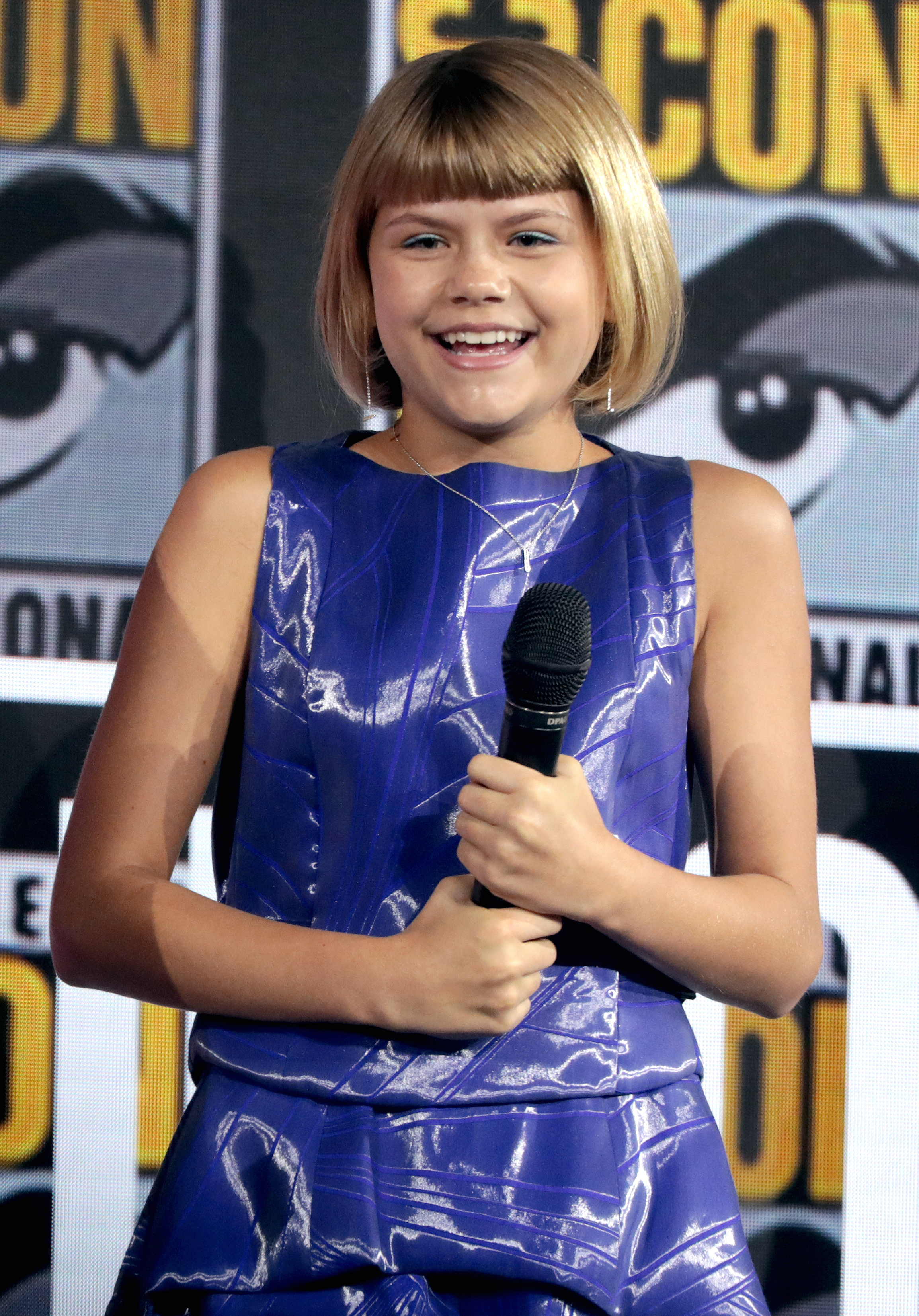
Lia McHugh, interprete di Sprite.
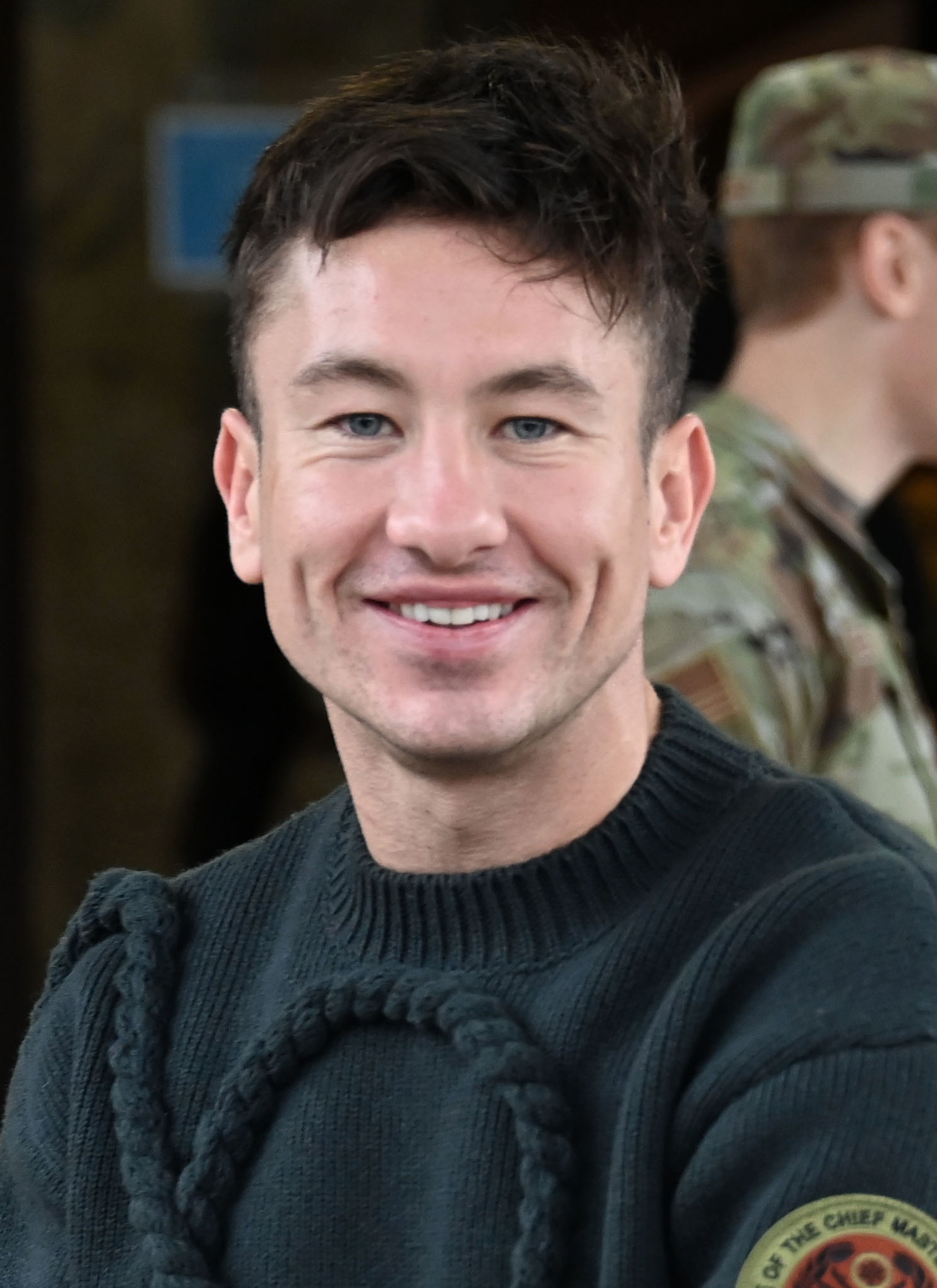
Barry Keoghan, interprete di Druig.
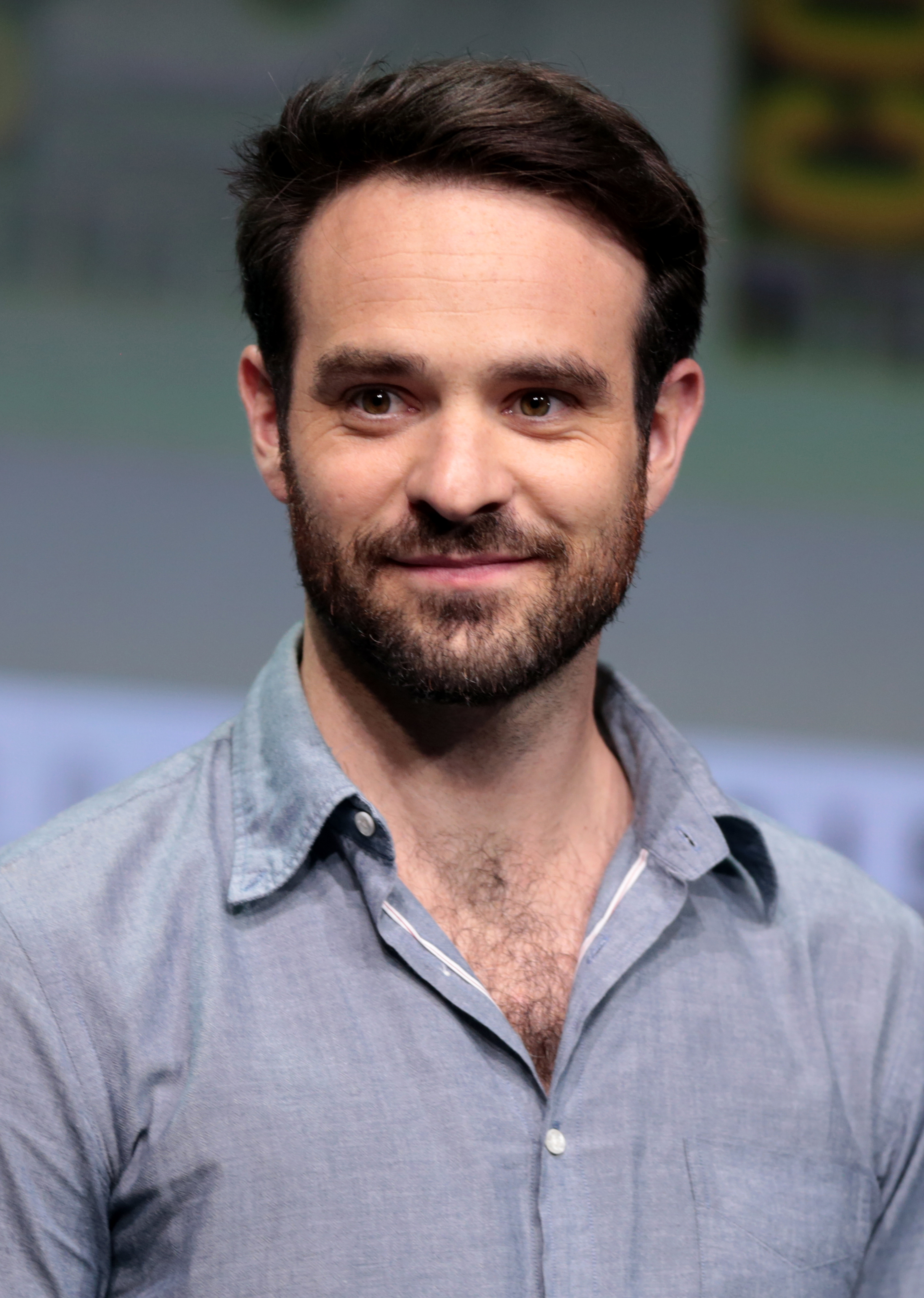
Charlie Cox, interprete di Matt Murdock / Daredevil.
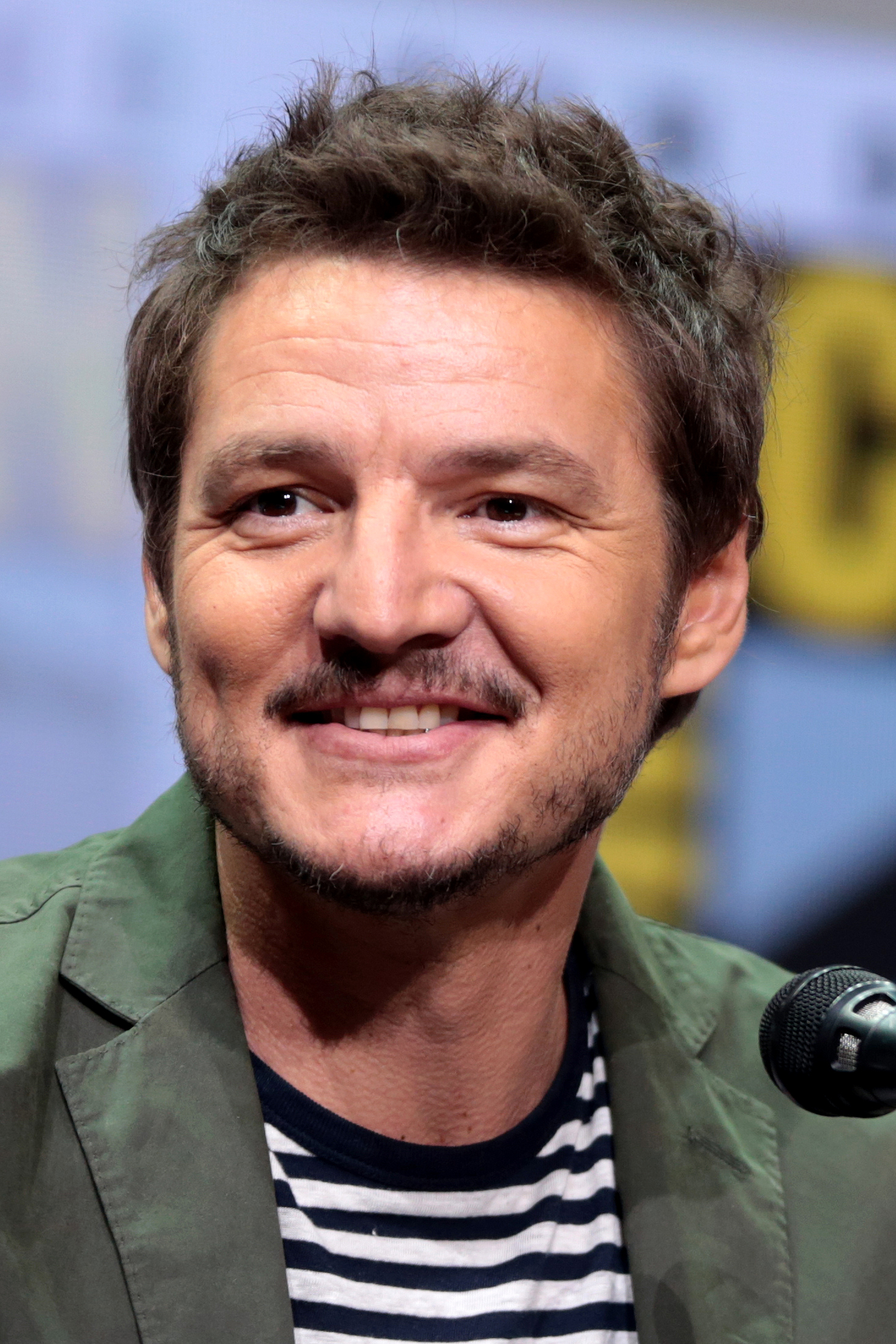
Pedro Pascal, interprete di Reed Richards / Mister Fantastic.
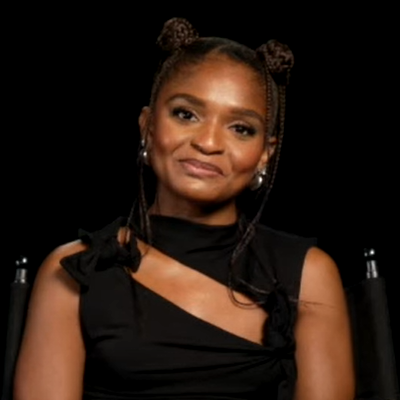
Dominique Thorne, interprete di Riri Williams / Ironheart.

#### Introdotti nella Fase Cinque

##### Kamala Khan / Ms. Marvel
Kamala Khan è una sedicenne musulmana pachistana-americana appassionata degli Avengers, in particolar modo di Capitan Marvel; tende a farsi fantasie che la portano a trascurare la realtà. Grazie a dei bracciali appartenuti ai suoi antenati, viene attivato nel suo corpo un gene mutante latente che le permette di generare costrutti cristallini color viola, decidendo di diventare una supereroe sotto l'alias di Ms. Marvel. Ha collaborato inoltre con Captain Marvel e Monica Rambeau.
È interpretata da Iman Vellani e doppiata da Sara Labidi.

##### Kate Bishop / Occhio di Falco
Kate Bishop, conosciuta anche come Occhio di Falco, è una ventiduenne appartenente a una famiglia benestante; suo padre morì nella battaglia di New York del 2012 quando lei era una bambina e, venendo casualmente salvata da Occhio di Falco in tale circostanza, cominciò a nutrire per lui una grande ammirazione. Negli anni seguenti si allena duramente nelle arti marziali, nella scherma e, soprattutto, nel tiro con l'arco, finché non si trova coinvolta in un complotto mafioso che coinvolge sua madre. Riesce a dimostrare il suo valore a Barton, che successivamente la accetta come partner.
È interpretata da Hailee Steinfeld e doppiata da Emanuela Ionica.

##### Wade Wilson / Deadpool
Wade Wilson, conosciuto anche come Deadpool, è un ex mercenario chiacchierone, maniacalmente scherzoso, ambiguo, volgare, sgarbato, rozzo, irresponsabile, antieroico, violento, intelligente, perspicace e insicuro con guarigione accelerata, ma con gravi cicatrici su tutto il corpo rovinato dopo aver subito una mutazione rigenerativa sperimentale per curare il cancro terminale. Wade proviene da un altro universo alternativo, catalogato come la Terra-10005. Deadpool si considera anche in modo così arrogante e ridicolo per essere un dio, definendosi il "Gesù della Marvel".
È interpretato da Ryan Reynolds e doppiato da Francesco Venditti.

##### James "Logan" Howlett / Wolverine
James "Logan" Howlett, conosciuto anche come Wolverine, è un feroce e letale mutante supereroe con capacità curative, artigli retrattili e uno scheletro infuso di adamantio, e un ex membro degli X-Men, nonché di essere considerato il "peggior Wolverine del multiverso" in cui ha deluso tutti nel suo mondo e la sua stessa squadra, durante la sua più tragica infanzia. In questa versione del personaggio proviene da un universo alternativo, catalogato come la Terra-TRN1400, rispetto a quella apparsa nella precedente serie di film X-Men.
È interpretato da Hugh Jackman e doppiato da Fabrizio Pucci.

##### Johnny Storm / Torcia Umana
Johnny Storm, conosciuto come la Torcia Umana, è un ragazzo che può immergersi e controllare il fuoco e volare, fratello minore di Susan e membro dei Fantastici Quattro, ed è ambientato in un altro universo alternativo, catalogato come la Terra-828. Il personaggio apparirà nei prossimi film Avengers: Doomsday e Avengers: Secret Wars.
Nel film Deadpool & Wolverine è apparso prima una variante alternativa della Torcia Umana (catalogato come la Terra-121698) in cui è rimasto esiliato nel Vuoto da parte della TVA (Time Variance Authority) e faceva parte della Resistenza (ossia come i Resistenti) guidata dalla giovane mutante X-23 per fermare la tirannica mutante Cassandra Nova (la sorella gemella cattiva del leader e fondatore degli X-Men, il professor Charles Xavier) che sta minacciando di devastare tutte le realtà parallele, ma purtroppo viene catturato e brutalmente ucciso da quest'ultima, sotto gli occhi scioccati di Deadpool e di Wolverine.
È interpretato da Joseph Quinn e doppiato da Jacopo Venturiero; nel film Deadpool & Wolverine è interpretato da Chris Evans e doppiato da Marco Vivio.

##### Joaquin Torres / Falcon
Joaquin Torres, conosciuto anche come Falcon, è un tenente dell'esercito americano che fa squadra con Sam Wilson, di cui è grande amico e ammiratore. Indaga con lui e Bucky Barnes sull'organizzazione di Flag-Smashers. Torna in Captain America: Brave New World dove diventa il nuovo Falcon.
È interpretato da Danny Ramirez e doppiato da Federico Giuseppe Viola.

##### John Walker / U.S. Agent
John Walker, conosciuto anche come U.S. Agent, è il sostituto militare di Capitan America, scelto appositamente dal governo degli Stati Uniti per dare un nuovo simbolo idealizzato al popolo statunitense. Sa di non poter replicare Steve Rogers, cercando comunque di dare il meglio per il proprio ruolo. Non è visto di buon occhio da Sam Wilson e Bucky Barnes, che lo ritengono un fantoccio del governo. Soffre di un complesso di inferiorità nei confronti dei super-soldati non ritenendosi alla loro altezza, decidendo di assumere una dose del siero ritenendo che possa renderlo più forte e competente. Dopo la morte del suo compagno e migliore amico Lemar Hoskins, Walker perde il controllo e uccide brutalmente uno dei terroristi con lo scudo di Capitan America davanti agli occhi di numerosi passanti. In seguito a tale episodio, Bucky e Sam gli sottraggono lo scudo con la forza e Walker viene congedato con disonore dall'esercito. Decide comunque di costruirsi da sé un nuovo scudo da Capitan America e, dopo essere riuscito a salvare, insieme a Sam e Bucky, i membri del GRC dai Flag-Smashers, viene reclutato da Valentina Allegra de Fontaine. In seguito, sarà uno dei membri di una squadra di antieroi, nota come i Thunderbolts.
È interpretato da Wyatt Russell e doppiato da Massimo Triggiani.

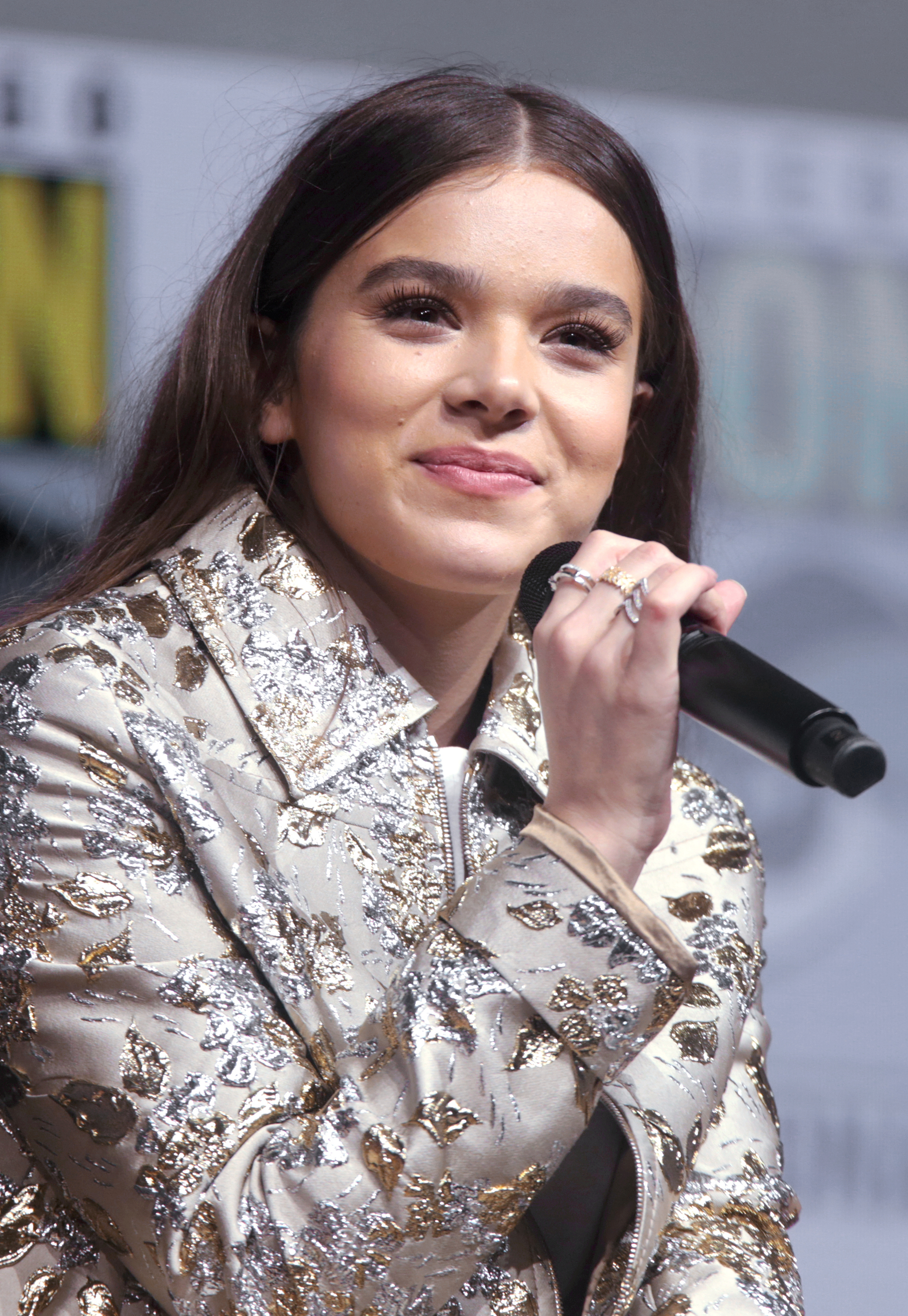
Hailee Steinfeld, interprete di Kate Bishop / Occhio di Falco.
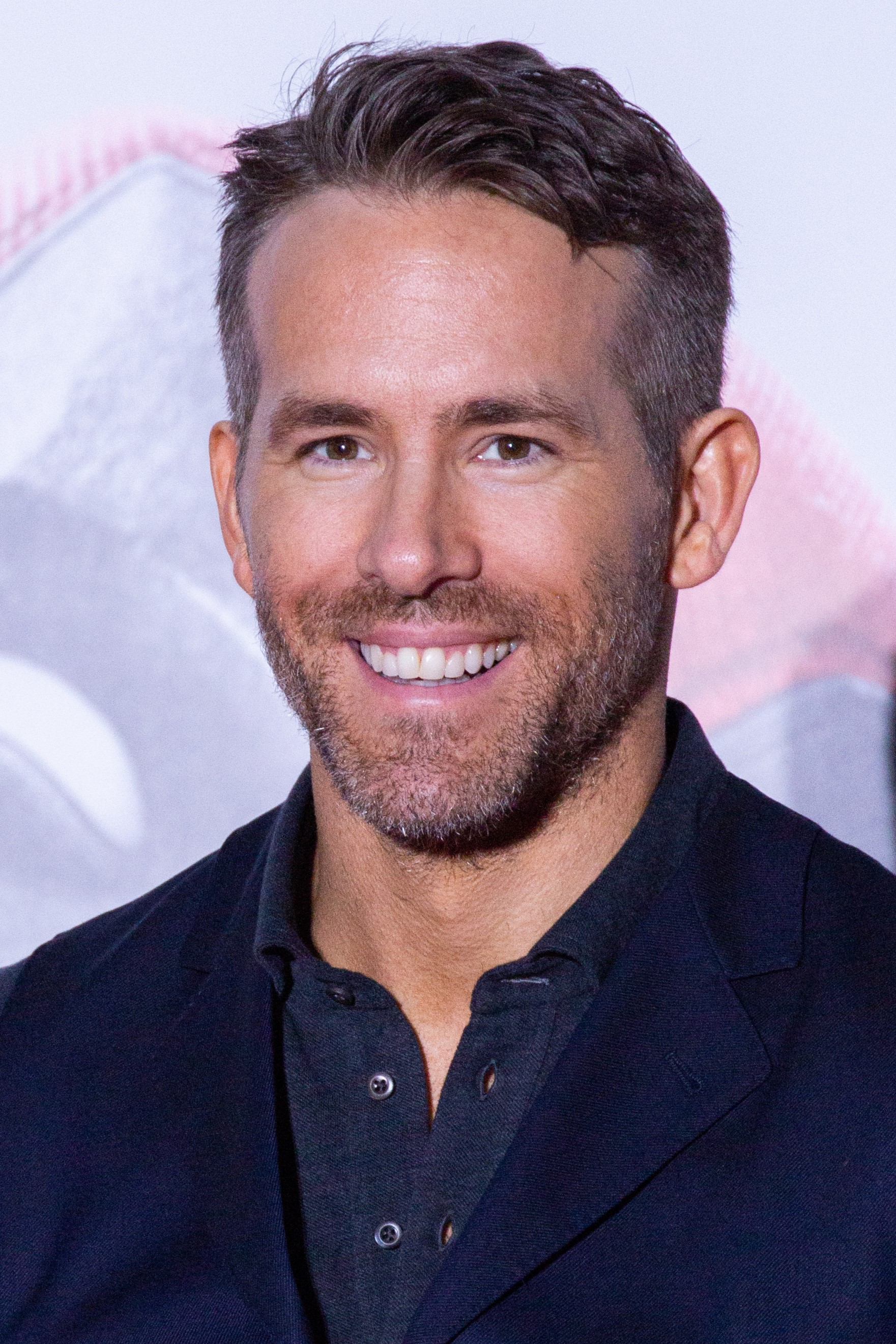
Ryan Reynolds, interprete di Wade Wilson / Deadpool.
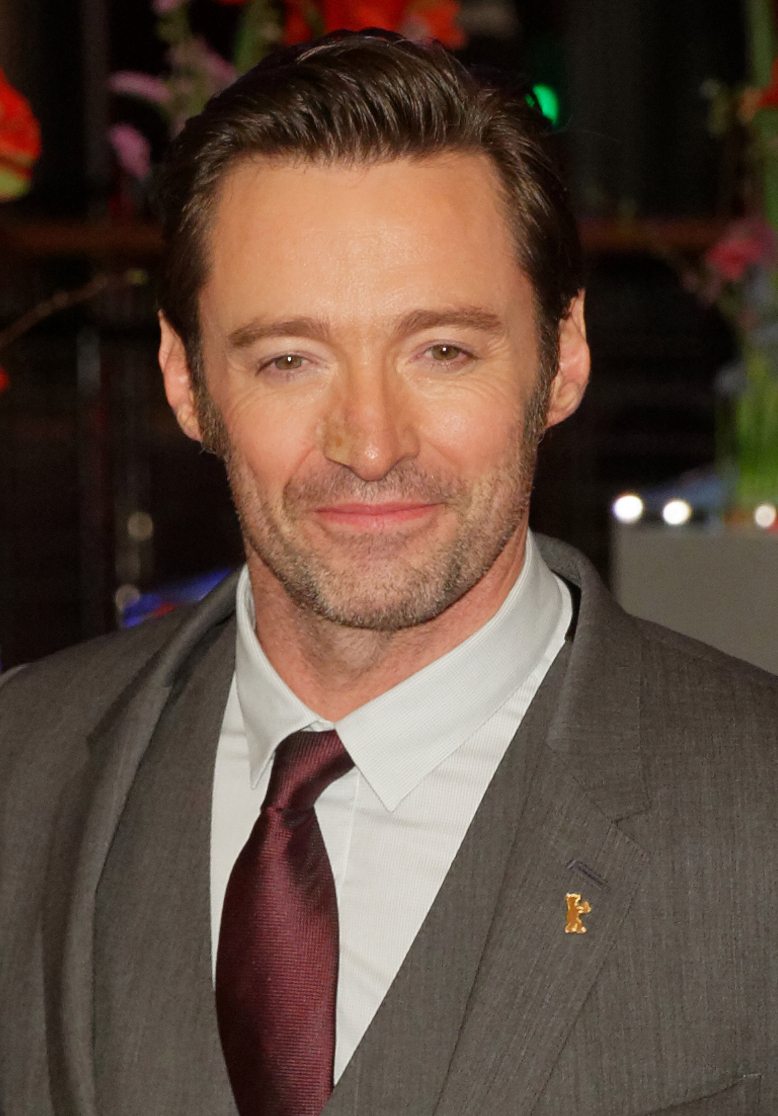
Hugh Jackman, interprete di James "Logan" Howlett / Wolverine.
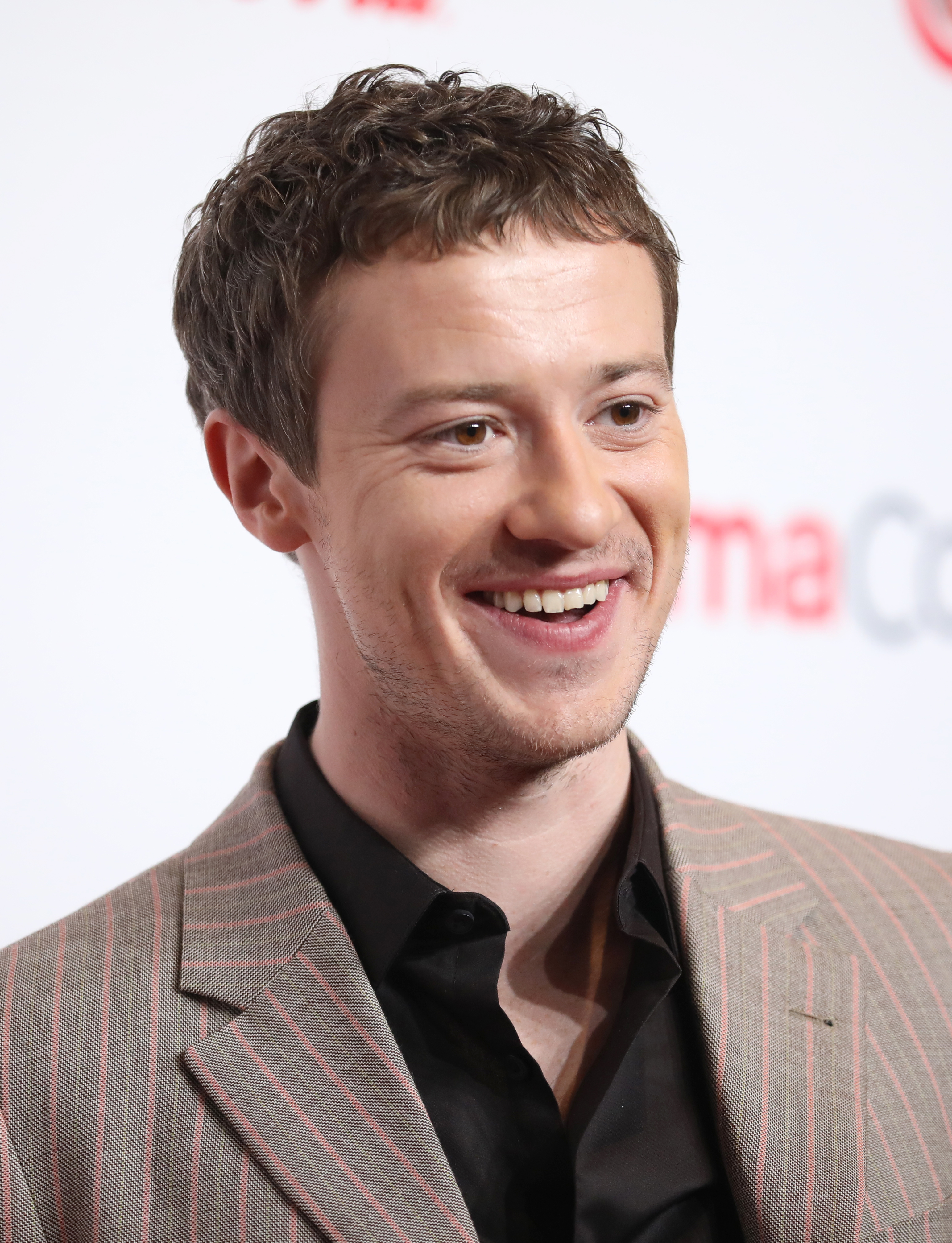
Joseph Quinn, interprete di Johnny Storm / Torcia Umana.
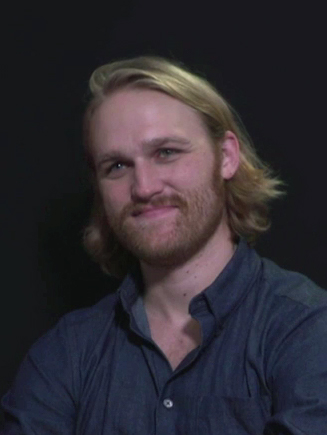
Wyatt Russell, interprete di John Walker / U.S. Agent.

#### Introdotti nella Fase Sei

##### Susan Storm / Donna Invisibile
Susan Storm, conosciuta anche come la Donna Invisibile, è un giovane donna che può generare campi di forza e rendere se stessa e gli altri invisibili, sorella maggiore di Johnny e membro dei Fantastici Quattro. Si scopre che Susan è ambientata in un altro universo alternativo, catalogato come la Terra-828, insieme ai suoi genitori e alla Cosa. Il personaggio apparirà nei prossimi film Avengers: Doomsday e Avengers: Secret Wars.
È interpretata da Vanessa Kirby e doppiata da Gea Riva.

##### Ben Grimm / Cosa
Ben Grimm, conosciuto anche come la Cosa, è un ex astronauta, migliore amico di Reed e membro dei Fantastici Quattro la cui pelle è stata trasformata in un enorme strato di roccia arancione, che gli conferisce forza e resistenza sovrumane, e quindi è ambientato in un altro universo alternativo, catalogato come la Terra-828. Il personaggio apparirà nei prossimi film Avengers: Doomsday e Avengers: Secret Wars.
È interpretato da Ebon Moss-Bachrach e doppiato da Riccardo Scarafoni.

##### Frank Castle / The Punisher
Frank Castle, conosciuto anche come The Punisher, è un veterano di guerra pluridecorato dello U.S. Marine Corps divenuto un vigilante freddo, spietato, tenebroso, letale, violento, privo di senso dell'umorismo e antieroico in seguito al brutale omicidio della sua famiglia; determinato a ripulire dal crimine le strade di Hell's Kitchen a qualunque costo, per compiere la sua missione, a differenza di Daredevil, adotta soprattutto tecniche letali. Il personaggio riapparirà nella serie televisiva Daredevil - Rinascita, nel suo speciale personale e nel prossimo film Spider-Man: Brand New Day.
È interpretato da Jon Bernthal e doppiato da Simone D'Andrea.

##### Marc Spector / Moon Knight; Steven Grant / Mr. Knight; Jake Lockley
Marc Spector è un ex mercenario ebreo, avatar di Khonshu. La sua vita fu segnata dalla morte del fratello minore e dalle violenze della madre che, durante l'infanzia e l'adolescenza, lo accusò dell'accaduto; ciò portò Marc, all'età di dodici anni, a sviluppare un disturbo dissociativo dell'identità in quanto creò l'identità di Steven Grant per proteggersi dagli abusi. Divenuto in seguito un mercenario, venne ridotto in fin di vita da un complice e Khonshu lo salvò rendendolo il suo avatar; come tale, Spector può trasformarsi nel vigliante Moon Knight, dotato di poteri sovrumani e di auto rigenerazione. Successivamente la morte della madre gli causò un collasso mentale che portò l'identità di Steven a prendere il sopravvento. Durante la missione per fermare il piano di Harrow riesce a conciliarsi con Steven e con i traumi del passato, per poi decidere di rinunciare al suo ruolo di avatar di Khonshu per condurre una vita normale con Steven.
- Steven Grant / Mr. Knight: Un'identità creata da Spector da bambino per proteggersi psicologicamente dagli abusi della madre, basato sull'eroe del suo film d'avventura preferito. È un timido e introverso londinese appassionato di egittologia, completamente all'oscuro del suo passato; lavora come venditore di souvenir alla National Art Gallery, finché non viene coinvolto nella missione di Marc consistente nel fermare Harrow. Dopo essere stato ridotto in fin di vita da Harrow scopre la verità sul suo passato e fa pace con Marc, tornando alla sua vita normale dopo la sconfitta di Harrow. Possiede a sua volta i poteri di Moon Knight, ma il suo costume appare come un abito elegante.
- Jake Lockley: La terza personalità che condivide il corpo con Marc e Steven a loro insaputa. Rispetto alle altre due identità è estremamente violento e non si fa scrupoli a uccidere ogni qual volta riesce a prendere il controllo (solitamente in una situazione di grande pericolo). Quando Marc e Steven rinunciano al loro ruolo di avatar di Khonshu, Jake lo mantiene di nascosto e viene incaricato di uccidere Harrow per porre fine all'esistenza sua e di Ammit.

È interpretato da Oscar Isaac e doppiato da Gabriele Sabatini.

##### Jennifer Walters / She-Hulk
Jennifer Walters, conosciuta anche come She-Hulk, è un avvocato specializzato in casi che coinvolgono superumani. A seguito di un incidente, dopo aver subito una trasfusione da suo cugino Bruce Banner, assume poteri simili a quelli di Hulk, durante i quali riesce a mantenere il controllo mentale.
È interpretata da Tatiana Maslany e doppiata da Benedetta Ponticelli.

##### Jack Russell / Licantropus
Jack Russell, conosciuto anche come Licantropus, è un licantropo che ha portato alla salvezza il suo amico Uomo Cosa durante la notte della caccia ad esso. È il protagonista dell'omonimo speciale televisivo.
È interpretato da Gael García Bernal e doppiato da Emiliano Coltorti.

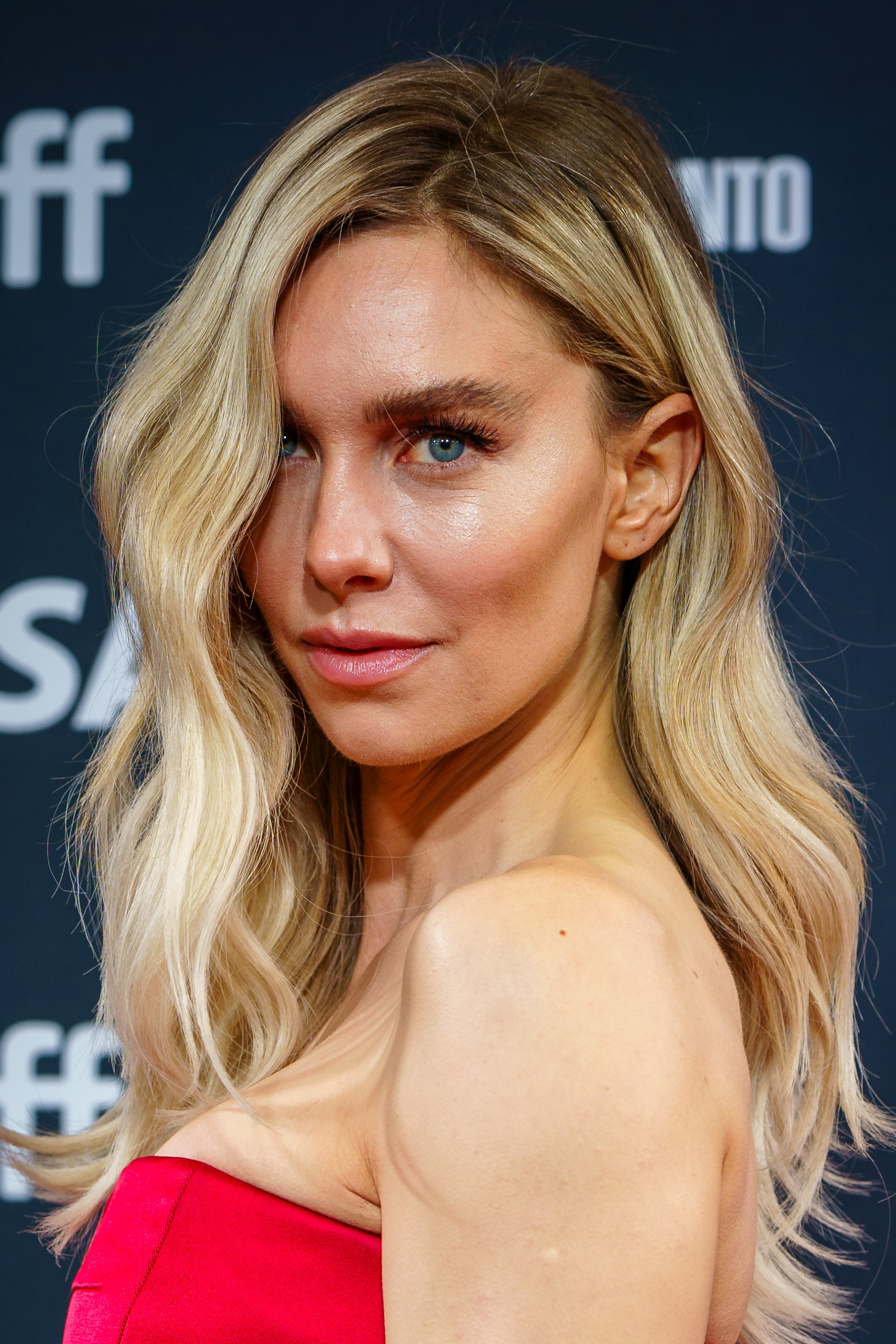
Vanessa Kirby, interprete di Susan Storm / Donna Invisibile.
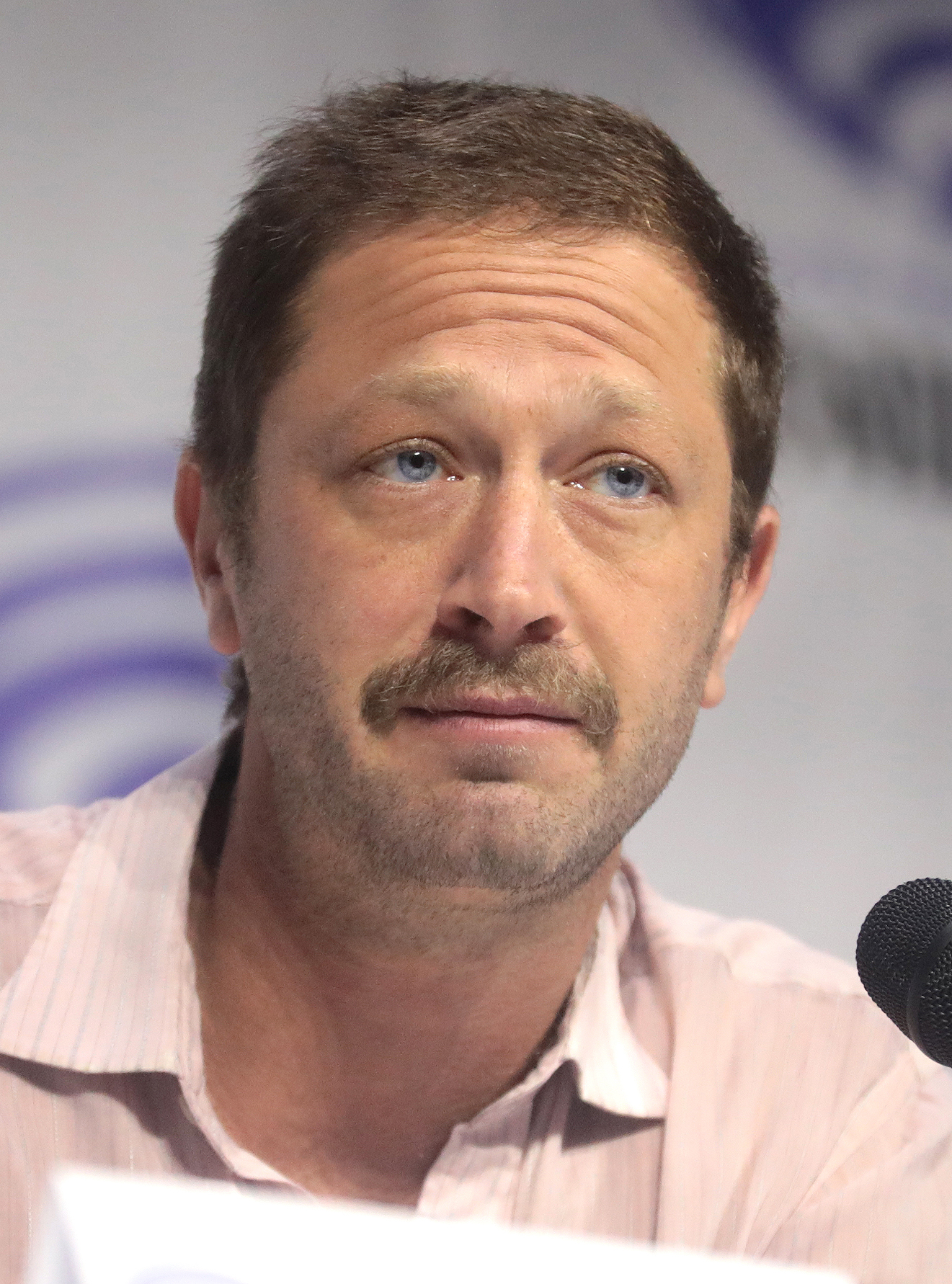
Ebon Moss-Bachrach, interprete di Ben Grimm / Cosa.
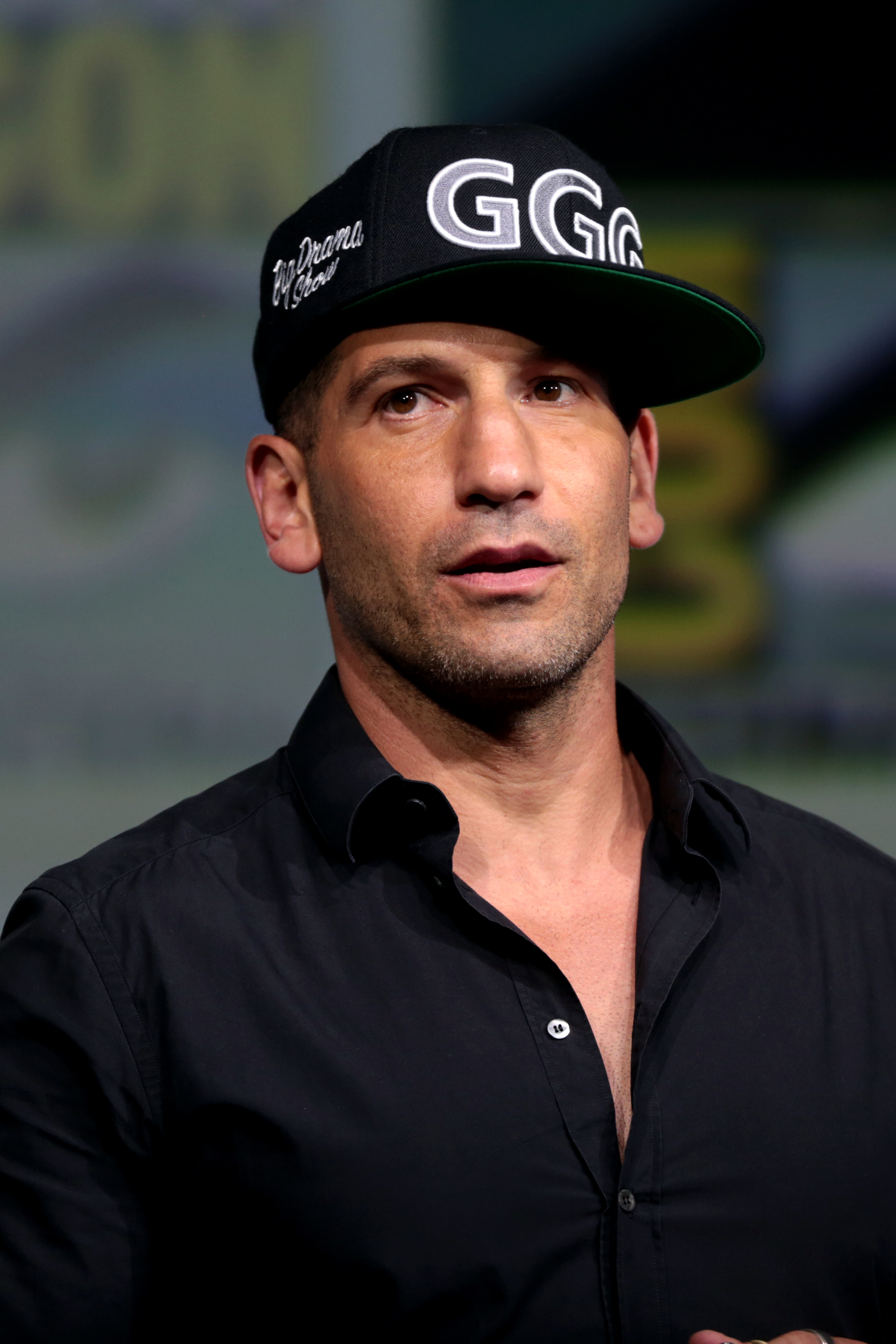
Jon Bernthal, interprete di Frank Castle / The Punisher.
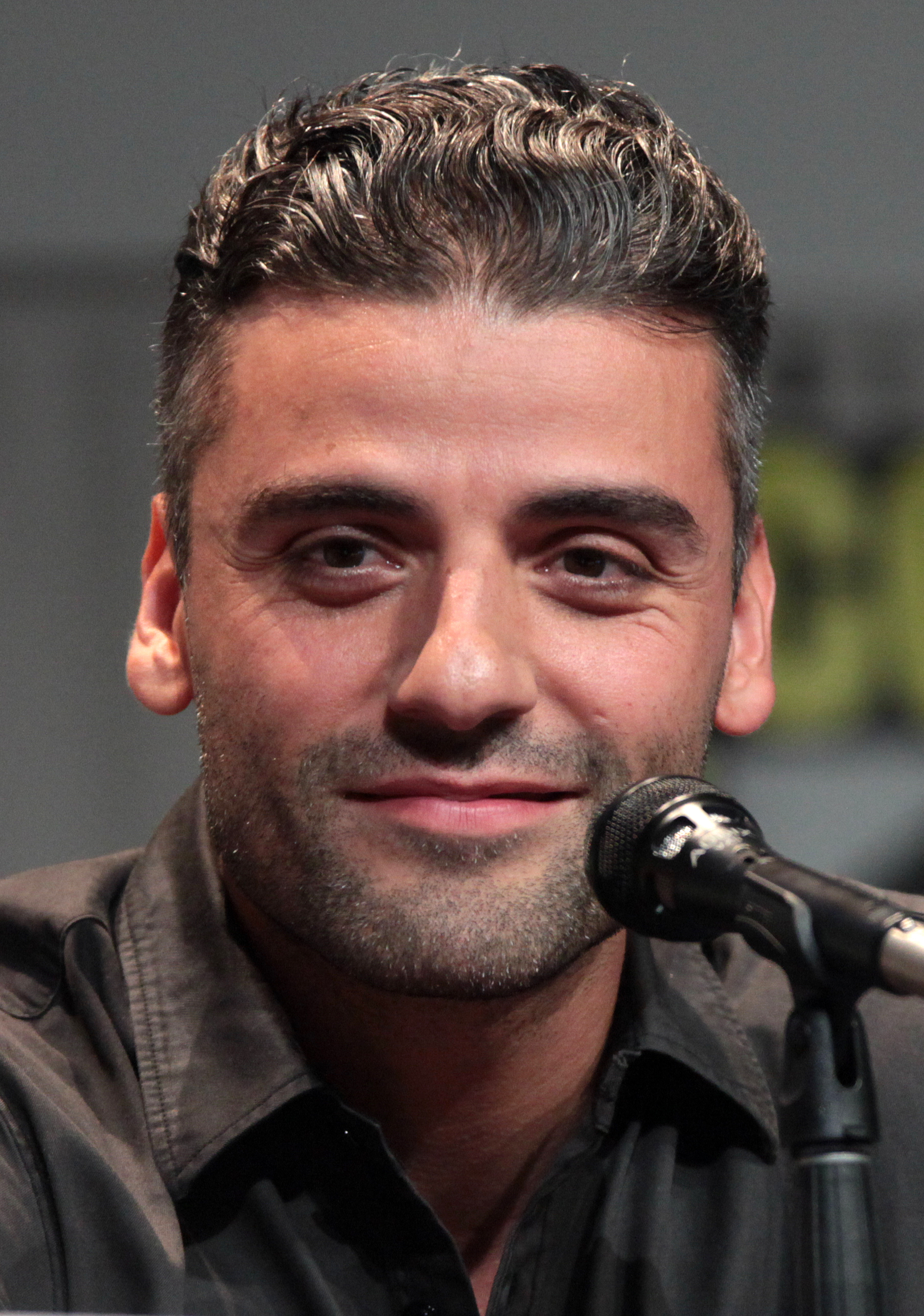
Oscar Isaac, interprete di Marc Spectort / Moon Knight, Steven Grant / Mr. Knight e Jake Lockley.
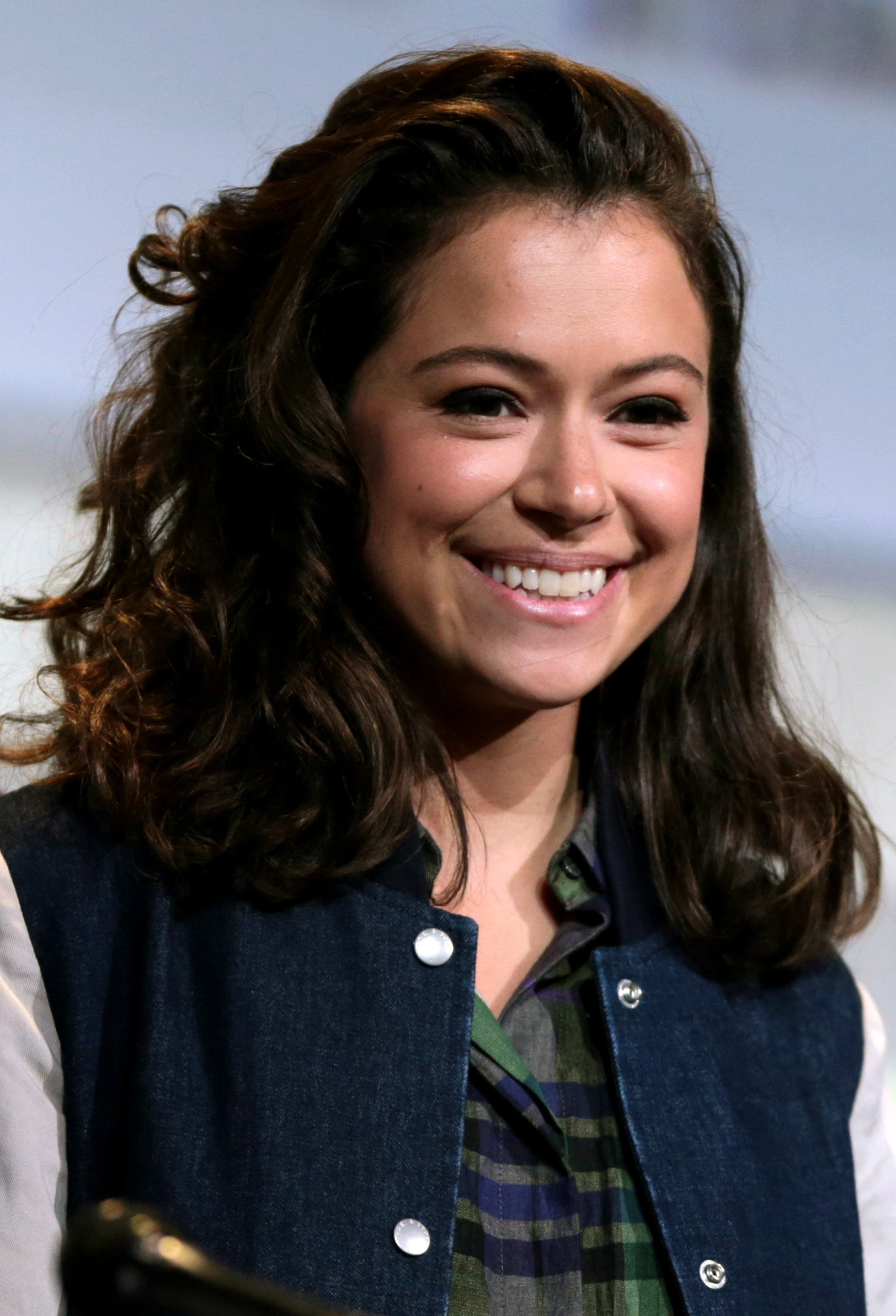
Tatiana Maslany, interprete di Jennifer Walters / She-Hulk.
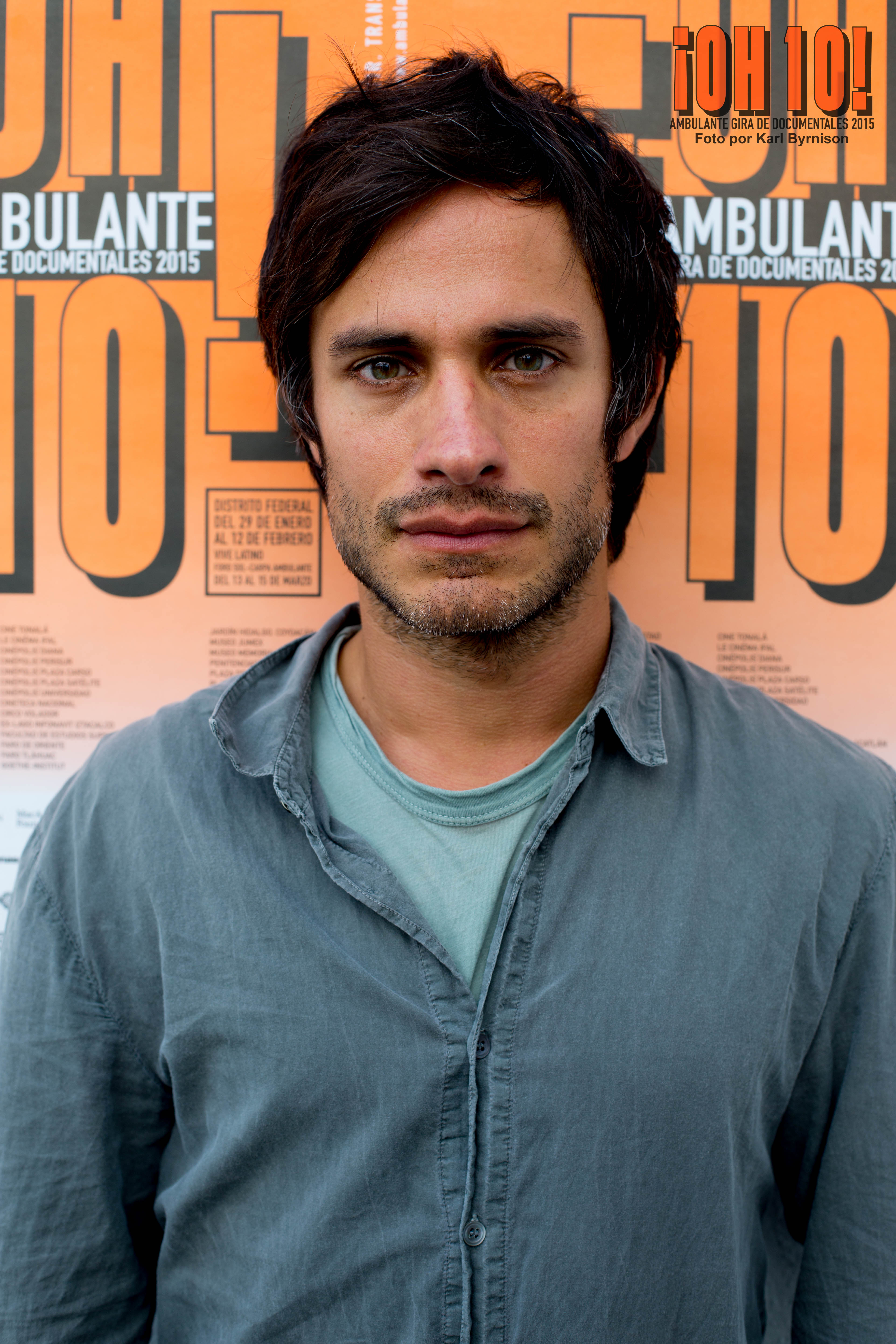
Gael García Bernal, interprete di Jack Russell / Licantropus.

## Personaggi ricorrenti

### Introdotti nellaSaga dell'infinito

#### Introdotti nella Fase Uno
- Virginia "Pepper" Potts / Rescue: L'assistente personale di Tony, successivamente dirigente delle Stark Industries. È una delle prime persone a scoprire le attività del miliardario come Iron Man e spesso lo aiuta nelle sue missioni, nonostante non sempre approvi le sue scelte supereroistiche temendo per la sua vita. Pepper e Tony si mettono insieme a partire da Iron Man 2; successivamente si prendono una pausa dalla loro relazione, finché Stark non le fa una proposta di fidanzamento. Pepper sopravvive allo sterminio di Thanos e nei cinque anni successivi si sposa con Tony (ritiratosi dal ruolo di supereroe) avendo con lui una figlia, Morgan. Quando si scopre un modo di riportare in vita le persone uccise da Thanos, Pepper accetta la decisione di Tony di partecipare ai viaggi nel tempo. In seguito si presenta nella battaglia contro Thanos indossando un'armatura speciale costruita da Stark per lei e assiste il marito nei suoi ultimi istanti di vita. In un universo alternativo mostrato in What If...?, collabora con Shuri per sventare i piani di Erik Killmonger dopo la morte di Tony e di T'Challa. È interpretata da Gwyneth Paltrow e doppiata da Francesca Fiorentini.
- Thaddeus "Thunderbolt" Ross / Hulk Rosso: Un cinico e paranoico generale degli Stati Uniti incaricato di supervisionare il progetto volto a ricreare il siero del supersoldato che fallisce in modo disastroso, portano alla trasformazione dello scienziato Bruce Banner in Hulk. È determinato a catturare Hulk in quanto intende trasformarlo in un'arma, arrivando ad allearsi con il capitano Emil Blonsky, il quale però diventa il mostruoso Abominio, che ingaggia una battaglia contro Hulk ad Harlem. Affrontando le conseguenze della furia del suo sottoposto, Ross incolpa Samuel Sterns, colui che ha trasformato Blonsky, lo imprigiona e lo espone a radiazioni gamma per aumentare ulteriormente la sua intelligenza e lo costringe a lavorare per lui. Nel 2016 è diventato Segretario di Stato degli Stati Uniti dopo aver lasciato l'esercito a seguito di un infarto; è colui che propone gli Accordi di Sokovia per supervisionare le azioni dei supereroi tenendole sotto il controllo del governo, fattore scatenante della guerra civile tra gli Avengers che porta alla divisione del gruppo a causa dei diversi punti di vista politici. Quando Thanos minaccia la Terra, tenta inutilmente di far arrestare gli Avengers latitanti quando intervengono per combattere il titano. La scissione degli eroi provocata da lui è ciò che contribuisce al successo di Thanos di sterminare metà della vita nell'universo, sebbene gli Avengers riescano a resuscitare le vittime cinque anni dopo, e Ross partecipi al funerale di Stark.   Quando la sua salute inizia a peggiorare, si mette alle cure di Sterns promettendogli la libertà, a condizione del suo aiuto per ottenere la presidenza. Nel 2026, Ross viene eletto Presidente degli Stati Uniti e incaricato di negoziare un trattato globale sull'adamantio di Celestial Island. Ross rompe la promessa di liberare Sterns, spingendolo a cercare vendetta. L'interferenza di Sterns porta a un fallito attentato alla vita di Ross alla Casa Bianca e in seguito fa aumentare le tensioni tra Stati Uniti e Giappone sull'adamantio, sebbene il conflitto venga scongiurato da Sam Wilson. Come ultimo mezzo per distruggere la sua reputazione, Sterns, che aveva segretamente somministrato radiazioni gamma a Ross tramite le pasticche che gli aveva dato per le sue condizioni cardiache, fa in modo che il presidente si trasformi in Hulk Rosso durante una conferenza stampa e si scateni. Grazie a Wilson, Ross torna in sé e, accettando le sue responsabilità, si dimette dall'incarico e viene imprigionato al Raft, dove riceve con piacere la visita di sua figlia. Tende ad avere un ruolo antagonistico e antieroico, sebbene sia sempre convinto di agire per il bene della sua patria. È interpretato da William Hurt (2008-2021) e Harrison Ford (2025-in corso) e doppiato da Gino La Monica (2008-2021) e Michele Gammino (2025-in corso).
- Maria Hill: Una degli agenti più importanti dello S.H.I.E.L.D., donna di fiducia di Nick Fury, che spesso assiste lui o gli Avengers; è tra le persone scomparse a causa dello sterminio di Thanos, dissolvendosi davanti agli occhi di Fury. Cinque anni dopo torna in vita grazie agli Avengers e presenzia al funerale di Tony Stark. Viene uccisa tre anni dopo dallo Skrull Gravik nel tentativo di fermare un attacco terroristico. In un universo alternativo di What If...?, si occupa di fronteggiare il party organizzato da Thor che rischia di distruggere la Terra. È interpretata da Cobie Smulders e doppiata da Federica De Bortoli.
- Phil Coulson: Un agente dello S.H.I.E.L.D., tra le persone più fidate di Nick Fury e tra i suoi pochi confidenti. Si occupa di reclutare e tenere d’occhio diversi supereroi candidabili per diventare parte degli Avengers, tra cui Tony Stark e Thor di cui è amico; è anche un grande fan di Capitan America. Quando Loki attacca la Terra, Coulson assiste Fury nella creazione della squadra ma viene ucciso dal dio degli inganni durante un attacco alla struttura volante su cui si trovavano. La sua morte da’ agli Avengers, fino a quel momento divisi dalle troppe differenze, una ragione che li porta a unirsi per combattere il nemico. In realtà l'agente viene riportato in vita di nascosto da Fury ed è tra i protagonisti della serie Agents of S.H.I.E.L.D., dove continua ad operare per l'organizzazione con i suoi compagni di squadra e diventa il nuovo direttore in seguito allo smantellamento causato dall'Hydra. interpretato da Clark Gregg e doppiato da Pasquale Anselmo.
- Happy Hogan: La guardia del corpo di Tony Stark, successivamente capo della sicurezza delle Stark Industries quando il suo capo assume l'identità di Iron Man. È un grande amico di Tony, che spesso gli affida lavori di grande fiducia. Il suo ferimento a causa di un attacco terroristico da parte del criminale Mandarino causa grande furore in Stark, che arriva a sfidare in diretta il terrorista per vendicarlo. Viene incaricato di sorvegliare il giovane Peter Parker e, sebbene inizialmente sembri insofferente a tale incarico, successivamente sviluppa un profondo affetto per il ragazzo. È tra i sopravvissuti allo sterminio di Thanos e, alla sconfitta definitiva del titano, partecipa al funerale di Tony dove viene visto confortarsi con Rhodey e Morgan, figlia di Stark. In seguito aiuta Peter a fare i conti con la scomparsa di Tony e assistendolo nel combattere Mysterio. Ha un interesse amoroso per May Parker, la zia di Peter. Quando la vera identità di Peter viene rivelata al mondo, Happy lo supporta e aiuta il ragazzo e sua zia a nascondersi. Resta profondamente sconvolto dalla morte di May e si dimentica dell’identità di Peter con il resto del mondo. In un universo alternativo mostrato in What If...?, Happy è tra i pochi superstiti a un'epidemia zombie e combatte con l'ausilio di uno dei guanti propulsori di Stark prima di essere ucciso e zombificato da Clint Barton. È interpretato da Jon Favreau e doppiato da Enrico Chirico.
- J.A.R.V.I.S.: Acronimo di Just A Rather Very Intelligent System, è una sofisticata Intelligenza Artificiale creata da Tony Stark per assisterlo con le sue invenzioni e per gestire l'armatura di Iron Man. È basato su Edwin Jarvis, maggiordomo della famiglia Stark, e comunica con un modo di fare gentile e pacato; spesso cerca di frenare i comportamenti eccessivamente avventati del suo creatore. In Age of Ultron viene apparentemente distrutto da Ultron, nuova Intelligenza Artificiale creata da Tony e Bruce Banner rivelatasi ostile, ma riesce a nascondersi e tornare dal suo creatore. Successivamente viene inserito all'interno nel nuovo corpo artificiale chiamato Visione che quindi lo assimila come parte della sua identità, prendendone anche la voce. È doppiato in originale da Paul Bettany e in italiano da Nino D’Agata.
- Howard Stark: Il padre di Tony Stark, fondatore delle Stark Industries e tra quelli dello S.H.I.E.L.D.; è morto in un incidente d’auto con la moglie nel 1991 e compare nei vari film solo nei prequel o mediante flashback ed espedienti temporali. Geniale e sregolato come il figlio, in giovane età era un amico intimo di Steve Rogers e Peggy Carter. Impiegato nell'industria bellica della Seconda Guerra Mondiale, partecipò al progetto per la creazione del super soldato e ha costruito l'iconico scudo di vibranio di Capitan America. Dopo la scomparsa di Rogers tentò senza successo di trovarlo con una spedizione in fondo all'oceano, riuscendo a recuperare il Tesseract. Ebbe un rapporto estremamente freddo con Tony, il quale riteneva che preferisse le sue invenzioni alla sua famiglia; nonostante ciò i due erano molto simili nell'intelligenza, nella loro condotta di vita sbandata e per l'essere dei playboy incalliti. Tony nutre un profondo rammarico per non essere mai riuscito a ricongiungersi in vita con il padre, trovando un certo conforto quando, in Iron Man 2, scopre mediante dei filmati la stima e amore che il padre nutriva verso di lui e che non ha mai avuto modo di confessargli in vita. Successivamente si scopre che la morte di Howard e sua moglie è stata causata da Bucky Barnes, controllato e inviato dall'Hydra per recuperare il siero del supersoldato che Howard era appena riuscito a ricreare. Zemo usa tale scoperta contro Tony, scatenando la sua rabbia nei confronti di Barnes e Steve Rogers (che difende l'amico) e provocando così la definitiva spaccatura tra gli Avengers. Nonostante la sua bontà di fondo, aveva la tendenza a mettere il benessere personale prima di quello comune; ciò lo ha portato a farsi diverse inimicizie, come con Hank Pym. Nella serie Agent Carter è un personaggio ricorrente, tra i pochi che sostengono Peggy Carter riconoscendone il potenziale. In Endgame Tony, tornando nel 1970 per recuperare il Tesseract, ha modo di incontrare e parlare con suo padre (il quale non lo riconosce) ricongiungendosi definitivamente con il suo ricordo. In un universo alternativo sostiene Peggy quando diventa Captain Carter, fornendole il costume e lo scudo, oltre che aiutare Steve a combattere in guerra costruendogli una speciale armatura denominata Hydra Stomper. È interpretato da John Slattery (anziano) e Dominic Cooper (giovane) e doppiato da Teo Bellia (anziano) e Francesco Pezzulli (giovane).
- Elizabeth "Betty" Ross: Una scienziata figlia del generale Ross ed ex fidanzata di Bruce Banner. Lo assistette durante il tentativo disastroso di replicare il siero del supersoldato, nel quale Betty rimase ferita da Hulk. In seguito alla fuga di Bruce, Betty si fidanza con Leonard Samson pur continuando ad amare Banner, con cui si ricongiunge brevemente tempo dopo. Disconosce suo padre quando cattura Bruce con l'intento di usarlo per scopi governativi ed è costretta a salutarlo nuovamente quando lui riprende a darsi alla macchia dopo la sconfitta di Abominio. Anni dopo, inizia a ricucire i rapporti con il padre dopo il suo imprigionamento al Raft. Insieme a Natasha Romanoff, è l'unica persona che riesce a calmare Hulk.  In un universo alternativo mostrato in What If...?, Betty nasconde Bruce alle autorità nell'università in cui insegna e Natasha Romanoff le chiede assistenza per investigare sulla morte di Tony Stark. Poco dopo assiste sconvolta alla morte di Banner, che si scopre poi essere stato ucciso da Hank Pym. È interpretata da Liv Tyler e doppiata da Stella Musy.
- Emil Blonsky / Abominio: Antagonista principale del film L'incredibile Hulk, è il capitano dei Royal Marines incaricato da Ross di catturare Hulk. Desiderando tornare ai suoi giorni di gloria, si sottopone all'iniezione di una versione difettosa del siero del supersoldato; in tal modo diventa più forte ma anche affetto da rabbia incontrollata, arrivando a minacciare Samuel Sterns per farsi iniettare il sangue di Bruce Banner. Si trasforma così in essere mostruoso e incontrollato che inizia a devastare New York, prima di essere sconfitto da Hulk e catturato da Ross. Il governo pianifica in seguito di rendere Blonsky parte del progetto Avengers di Nick Fury ma quest'ultimo dissente; Phil Coulson manda così Tony Stark a parlare con Ross per fargli cambiare idea. Durante il periodo di prigionia, il suo carattere folle e assetato di battaglia si attenua notevolmente, seppur non si prende ancora del tutto le responsabilità per le sue passate azioni. Più di una decina di anni dopo il suo arresto, incontra Wong, che lo libera temporaneamente per partecipare a un incontro in gabbia con lui. Dopo ciò, torna di sua volontà in cella per riprendere la sua condanna. Per l'udienza per la libertà vigilata, Blonsky chiede l'aiuto dell'avvocato Jennifer Walters/She-Hulk, che lo fa rilasciare a condizione che non si trasformi più nell'Abominio. Uscito di prigione, fonda un gruppo di sostegno. Blonsky tiene segretamente conferenze private nella sua proprietà in cui si trasforma nell'Abominio, violando la sua libertà vigilata. Uno di questi eventi coinvolge l'Intelligencia, ignaro della loro campagna contro She-Hulk, che lo coglie sul fatto. Blonsky torna volontariamente in prigione per aver violato la sua condizione di libertà vigilata, solo perché Wong lo aiuti a fuggire per accoglierlo a Kamar-Taj. È interpretato da Tim Roth e doppiato da Massimo Rossi.
- Jane Foster / Potente Thor: Un'astrofisica che lavora sulla Terra insieme al suo mentore Erik Selvig e la sua assistente Darcy Lewis. I tre si imbattono in Thor quando cade sul pianeta in forma umana dopo essere stato esiliato dal padre Odino e Jane sviluppa una relazione sentimentale con Thor finché lui è costretto a tornare su Asgard dopo aver riacquistato i suoi poteri. Successivamente, Jane in contatto con la sostanza mistica dell'Aether che comincia a farla stare male e la fa braccare dagli Elfi Oscuri, costringendo quindi Thor a portarla su Asgard e ad allearsi con Loki per salvarla. In seguito, Thor decide di rimanere a operare come vigilante sulla Terra e riprende la sua relazione con Jane, che ha breve durata a causa dei rispettivi impegni. In Endgame, Thor e Rocket devono tornare ad Asgard nel 2013 per estrarre la Gemma della Realtà dal suo corpo. Successivamente si scopre che Jane ha un cancro in fase terminale che la sta portando alla morte; riesce a ottenere una temporanea guarigione attraverso Mjolnir, il quale le fa acquisire i poteri di Thor debellando il suo corpo mortale. Durante lo scontro con Gorr lei e Thor si ricongiungono, ma le eccessive trasformazioni portano Jane alla morte e al suo risveglio nel Valhalla. In un universo alternativo, Jane incontra Thor quando arriva sulla Terra per organizzare un party intergalattico e si innamora di lui, iniziando a impedire la distruzione del mondo. È interpretata da Natalie Portman e doppiata da Valentina Mari.
- Odino: Ispirato all'omonima divinità norrena, è il re di Asgard e sovrano dei Nove Regni. Ha come figli biologici Hela e Thor, e come adottivo Loki. Si contraddistingue per la sua saggezza che tuttavia spesso viene sopraffatta dalla rudezza tipica degli Asgardiani; per impartire una lezione di umiltà al figlio Thor lo esilia sulla Terra finché non è di nuovo degno di brandire il martello Mjolnir. Nonostante punisca Loki per aver tentato di conquistare la Terra, non sembra dare particolarmente valore ai suoi abitanti a causa della loro breve vita in confronto a quella quasi immortale degli Asgardiani. La morte della moglie Frigga lo devasta a tal punto che perde il senno, dimostrandosi disposto a sacrificare centinaia dei suoi uomini per sconfiggere gli Elfi Oscuri, costringendo Thor a compiere un'azione di tradimento con i suoi amici. In seguito Loki, che ha finto la propria morte, lo bandisce sulla Terra e assume le sue sembianze per governare su Asgard. Diversi anni dopo Thor e Loki vanno a cercarlo e hanno modo di ricongiungersi con lui prima che muoia in pace, avvertendoli dell'imminente arrivo della loro sorella esiliata Hela. Thor scopre che Odino, in passato, aveva condotto una campagna sanguinaria per l'universo con Hela e che pertanto l'aspetto pacifico di Asgard è solo una facciata. Il padre degli dei compare al figlio in sogno durante lo scontro con sua sorella per incitarlo a sprigionare il suo pieno potere senza bisogno di utilizzare Mjolnir. È interpretato da Anthony Hopkins e doppiato da Dario Penne.
- Frigga: Basata sulla divinità norrena Frigg; è la regina di Asgard, moglie di Odino e madre di Thor e Loki. È stata allevata dalle streghe ed è molto portata nelle arti magiche, che ha trasmesso a suo figlio adottivo Loki. Lei e quest’ultimo hanno un profondo rapporto e, anche dopo la scoperta di essere stato adottato, il dio degli inganni non mostra alcun astio verso di lei. È molto buona e premurosa, accettando la relazione tra Thor e Jane senza alcun pregiudizio per il fatto che sia un'umana e continuando a curarsi di Loki anche dopo la sua invasione su Midgard. Quando gli Elfi Oscuri attaccano Asgard, Frigga si occupa di proteggere Jane e resta uccisa da Malekith dato che si rifiuta di rivelargli la sua posizione. Le viene dedicato un funerale vichingo e la sua morte segna a tal punto Odino che diventa temporaneamente folle, decidendo di attaccare con tutti i mezzi gli Elfi Oscuri anche a costo di far morire buona parte dell'esercito Asgardiano. Loki soffre enormemente per l'accaduto ed è la proposta di vendetta a sancire il ricongiungimento tra lui e Thor. In Endgame Thor, depresso e obeso, torna con Rocket ad Asgard nel 2013 per recuperare l'Aether e si incontra con Frigga, la quale capisce che viene dal futuro e lo incoraggia a non farsi abbattere dalla sconfitta subita anni prima da Thanos, restituendo al figlio la fiducia in sé stesso. Thor cerca di avvertirla riguardo alla sua morte imminente, ma la donna si rifiuta di ascoltarlo accettando il suo destino e dicendogli di pensare a sistemare il suo. È interpretata da Renee Russo e doppiata da Emanuela Rossi.
- Heimdall: Basato sull'omonimo dio norreno, è il guardiano del Bifrost ad Asgard: possiede una vista incredibile che gli permette di vedere tutti gli esseri viventi dell'universo, sebbene alcuni possano nascondersi ai suoi occhi mediante la magia. Nonostante sia fedele al trono, non esita a tradirlo per il benessere di Asgard come visto durante il governo di Loki e Odino; è un importante alleato di Thor. Si nasconde quando Loki prende il potere travestito da suo padre, essendo stato licenziato e bandito (presumibilmente per il rischio che smascheri l'inganno), e con l'arrivo di Hela si occupa di mettere in salvo i cittadini di Asgard rubando la spada che governa il Bifrost per impedirle di partire alla conquista dei Nove Mondi. Con tutti gli altri Asgardiani si dirige verso la Terra dopo la distruzione del loro regno, ma vengono ostacolati dalla nave di Thanos che uccide metà della popolazione a bordo. Heimdall resta ferito durante la difesa del suo popolo e, con gli ultimi residui di energia, manda Hulk sulla Terra affinché avverta della minaccia di Thanos, subito prima di essere ucciso davanti a un impotente Thor. In Love and Thunder si scopre che ha un figlio; è Heimdall a dare il benvenuto a Jane Foster appena giunta nel Valhalla. È interpretato da Idris Elba e doppiato da Alberto Angrisano.
- Sif: Basata sull'omonima divinità nordica; è una delle poche donne guerriere di Asgard, amica fin dall'infanzia di Thor, Loki e dei Tre Guerrieri. Quando Thor viene esiliato sulla Terra, Sif lo raggiunge per avvertirlo dell'intrigo i Loki e si scontra in modo fallimentare con il Distruttore. Sembra avere con Thor un leggero flirt amoroso e si occupa di proteggere Jane Foster durante l'evasione sua, di Thor e Loki da Asgard. Insieme a Volstagg, consegna al Collezionista l'Aether per non tenere ad Asgard due Gemme dell'Infinito. In Thor: Ragnarok non compare in quanto è stata bandita da "Odino", in realtà Loki che temeva potesse smascherarlo. È tra le vittime dello sterminio di Thanos, ma torna in vita cinque anni dopo; viene mutilata da Gorr, ma sopravvive e viene condotta a Nuova Asgard da Thor.  Nella serie Loki compare in un loop temporale ideato da Mobius, nel quale si scopre che Loki, in una circostanza, attirò le sue ire tagliandole i capelli per scherzo dopo una notte passata insieme. È interpretata da Jaimie Alexander e doppiata da Stella Musy.
- Fandral: Uno dei membri dei Tre Guerrieri, è un valoroso guerriero Asgardiano grande amico di Thor e Lady Sif che assiste in numerose avventure come nell'impresa su Jotunheim. Quando Thor viene bandito sulla Terra, lo raggiunge con gli amici per istigarlo a tornare su Asgard; in seguito lo aiuta nel far evadere Loki e a scappare con lui e Jane Foster per sconfiggere gli Elfi Oscuri. Viene ucciso con Volstagg da Hela appena giunta ad Asgard. È interpretato da Joshua Dallas (Thor) e Zachary Levi e doppiato da Andrea Mete.
- Hogun: Un membro dei Tre Guerrieri, grande amico di Thor e Lady Sif. Ha tratti orientali ed è originario di Vanaheim; contrariamente ai compagni è molto silenzioso e riflessivo ed è sospettoso nei confronti di Loki. Con l'arrivo di Hela ad Asgard guida l'esercito contro di lei, ma vengono tutti sopraffatti quando si rifiutano di sottomettersi al suo comando. Hogun è l'ultimo a essere ucciso, sia dell'esercito sia dei Tre Guerrieri. È interpretato da Tadanobu Asano e doppiato da Alberto Bognanni.
- Volstagg: Il più massiccio dei Tre Guerrieri, grande amico di Thor e Lady Sif. Ha una grande passione per i banchetti, gli scontri e le feste e ha la tendenza a prendere in giro Loki. Scende sulla Terra con i compagni per istigare Thor a tornare su Asgard e, in seguito, lo assiste nel far evadere Loki e a scappare con lui e Jane Foster per sconfiggere gli Elfi Oscuri. Viene ucciso con Fandral da Hela appena arrivata ad Asgard. È interpretato da Ray Stevenson e doppiato da Roberto Draghetti.
- Erik Selvig: Un astrofisico, inventato appositamente per l'MCU e successivamente introdotto anche nei fumetti. È il mentore di Jane Foster, che ha preso sotto la sua ala dopo la morte del padre di lei, un suo ex collega. Con Jane e Darcy Lewis si imbatte in Thor quando cade sulla Terra in forma umana e, nonostante la diffidenza che prova all'inizio nei suoi confronti, successivamente ci fa amicizia. Viene ingaggiato da Nick Fury per assistere lo S.H.I.E.L.D. nel compiere degli studi sul Tesseract e accetta (apparentemente) perché influenzato da Loki. Quest’ultimo quando arriva sulla Terra pone Selvig sotto il suo controllo con la Gemma della Mente per farsi aiutare nell'invasione dei Chitauri; l'uomo viene poi liberato dall'influenza grazie alla Vedova Nera e le da’ consiglio su come chiudere il portale, ma resta segnato dall'esperienza a tal punto che qualche tempo dopo viene chiuso in un istituto di igiene mentale per aver girato nudo in pubblico in stato confusionale. È il primo ad accorgersi dell'imminente convergenza dei Nove Mondi e, quando viene rilasciato dall'istituto di igiene mentale, aiuta Thor a fermare l'esercito di Malekith. Dopo essersi ripreso va a lavorare alla Royal Holloway e viene contattato da Thor per avere consiglio riguardo a una visione profetica che ha avuto. È tra gli scomparsi a causa dello sterminio di Thanos, ma torna in vita cinque anni dopo grazie all'intervento degli Avengers. È tra le poche persone a sapere del cancro che affligge Jane e cerca di aiutarla a trovare una cura. È interpretato da Stellan Skarsgård e doppiato da Ambrogio Colombo.
- Darcy Lewis: Una giovane studentessa di scienze politiche all'Università di Culver che fa da assistente a Jane Foster per avere crediti universitari; insieme a lei ed Erik Selvig si imbatte in Thor quando viene esiliato sulla Terra e, nonostante lo giudica inizialmente strano, in seguito ci stringe amicizia. Durante lo scontro con gli Elfi Oscuri aiuta Thor, Selvig e Jane a sconfiggerli piazzando degli speciali dispositivi e ha una fugace relazione con il suo assistente Ian. Torna in WandaVision, in cui si scopre che è diventata dottoressa; fa squadra con Jimmy Woo e Monica Rambeau per investigare sugli strani eventi scatenati da Wanda Maximoff. Con loro si oppone allo S.W.O.R.D. a causa dei suoi metodi violenti e viene inglobata nella realtà di Wanda. Al suo interno aiuta Visione raccontandogli la verità su Wanda e su Westview e successivamente impedisce a Hayward di fuggire facendolo arrestare per i suoi crimini. Lei e Selvig sono gli unici a sapere del cancro che affligge Jane. In un universo alternativo mostrato in What If...?, partecipa al party intergalattico di Thor e si sposa a Las Vegas con Howard il papero. È interpretata da Kat Dennings e doppiata da Alessia Amendola.
- Peggy Carter / Agente Carter / Capitan Carter: Un'ufficiale di alto rango e agente della Strategic Scientific Reserve, nonché co-fondatrice dello S.H.I.E.L.D. Durante la Seconda Guerra Mondiale assiste l'esperimento volta alla creazione del super-soldato e addestra le varie truppe dell'esercito militare statunitense; sviluppa una relazione amorosa con Steve Rogers, che si interrompe bruscamente quando lui resta bloccato nel ghiaccio dopo essersi sacrificato per fermare una bomba. Negli anni successivi Peggy è costretta a combattere contro l'imperante maschilismo del dopoguerra, stringendo in particolare un rapporto di amicizia con Edwin Jarvis e Howard Stark e imparando a farsi rispettare dai suoi colleghi uomini. La donna riesce a superare il dolore per la perdita di Steve e va avanti con la sua vita, sposandosi e avendo una famiglia. Anni dopo, Peggy si spegne serenamente nel sonno a una veneranda età. Steve non dimentica mai la donna amata, principalmente rimpiangendo la mancata vita che avrebbe potuto passare con lei; in Age of Ultron Peggy appare in una visione indotta a Steve da Wanda Maximoff in cui lo invita a tornare a casa terminata la guerra e l'uomo porta sempre con sé una sua miniatura. In Endgame Rogers vede brevemente Peggy mentre lavora allo S.H.I.E.L.D. durante la missione di recupero del Tesseract negli Anni Settanta e, successivamente, decide di tornare nel passato per stare con lei creando una linea temporale in cui i due si sono sposati. È la protagonista della serie Agent Carter. Nella serie televisiva What If...? in un universo alternativo assume il siero del super-soldato e diventa famosa in guerra come Captain Britain; tale versione diventa anche una Guardiana del Multiverso per sconfiggere Ultron. In Doctor Strange nel Multiverso della Follia è presente una variante di Capitan Carter, membro e componente degli Illuminati (gli eroi più potenti di quell'universo), che viene uccisa con il suo stesso scudo da Wanda Maximoff.  È interpretata da Hayley Atwell e doppiata da Ilaria Latini.
- Johann Smith / Teschio Rosso: Antagonista principale del film Captain America - Il primo Vendicatore, è arcinemico di Capitan America e il malvagio leader dell'Hydra, una divisione scientifica del nazismo attiva dalla Seconda Guerra Mondiale. Pianifica il dominio mondiale anche a discapito dello stesso nazismo sfruttando il potere del Tesseract come arma per prendere il posto di Adolf Hitler. Si sottopose a un prototipo del siero del supersoldato che gli conferì forza superiore ma lo sfigurò al volto scarnificandolo e facendolo assomigliare ad un teschio. Durante lo scontro finale con Capitan America tenta di utilizzare il Tesseract ma viene sopraffatto dal suo potere; si scopre in seguito che lo ha teletrasportato su Vormir, dove è diventato il maledetto guardiano mistico della Gemma dell'Anima in una sorta di purgatorio personale. È lui ad accogliere Gamora e Thanos e successivamente Occhio di Falco e Vedova Nera, spiegando loro come fare per entrare in possesso della Gemma. Nell'universo alternativo mostrato in What if...? usa il Tesseract per evocare un mostro interdimensionale con cui conquistare il mondo, ma ne perde il controllo e viene ucciso. È interpretato da Hugo Weaving (Captain America - Il primo Vendicatore) e Ross Marquand e doppiato da Carlo Cosolo ed Enrico Di Troia.

#### Introdotti nella Fase Due
- Sharon Carter / Agente 13 / Power Broker: Un'agente dello S.H.I.E.L.D. inizialmente incaricata di proteggere Steve Rogers sotto copertura, spacciandosi per sua vicina di casa con il nome di “Kate”; è una delle agenti leali dell'organizzazione, combattendo contro Crossbones quando si rivela un membro dell'Hydra. In seguito allo smantellamento dello S.H.I.E.L.D., va a lavorare per la CIA come agente segreto; in Civil War si scopre che è la nipote di Peggy Carter, che le fu d’ispirazione, nonostante abbia preferito tenere nascosta la loro parentela in quanto rappresentava per lei un modello irraggiungibile. Aiuta la fazione di Steve Rogers pur andando contro il governo, informandoli del piano di Zemo. Lei e Steve hanno un reciproco interesse romantico e si baciano prima di separarsi con lo scoppio del conflitto tra Avengers in aeroporto. Inizialmente sarebbe dovuta tornare in Infinity War, ma in seguito viene riconosciuta tra le vittime dello sterminio di Thanos, tornando in vita cinque anni dopo. Si scopre che, avendo aiutato la fazione di Steve, è stata dichiarata nemica del governo, e, trasferitasi a Madripoor, ne di divenne il sovrano noto come "Power Broker", gestendo il contrabbando di opere d'arte e di tecnologie (tra cui il siero del supersoldato) e diventando più cinica a causa dell'abbandono forzato alla sua vita. Aiuta Sam, Bucky e Zemo a indagare sul siero del supersoldato in circolazione, aiutandoli a scoprire la verità sui Flag-Smashers, assumendo in contemporanea il mercenario Georges Batroc per spiare Karli Morgenthau. Dopo che Carter uccide Morgenthau, Sam riesce a farle ottenere la grazia dal governo, e la donna dimostra l'intenzione di non abbandonare la sua vita criminale, rivendendo risorse governative segrete ai suoi acquirenti di Madripoor. In un universo alternativo di What If...?, Sharon è tra i pochi superstiti a un'epidemia zombie; viene uccisa e zombificata da Steve e successivamente il suo corpo è distrutto da Hope Van Dyne. È interpretata da Emily VanCamp e doppiata da Chiara Gioncardi.
- Brock Rumlow / Crossbones: Antagonista dei film Captain America: The Winter Soldier, Captain America: Civil War e Avengers: Endgame, è un agente dello S.H.I.E.L.D. a capo del team S.T.R.I.K.E. che assiste Capitan America e Vedova Nera in una missione di recupero ostaggi. Si rivela uno spietato agente dell'Hydra al servizio di Alexander Pierce; quando Steve Rogers si rifiuta di condividere allo S.H.I.E.L.D. informazioni riguardo a Nick Fury sospettando della corruzione dell'organizzazione, Rumlow viene inviato da Pierce a catturare Rogers e Romanoff e successivamente a ucciderli. Dopo che l'insediamento dell'Hydra viene esposto, si scontra con Sharon Carter e Falcon finché un Helicarrer precipita sul Triskelion, lasciandolo gravemente ferito e ustionato in tutto il corpo. Sopravvissuto seppur sfigurato, comincia ad operare come mercenario sotto il nome di Crossbones; tempo dopo cerca di rubare un'arma biologica in Nigeria con alcuni assistiti e viene fermato dagli Avengers. In un estremo tentativo di uccidere Capitan America cerca di farsi saltare in aria in un attacco kamikaze, ma Wanda Maximoff riesce a salvare il compagno, pur facendo accidentalmente esplodere un palazzo vicino nel tentativo di scagliarlo via e causando diverse morti oltre a quella dello stesso Crossbones. In Endgame si scopre che è stata la squadra guidata da Rumlow a prelevare lo scettro di Loki dopo la battaglia di New York; tornando nel passato per recuperare le Gemme dell'Infinito, Rogers lo inganna fingendosi dalla parte dell'Hydra per farsi consegnare lo scettro. Sembra nutrire un particolare astio verso Capitan America e Falcon. È interpretato da Frank Grillo e doppiato da Simone Mori.
- Yondu Udonta: Il leader dei Ravagers; rapì Peter Quill quando aveva otto anni per consegnarlo a suo padre Ego come aveva fatto già in precedenza con i suoi figli ma, scoperto che aveva ucciso tutti gli altri, lo tenne con sé rendendolo un membro dei Ravagers. Nonostante lo ha sempre trattato duramente, in realtà è molto affezionato al ragazzo ma non può dimostrare affetto verso di lui per non essere considerato debole dai suoi compagni. Anche quando Quill si separa dal gruppo cerca sempre di evitare di punirlo nonostante l'oltraggio e lo aiuta durante lo scontro contro Ronan. Nel secondo film resta vittima di un ammutinamento e imprigionato insieme a Rocket e Groot, con cui si allea per scappare e raggiungere Quill che si è ricongiunto con Ego. Sorprendentemente lega con Rocket, poiché entrambi sono accomunati da un doloroso passato e dal fatto che assumono un comportamento cinico per allontanare chiunque li circondi per paura. Ha modo di ricongiungersi con Peter durante lo scontro con Ego e si sacrifica per portarlo in salvo quando il pianeta viene distrutto. Quill ammette in seguito che Yondu è stato per lui come un padre pur essendosene accorto troppo tardi; i Guardiani organizzano per lui un funerale Ravager nello spazio, venendo salutato come un eroe anche dagli ex compagni che aveva allontanato per il suo sacrificio. La sua arma più potente è una freccia magica che guida tramite dei fischi e collegata a lui con una pinna posta sul capo, che passa al suo braccio destro Kraglin dopo la sua morte. In una puntata di What If...? prende con sé il giovante T'Challa al posto di Peter, affezionandosi a lui come un figlio e operando con i Ravagers per scopi più nobili.  È interpretato da Michael Rooker e doppiato da Angelo Nicotra e Dario Oppido.
- Kraglin Obfonteri: Il braccio destro di Yondu facente parte della fazione disertata dei Ravagers. Nonostante la sua lealtà al capitano, concorda con Taserface quando lo accusa di favorire Peter Quill; tuttavia, dopo l'ammutinamento, si pente e libera Yondu, Rocket e Groot collaborando con loro per fuggire e uccidere gli ammutinati. Li assiste nel salvataggio degli altri Guardiani della Galassia e successivamente consegna a Star-Lord un MP3 per sostituire il suo walkman, regalo del defunto Yondu. Peter gli consegna a sua volta la freccia volante dell'ex capitano, sebbene debba esercitarsi a controllarla. Dopo la battaglia finale contro l'Alto Evoluzionario, e Star-Lord e alcuni degli altri lasciano la squadra, diventa un membro dei nuovi Guardiani della Galassia, guidati da Rocket Raccoon. Compare nel secondo episodio di What If...? come membro della squadra di Yondu e Star Lord (in quell'universo T'Challa). È interpretato da Sean Gunn e doppiato da Carlo Scipioni.
- Cosmo: Un cane senziente che ha sviluppato abilità psichiche dopo essere stato mandato nello spazio dall'Unione Sovietica. Nel 1966, fu mandata nello spazio e qualche tempo dopo fu trovata dal Collezionista che la portò a Knowhere. Nel 2014, assiste all'arrivo della squadra e sopravvive all'esplosione della Gemma del potere. Nel 2025, incontra di nuovo la squadra e ne diventa membro, facendo amicizia con Rocket Raccoon e aiutandoli a ricostruire Knowhere dopo l'attacco del 2018 che ha affrontato. Prende poi parte alla loro celebrazione natalizia. Nel 2026, a seguito di un attacco di Adam Warlock, lei e Kraglin Obfonteri sono incaricati da Peter Quill di sorvegliare Knowhere mentre lui e gli altri se ne vanno per salvare un Rocket ferito. Più tardi, usa i suoi poteri per impedire alla nave dell'Alto Evoluzionario di schiantarsi contro Knowhere e crea un tunnel telecinetico che consente alla squadra di salvare gli animali catturati, durante la battaglia finale contro il delirante scienziato e il suo esercito. Alla fine del terzo film, dopo che Star-Lord e alcuni degli altri lasciano la squadra, diventa un membro dei nuovi Guardiani della Galassia, guidati da Rocket Raccoon, e li assiste su Krylor. È doppiata in originale da Maria Bakalova e in italiano da Veronica Benassi.
- Ultron: Antagonista principale del film Avengers: Age of Ultron, è un'intelligenza artificiale creata da Tony Stark e Bruce Banner come parte di un programma volto alla difesa della Terra nato da una ricerca sulla Gemma della Mente. Tuttavia, Ultron arriva alla conclusione che la continua sopravvivenza dell'umanità nel corso della storia sia il risultato del superamento delle continue successioni di crisi provocate dalla stessa; quindi decide di sterminarla. Vede gli Avengers come un ostacolo all'evoluzione umana e per questo vuole distruggerli; aggiorna di continuo la propria forma fisica con vari androidi in vibranio e riesce a manifestarsi anche nelle varie armature di Tony. Ha un complesso di Dio e presenta diverse caratteristiche in comune con Stark, sebbene lo odi profondamente. Cerca di fabbricarsi un perfetto corpo sintetico che gli viene sottratto dagli Avengers e trasformato in Visione; è quest’ultimo a ucciderlo distruggendo il suo ultimo corpo al termine della battaglia di Sokovia. In un universo alternativo della serie animata What If...?, Ultron riesce a caricare la sua coscienza nel corpo in vibranio e, dopo aver ucciso quasi tutti gli Avengers, stermina il resto della popolazione universale impossessandosi anche delle Gemme dell'Infinito. Scopre l'esistenza del Multiverso e decide di estendere la sua campagna di distruzione in altri universi, costringendo l'Osservatore a intervenire per fermarlo. Viene eliminato da Zola, che poi assume il controllo del suo corpo robotico. È interpretato da James Spader e doppiato da Stefano Alessandroni; nelle serie animata What If...? nel film Doctor Strange nel Multiverso della Follia è doppiato in originale da Ross Marquand.
- Henry "Hank" Pym: Un entomologo e fisico quantistico creatore delle particelle Pym, particelle subatomiche che cambiano la distanza tra atomi permettendo di crescere o rimpicciolire di dimensioni fisiche con un incremento di forza. Ha operato nei panni del supereroe Ant-Man dal 1963, lavorando anche nello S.H.I.E.L.D. come scienziato di alto rango; inoltre ha inventato un dispositivo per comunicare con le formiche e usarle in varie missioni. Aveva come partner sua moglie Janet, che scomparve nel Regno Quantico durante una missione per fermare una bomba. In seguito a tale accaduto, Hank si licenzia dallo S.H.I.E.L.D. nel 1989, sospettando che Howard Stark stesse cercando di replicare le sue particelle. Ha un rapporto molto freddo con la figlia Hope essendosi allontanato da lei dopo la scomparsa di Janet, sebbene i due trovano il modo di chiarirsi durante il primo film. Scoprendo che il suo ex pupillo Darren Cross intende rivendere le sue invenzioni a criminali, recluta il ladruncolo Scott Lang affinché assuma il ruolo di Ant-Man, addestrandolo insieme a Hope. Quando Scott partecipa alla guerra civile tra gli Avengers usando la tuta di Ant-Man, Hank e Hope diventano fuggitivi in quanto la loro tecnologia non era stata registrata negli accordi di Sokovia. Passando a sua figlia il ruolo di Wasp, Hank lavora con lei per riportare dal Regno Quantico Janet che è ancora viva e si ricongiunge con Scott. È vittima dello sterminio di Thanos insieme a sua moglie e sua figlia ma il suo lavoro sul Reame Quantico si rivela essenziale per riuscire a rimediare alle azioni di Thanos, dato che gli Avengers lo utilizzano per riuscire a viaggiare nel tempo mediante un'idea di Scott. Per recuperare il Tesseract e particelle in più per tornare al presente, Steve Rogers e Tony tornano agli Anni Settanta dove si vede una versione più giovane di Hank impegnato a perfezionare i suoi lavori sulla fisica quantistica e su Ant-Man. In seguito, Hank torna in vita e partecipa con la sua famiglia al funerale di Tony Stark come segno di rispetto per il suo sacrificio, nonostante la bassa opinione che nutriva per la famiglia Stark. Negli anni seguenti aiuta la figlia di Scott negli studi sulle particelle Pym, tanto da essere ritenuto un nonno dalla ragazza; Hank viene inavvertitamente trasportato nel Regno Quantico con il resto della sua famiglia, dove viene maggiormente a conoscenza del periodo trascorso in esso da sua moglie, e viene coinvolto nel conflitto contro Kang il Conquistatore, oltre ad incontrare nuovamente Cross, divenuto Modok. In un universo alternativo presentato in What if...? è impazzito a causa della morte di Hope durante una missione dello S.H.I.E.L.D., pertanto ha assunto l'identità del Calabrone per uccidere i candidati al progetto Avengers, riuscendo a sterminare la squadra prima di essere fermato da Nick Fury e Loki. In un altro universo alternativo, Hank è involontariamente responsabile di aver portato sulla Terra un virus che rende zombie le persone proveniente dal Regno Quantico. È interpretato da Michael Douglas e doppiato da Rodolfo Bianchi.
- Janet Van Dyne: Una scienziata specializzata in relazioni quantistiche, moglie di Hank Pym e madre di Hope Van Dyne. Fu la prima a ricoprire i panni della supereroe Wasp, lavorando con il marito nello S.H.I.E.L.D. e durante diverse missioni. Durante una di queste, per fermare un missile sovietico, rimpicciolì a dimensioni subatomiche e si perse nel Regno Quantico venendo ritenuta morta. Quando trent’anni dopo Scott Lang riesce a tornare dal Regno Quantico, Hank e Hope capiscono che Janet potrebbe essere ancora viva e iniziano a costruire una macchina per andare a recuperarla. Durante la sua permanenza nel Regno Quantico ha sviluppato un'abilità particolare con l'energia molecolare grazie alla quale cura la sfasatura molecolare di Ghost. Risulta tra le vittime dello sterminio di Thanos con Hank e Hope, tornando in vita cinque anni dopo e partecipando con i familiari al funerale di Tony Stark. Si ritrova poi assieme a Hank, Hope, Cassie e Scott Lang di nuovo bloccata nel Regno Quantico, dove si vede costretta a rivelar loro di più della sua esperienza mentre vi era prigioniera, in particolare della sua amicizia con un altro viaggiatore disperso che si è rivelato poi uno spietato conquistatore multiversale, Kang. In un universo alternativo mostrato in What If...?, Janet nel Regno Quantico ha contratto un misterioso virus che rende gli esseri viventi zombie; quando Hank tenta di riportarla sulla Terra, provoca inavvertitamente la diffusione del morbo sul pianeta. È interpretata da Hayley Lovitt (nel film, in cameo, Ant-Man) e Michelle Pfeiffer e doppiata da Emanuela Rossi.
- Luis: Il migliore amico di Scott e suo ex compagno di cella, dove venne rinchiuso per aver cercato di rubare due frullatori. Inizialmente è ancora dedito ai furti e cerca di convincere Scott a partecipare in buona fede, ma in seguito come lui cambia vita e inizia a lavorare per una società antifurti. È estremamente ottimista e logorroico, ciò lo porta a dilungarsi eccessivamente quando deve fare dei resoconti, ma di buon cuore e leale. Aiuta in numerose occasioni Scott, Hank Pym e Hope Van Dyne e ha numerosi contatti con svariate persone; oltre a Scott, è grande amico dei suoi colleghi Kurt e Dave. È interpretato da Michael Peña e doppiato da Gianluca Crisafi.
- Dave: L'amico di Scott Lang e Luis, che fa da autista nei vari furti; gli piacciono il calcio e il poker. Come i compagni abbandona i furti per dedicarsi a un lavoro onesto e assiste spesso Scott e la famiglia Pym nelle loro missioni. È interpretato da Tip Harris e doppiato da Simone Crisari.
- Kurt Goreshter: L'amico di Scott Lang e Luis che lavora come hacker durante le rapine. È di origini russe e, rispetto ai suoi compagni, ha un atteggiamento molto più calmo e pacato; prova paura verso la figura di Baba Yaga.  Come gli amici abbandona il crimine per dedicarsi a un lavoro onesto e assiste spesso Scott e la famiglia Pym delle loro missioni. In un universo alternativo mostrato in What if...?, Kurt è tra i pochi superstiti a un'epidemia zombie; viene ucciso dalla zombificata Wanda Maximoff. È interpretato da David Dastmalchian e doppiato da Francesco Venditti.
- Jim Paxton: Un onesto agente di polizia di San Francisco, secondo marito di Maggie Lang e patrigno di Cassie. Inizialmente ha una certa ostilità verso Scott per il suo passato da ladro, ma dopo lo scontro finale con il Calabrone per salvare Cassie i due stabiliscono un buon rapporto di amicizia. È interpretato da Bobby Cannavale e doppiato da Roberto Draghetti.

#### Introdotti nella Fase Tre
- Helmut Zemo / Barone Zemo: Antagonista principale del film Captain America: Civil War, è un ex colonnello delle forze speciali di Sokovia che vuole vendicarsi degli Avengers avendo perso la moglie, il figlio e il padre durante la battaglia tra gli eroi e Ultron a Sokovia. Sfruttando gli Accordi di Sokovia, organizza un contorto piano per mettere gli Avengers gli uni contro gli altri causando così la loro separazione con l'intento di farli uccidere a vicenda: incastra Bucky Barnes per alcuni attentati, uno dei quali provoca la morte di re T’Chaka, il padre di T'Challa, e rivela a Tony Stark che è stato Barnes a uccidere i suoi genitori per conto dell'Hydra (essendo in quel momento sotto il loro controllo). Al termine del suo piano cerca di suicidarsi, ma viene fermato dalla Pantera Nera che decide di non lasciarsi consumare dalla vendetta e lo consegna alle autorità. Nonostante sia incarcerato, Zemo appare soddisfatto per aver raggiunto il suo obiettivo causando la divisione degli Avengers. Anni dopo, Bucky e Sam Wilson decidono con riluttanza di farlo evadere per farsi aiutare da lui a indagare sul siero del super-soldato in circolazione. Zemo li aiuta a rintracciare Karli, la leader del pericoloso gruppo di terroristi che si è impossessato del siero, per poi fuggire dopo una colluttazione tra le Dora Milaje e John Walker, entrambi intenzionati a catturarlo. Lui e Bucky hanno un confronto davanti al monumento dedicato alle vittime di Sokovia, al termine del quale il Soldato d'Inverno non lo uccide e Zemo si consegna spontaneamente alle Dora Milaje per essere riportato in carcere, assicurando a Bucky di non provare rancore nei suoi confronti. Nonostante sia rinchiuso riesce a raggiungere il suo obiettivo di eliminare i super-soldati, facendo uccidere i Flag-Smashers arrestati. È interpretato da Daniel Brühl e doppiato da Francesco Pezzulli.
- May Parker: La zia di Peter, si occupa di lui cercando di aiutarlo nei tipici problemi adolescenziali. Inizialmente viene tenuta all'oscuro delle attività del nipote come Spider-Man ma lo scopre per caso al termine di Homecoming dopo averlo sorpreso con il costume addosso. Come Peter è tra le vittime dello sterminio di Thanos, tornando in vita cinque anni dopo e partecipando insieme al nipote al funerale di Tony Stark. In seguito si occupa di realizzare delle raccolte fondi per aiutare finanziariamente gli altri ricomparsi e sostiene Peter nella sua carriera di supereroe. È molto più giovane e attraente delle sue incarnazioni precedenti, infatti attira le attenzioni di Tony Stark ed Happy Hogan, iniziando una relazione con quest'ultimo. Quando degli avversari di Spider-Man provenienti da altri universi giungono nel suo, May convince Peter ad aiutarli invece di limitarsi a rimandarli nei rispettivi mondi a morire; uno di loro, il Goblin, sfugge al controllo e nello scontro che ne segue uccide May, la quale, prima di spirare, ricorda al nipote che dal suo potere derivano grandi responsabilità. È interpretata da Marisa Tomei e doppiata da Barbara De Bortoli.
- Everett K. Ross: Un ex membro della United States Air Force e agente della CIA che lavora assieme agli Avengers a partire dagli Accordi di Sokovia, sostenendo la fazione di Iron Man e occupandosi prima della cattura di Bucky Barnes e poi di Zemo. Successivamente si imbatte in Pantera Nera mentre da' la caccia a Ulysses Klaue; dopo aver tentato di interrogare il criminale resta ferito nel proteggere Nakia da una pallottola e viene quindi portato in Wakanda per essere curato, nonostante le leggi del Paese impongano il divieto di accesso a persone esterne. Viene coinvolto nella lotta di potere tra T'Challa e suo cugino Erik Killmonger, impedendo agli aerei trasportanti armamenti in vibranio di lasciare il Wakanda. È interpretato da Martin Freeman e doppiato da Roberto Certomà.
- Wong: Il migliore e fedele amico del Dottor Strange, uno stregone asiatico che gli fa da maestro al suo ingresso nel mondo delle Arti Mistiche. È il bibliotecario di Kamar-Taj e ha la tendenza a non mostrare alcuna emozione o senso dell'umorismo. Partecipa allo scontro contro Kaecilius e, in seguito al Blip, alla battaglia della Terra contro Thanos chiamando a raccolta tutti gli stregoni della Terra per partecipare allo scontro; al termine del conflitto, assiste con l'amico al funerale di Tony. Si scopre che occasionalmente partecipa a degli incontri clandestini in un locale malfamato e, successivamente, introduce Shang-Chi e Katy nel mondo degli eroi. Non essendo stato vittima del Blip, diventa il nuovo Stregone Supremo, pertanto guida la difesa di Kamar Taj volta a proteggere America Chavez da Wanda Maximoff. In un universo alternativo mostrato in What If...? è contagiato da un morbo che rende le persone zombie. È un fan della famosa cantante statunitense Beyoncé. È interpretato da Benedict Wong e doppiato da Carlo Cosolo.
- Karl Mordo / Barone Mordo: Uno stregone e uno dei Maestri delle Arti Mistiche, assiste fedelmente l'Antico nel reclutare e addestrare nuovi stregoni. L'Antico osserva che la forza di Mordo deve essere bilanciata da Strange, poiché Mordo non è in grado di riconoscere la necessità di flessibilità morale e compromessi nella sua visione della realtà. Resta sconvolto nell'apprendere che l'Antico infrange le stesse leggi da lei imposte in quanto trae energia dalla Dimensione Oscura per prolungare la sua vita; combatte comunque insieme a Strange e Wong contro Kaecilius ma al termine dello scontro, ulteriormente disilluso dall'utilizzo di Strange della Gemma del Tempo per sconfiggere Dormammu infrangendo così le leggi della natura, decide di abbandonare le Arti Mistiche. Essendo giunto alla conclusione che la magia sia perversa in quanto sconvolge l'ordine naturale delle cose, decide di impedire ad altri di usarla diminuendo con la forza il numero di stregoni sulla Terra. In Doctor Strange nel Multiverso della Follia è presente una variante di Mordo che fa parte degli Illuminati in un altro universo alternativo della Terra-838, che imprigionerà Stephen e la giovane America Chavez per i loro crimini contro il multiverso, alla fine rimane l'unico Illuminato sopravvissuto dallo scontro con Scarlet Witch. È interpretato da Chiwetel Ejiofor e doppiato da Massimo Rossi
- Michelle "MJ" Jones-Watson: Una giovane compagna di classe e principale interesse amoroso di Peter Parker; ha una personalità introversa, ironica, sarcastica e con un macabro senso dell'umorismo ed è molto intelligente, curiosa e amante della lettura. Spesso si isola dagli altri facendo osservazioni o battute pungenti quando le circostanze lo richiedono, inoltre ha la tendenza a dire la verità anche se ferisce le persone. È tra le vittime dello sterminio di Thanos, ma torna in vita cinque anni dopo, cominciando ad attirare l'interesse di Peter. La ragazza capisce che lui è Spider-Man durante una gita in Europa e lo sostiene quando lui va a combattere il malvagio Mysterio; il criminale usa alcune sue illusioni in cui minaccia MJ per cercare di minare psicologicamente Peter e successivamente la prende di mira con Ned, Betty, Flash e Happy in quanto testimoni scomodi dei suoi veri piani malvagi, ma la ragazza riesce a difendere sé stessa e i suoi amici per poi ricongiungersi con Peter, con cui inizia una relazione. In seguito assiste impotente alla rivelazione pubblica della vera identità di Spider-Man. Il personaggio ha inizialmente suscitato diverse critiche in quanto ritenuta una rivisitazione afroamericana della celebre Mary Jane Watson, anche se in seguito è stato confermato che MJ è un personaggio totalmente originale e che le sue iniziali sono solo un omaggio. È stata accolta positivamente per la sua capacità di rubare la scena[4] e da una prospettiva femminista per il suo non essere una "damigella in pericolo" come la Mary Jane Watson della Terra-96283, aiutando Peter e riuscendo a cavarsela da sola di fronte ai pericoli.[5][6] Resta al fianco di Peter anche dopo che Mysterio rivela la sua identità di Spider-Man, subendo di conseguenza la pressione sociale, e lo aiuta nel recuperare i vari supercriminali di altri universi alternativi. Durante lo scontro finale, MJ rischiava di cadere a morte per colpa del Goblin della Terra-96283, impedendo a Peter di salvarla mentre lo cattura in volo, ma fortunatamente viene salvata, invece, dallo Spider-Man della Terra-120703 per non subire la stessa sorte di Gwen Stacy. Alla fine perde con il resto del mondo il ricordo della vera identità di Peter e ogni memoria a lui associata. È interpretata da Zendaya e doppiata da Emanuela Ionica.
- Ned Leeds: Il migliore amico di Peter Parker, un grande appassionato di videogames e di Star Wars; scopre per caso l'identità segreta dell'amico e lo assiste durante il combattimento contro gli uomini dell'Avvoltoio e cerca di coprire la sua identità ai compagni. Quando l'Ordine Nero si presenta a New York, Ned fornisce una distrazione alla scolaresca per permettere a Peter di scappare dall'autobus su cui stanno viaggiando indossando i panni di Spider-Man. È tra gli scomparsi a causa dello sterminio di Thanos e, quando torna in vita cinque anni dopo, si ricongiunge con Peter che i due si abbracciano. Durante la gita di classe in Europa inizia una relazione con la compagna Betty Brant con cui si separa al ritorno per decisione di entrambi, rimanendo amici. Viene preso di mira con lei, MJ e Flash da Mysterio per la loro associazione con Peter, ma sono portati al sicuro da Happy Hogan. Resta al fianco di Peter anche dopo che Mysterio rivela la sua identità di Spider-Man, subendo di conseguenza la pressione sociale, e lo aiuta durante nel recuperare i vari avversari di altri universi. Dimostra un'innata abilità con la magia, tanto che impara rapidamente ad aprire dei portali. Alla fine perde con il resto del mondo i ricordi della vera identità di Peter e, di conseguenza, la memoria della sua amicizia con lui. È interpretato da Jacob Batalon e doppiato da Francesco Ferri.
- Okoye: Una guerriera Wakandiana, generale delle Dora Milaje. Fiera e leale, nutre un profondo rispetto per T'Challa, ma la sua fedeltà al trono la porta a servire Killmonger quando ne prende possesso pur disprezzandone i metodi. Successivamente alla scoperta che T'Challa è ancora vivo si schiera dalla sua parte per combattere Killmonger e riprende a servire T'Challa dopo la sua presunta morte. Partecipa alla battaglia del Wakanda contro l'esercito di Thanos, uccidendo Proxima Media Nox insieme a Vedova Nera e Wanda Maximoff; tenta anche di attaccare Thanos, ma viene messa fuori gioco dal titano con la Gemma del Potere. Sopravvive allo sterminio di metà della popolazione dell'universo e assiste sconvolta alla scomparsa di T'Challa davanti ai suoi occhi. Negli anni successivi collabora con gli Avengers in vece del Wakanda e, in seguito, si unisce a T'Challa, Shuri, M'Baku e il resto dei Wakandiani nello scontro finale contro l'esercito di Thanos. Partecipa con T'Challa e Shuri al funerale di Tony Stark e successivamente si occupa di assistere Shuri nello scontro con Namor. In un universo alternativo mostrato in What If...?, Okoye è tra i pochi superstiti a un'epidemia zombie ed è in cerca di T'Challa; dopo averlo salvato, si sacrifica facendosi uccidere dalla zombificata Wanda Maximoff per consentire ai suoi compagni di fuggire. È interpretata da Danai Gurira e doppiata da Rachele Paolelli.
- Ramonda: La fiera e regale regina del Wakanda; è la madre di T'Challa e Shuri. Spesso consiglia T'Challa riguardo alle decisioni che avrebbe preso T'Chaka al suo posto. Quando Killmonger prende il trono è costretta a fuggire con la figlia e Nakia, suggerendo a quest’ultima di assumere il ruolo di Black Panther e chiedendo aiuto a M'Baku nello scontro con il sovrano, finché non scopre che T'Challa è ancora vivo. Entrambi i figli sono tra le vittime dello sterminio di Thanos; quando tornano in vita cinque anni dopo, si ricongiungono con Ramona in Wakanda una volta che il Titano Pazzo è morto in definitiva. Assume il comando del Wakanda dopo la morte di T'Challa, ma resta uccisa durante lo scontro con Namor. È interpretata da Angela Bassett e doppiata da Antonella Giannini.
- Nakia: Ex membro delle Dora Milaje diventata una soldatessa e spia internazionale per il Wakanda. Ha avuto una relazione con T’Challa terminata per ragioni poco chiare (probabilmente a causa dei rispettivi incarichi), nonostante i due abbiano evidentemente ancora un interesse sentimentale reciproco. Torna in Wakanda per assistere all'incoronazione di T’Challa e lo aiuta nella missione estera per catturare Klaue. Quando T'Challa viene apparentemente ucciso da Killmonger, che si appropria del trono di Wakanda, Nakia viene presa in considerazione per diventare la nuova Black Panther e affrontare il nemico, ma successivamente si scopre che T'Challa è ancora vivo e si riprende, recuperando il suo ruolo. Nakia partecipa alla battaglia contro l'esercito di Killmonger e si rimette insieme a T’Challa dopo aver accettato di occuparsi di uno dei centri di recupero Wakandiani in California. È interpretata da Lupita Nyong'o e doppiata da Chiara Gioncardi.
- M'Baku: Il leader della rinnegata tribù dei Jabari, usa come animale religioso il gorilla (dalla figura di Hanuman). Sfida T'Challa per il ruolo di re del Wakanda ma viene sconfitto in combattimento, accettando la resa come suggeritogli da T’Challa piuttosto che morire. In seguito recupera il corpo di T'Challa, gravemente ferito dopo lo scontro con Killmonger, conducendoci Shuri, Ramonda e Nakia affinché possano infondergli i poteri di Black Panther e farlo risvegliare. Nonostante inizialmente declini, si presenta poi a sostenere T’Challa contro Killmonger con il resto dei Jabari. Dopo la sconfitta dell'avversario lui e la sua tribù diventano parte integrante del Wakanda. Partecipa allo scontro con l'esercito di Thanos guidando le sue truppe al fianco degli Avengers e sopravvive allo sterminio del Titano Pazzo, osservando inorridito i vari soldati dissolversi sul campo di battaglia. Cinque anni dopo combatte nella battaglia finale contro Thanos e il suo esercito. Dopo la morte di T'Challa, lo scontro con Namor e il suo popolo e l'ascesa di Shuri come nuova Pantera Nera, M'Baku diventa il nuovo sovrano del Wakanda. È interpretato da Winston Duke e doppiato da Marco Fumarola.
- Valchiria: Una guerriera dell'esercito delle valchirie, l'ultima superstite dopo che le sue compagne furono sterminate da Hela. Lei sopravvisse grazie al sacrificio della sua amante e cadde sul pianeta Sakaar, dove visse per secoli dandosi all'alcolismo e al cinismo a causa del trauma subito e guadagnandosi da vivere come cacciatrice di taglie per il Gran Maestro. Viene in seguito convinta da Thor a unirsi a lui, Bruce Banner e Loki per tornare ad Asgard a sconfiggere Hela. Quando Thanos attacca la nave spaziale degli Asgardiani sopravvissuti, Valchiria si occupa di evacuare quante più persone possibili e si salva quindi al massacro del titano di cui restano vittime anche Heimdall e Loki. Nei cinque anni seguenti aiuta la popolazione di Asgard insediata sulla Terra sostituendo Thor, caduto in depressione per non essere riuscito a fermare lo sterminio di Thanos; guida gli Asgardiani nella battaglia finale contro il Titano Pazzo e viene incoronata regina di Asgard da Thor prima che lui parta per lo spazio con i Guardiani della Galassia. Successivamente, partecipa al combattimento contr Gorr insieme a Thor e Jane Foster. È interpretata da Tessa Thompson e doppiata da Valentina Favazza.
- Korg: Un guerriero Kronan incarcerato su SakaarPer la sua interpretazione, Waititi si è basato sui tipici neozelandesi polinesiani / maori che hanno solitamente un modo di parlare educato e sono conosciuti per il loro umorismo. Fa amicizia con Thor al suo arrivo su Sakaar e in seguito fugge grazie al suo aiuto, per poi dirigersi su Asgard con Loki e gli altri evasi per combattere Hela, dirigendosi sulla Terra dopo la distruzione del regno. Sfugge all'attacco di Thanos e sopravvive allo sterminio dell'universo, andando a vivere a Nuova Asgard dove passa le sue giornate giocando a Fortnite con Thor, caduto in depressione. In seguito partecipa alla battaglia finale contro Thanos, dove viene visto combattere contro l'Astro Nero insieme a Drax. È sempre in compagnia di Miek, un alieno insettiforme con gambe cibernetiche suo migliore amico. In una puntata di What If...? viene fatto intendere che sia stato ucciso dal Collezionista, che gli ha prelevato un braccio roccioso da usare come arma. In un universo alternativo partecipa al party di Thor sulla Terra, mentre in un altro viene ucciso dall'esercito di Ultron quando invade Sakaar. È interpretato da Taika Waititi e doppiato da Massimiliano Alto.
- Fauce d'Ebano: Antagonista dei film Avengers: Infinity War e Avengers: Endgame, è il secondo in comando dell'Ordine Nero, e il fedele braccio destro di Thanos, dotato di poteri telecinetici; è fanaticamente convinto della giustizia nelle azioni di Thanos e spesso si perde in lunghi sproloqui durante i suoi genocidi piuttosto che partecipare al massacro, come nel caso degli Asgardiani e del pianeta di Gamora. Viene inviato con Astro Nero sulla Terra per recuperare la Gemma del Tempo, scontrandosi quindi con Iron Man, il Dottor Strange, Wong e Spider-Man. A causa di un incantesimo che gli impedisce di strappare la Gemma dalla collana al collo di Strange, rapisce lo stregone portandolo nello spazio sulla sua astronave e lo tortura; viene però ucciso da Iron Man, che pratica un foro nell'astronave facendolo risucchiare nello spazio seguendo un piano di Spider-Man basato sul film Aliens. In Endgame è presente la sua versione del 2014; su ordine di Thanos scansiona i ricordi di Nebula connessi alla sua sé stessa del presente per scoprire i piani degli Avengers. Partecipa alla battaglia finale, ma si dissolve con il suo maestro e il resto dell'esercito di Thanos quando Iron Man usa le Gemme dell'Infinito. In una puntata di What if...? è al servizio del Collezionista dopo che Thanos si è unito ai Ravagers. In un altro universo, al suo arrivo sulla Terra con Astro Nero viene brutalmente ucciso e zombificato dai non morti Iron Man, Strange e Wong. È interpretato da Tom Vaughan-Lawlor e doppiato da Enrico Pallini.
- Proxima Media Nox: Antagonista dei film Avengers: Infinity War e Avengers: Endgame, è una dei membri dell'Ordine Nero di Thanos, e la moglie di Gamma Corvi; insieme i due agiscono come principali elementi d’assalto della squadra. Vengono incaricati di recuperare la Gemma della Mente sulla Terra da Visione, ma sono costretti alla fuga quando Gamma Corvi resta ferito. In seguito partecipa alla battaglia in Wakanda e quasi uccide Wanda Maximoff, che però viene difesa da Natasha Romanoff e Okoye finché Wanda non riesce a ucciderla. Cinque anni dopo la sua versione del 2014 arriva nel presente per combattere nello scontro finale con gli Avengers e si dissolve insieme al resto dell'esercito di Thanos mentre stringe il corpo del marito.  In una puntata di What if...? è al servizio del Collezionista dopo che Thanos si è unito ai Ravagers. È interpretata da Carrie Coon e doppiata Angela Brusa.
- Gamma Corvi: Antagonista dei film Avengers: Infinity War e Avengers: Endgame, è uno dei membri più importanti dell'Ordine Nero di Thanos, e il marito di Proxima Media Nox, possiede un'alabarda in grado di perforare anche il vibranio. Partecipa all'assalto della nave di rifugiati Asgardiani e successivamente lui e Proxima Media Nox sono mandati sulla Terra a uccidere Visione per recuperare la Gemma della Mente; si scontrano con lui e Wanda Maximoff, ma sono costretti a fuggire quando Gamma Corvi viene ferito con l'intervento di Steve Rogers, Falcon e Natasha Romanoff. Apparentemente morto, si scopre essere ancora vivo e durante la battaglia in Wakanda si introduce nel laboratorio di Shuri approfittando dell'assenza di Wanda per prendere la Gemma; ha uno scontro con Rogers, ma viene infine ucciso da Visione con la sua stessa lancia. In Endgame la sua versione del 2014 giunge nel presente con il resto delle forze di Thanos e partecipa allo scontro finale, ma viene ucciso da Okoye. Il suo corpo si dissolve insieme a quello dei compagni. In una puntata di What if...? è al servizio del Collezionista dopo che Thanos si è unito ai Ravagers. È interpretato da Michael James Shaw e doppiato da Alessandro Budroni.
- L'Astro Nero: Antagonista dei film Avengers: Infinity War e Avengers: Endgame, è uno dei membri più importanti dell'Ordine Nero di Thanos, usato principalmente come mezzo d’assalto a causa della sua forza bruta e scarsa intelligenza. Con Fauce d’Ebano viene inviato a New York per recuperare la Gemma del Tempo da Doctor Strange, ma si scontra con lui, Iron Man, Spider-Man e Wong; durante lo scontro Wong lo teletrasporta in Antartide e gli amputa una mano, poi rimpiazzata da un arto cibernetico. Ritorna nel combattimento in Wakanda dove si scontra con Bruce Banner nella Hulkbuster, il quale lo uccide lanciandolo contro la barriera protettiva del paese. La sua versione del 2014 torna nel presente e partecipa allo scontro finale con gli Avengers, ma viene schiacciato da Giant-Man. In una puntata di What If...? è al servizio del Collezionista dopo che Thanos si è unito ai Ravagers. In un altro universo, al suo arrivo sulla Terra confauce d'Ebano viene brutalmente ucciso e zombificato dai non morti Iron Man, Strange e Wong. È interpretato da Terry Notary.
- Jimmy Woo: Un agente dell'FBI che in passato ha lavorato con lo S.H.I.E.L.D. È incaricato di monitorare Scott Lang, agli arresti domiciliari; sebbene si dimostra determinato ad arrestare lui, Hank Pym e Hope Van Dyne nel caso infrangano la legge, è perlopiù visto in modo comico e goffo e non prova vera ostilità nei confronti di Scott con cui ha un approccio amichevole. Torna nella serie WandaVision, dove fa squadra con Monica Rambeau e Darcy Lewis per investigare sugli strani eventi nella cittadina di Westview scatenati da Wanda Maximoff. È interpretato da Randall Park e doppiato da Federico Di Pofi.
- Bill Foster: Antagonista del film Ant-Man and the Wasp, è un assistente di Hank Pym nel “Progetto Golia” e padre adottivo di Ava Starr. Insegna fisica quantistica all'università di Berkeley dopo essersi dimesso dal lavoro con Hank Pym a causa di alcune controversie; cerca di trovare una cura per la causa della scomposizione molecolare di Ava, sostenendola nelle sue attività criminali di Ghost, ma al suo contrario mantiene un senso della morale impedendole di prendere di mira Cassie, la figlia di Scott e tentando di fermarla quando si dimostra disposta a uccidere Janet Van Dyne per essere curata. Dopo che Ava torna stabile temporaneamente grazie a Janet, lei e Bill fuggono dalle autorità per cercare una cura definitiva. È interpretato da Laurence Fishburne e doppiato da Massimo Corvo.
- Maria Rambeau / Capitan Marvel / Binary: La migliore amica di Carol Danvers, un'ex pilota dell'aeronautica degli Stati Uniti e madre single di Monica Rambeau. Si riunisce con Carol dopo aver pensato fosse morta per sei anni e, dopo averla aiutata a recuperare la memoria, assiste lei, Nick Fury e Talos nella guerra Kree-Skrull. Al termine di essa si saluta con Carol, che parte nello spazio per assistere ulteriormente gli Skrull. In WandaVision si scopre che è tra i fondatori dello S.W.O.R.D.; ha perso sua figlia Monica a causa dello sterminio di Thanos mentre era in trattamento per curare un tumore, che l'ha uccisa due anni dopo la scomparsa di metà dell'universo. In Doctor Strange nel Multiverso della Follia è presente una variante di Maria che ha ottenuto i poteri di Capitan Marvel al posto di Carol, assumendo tale identità e diventando membro e componente degli Illuminati. Affronterà Wanda Maximoff insieme ai suoi compagni ma verrà uccisa dalla strega. È interpretata da Lashana Lynch e doppiata da Eva Padoan.
- Talos: Il leader degli Skrull, una razza di alieni mutaforma. Appare inizialmente come un avversario di Carol Danvers,  intrappolandola sul pianeta Torfa per poi usare un macchinario per leggerle il pensiero. Dopo che la donna si libera e fugge, Talos giunge con i suoi uomini sulla Terra dove lavora sotto copertura allo S.H.I.E.L.D. travestendosi da loro capo. In seguito rivela a Carol e Nick Fury che in realtà gli Skrull sono solo dei rifugiati dato che i Kree hanno distrutto il loro pianeta natale e i due passano dalla sua parte per aiutare il suo popolo. Ha una moglie e una figlia, le quali sono prigioniere dei Kree finché lui, Carol e Fury non le liberano; dopodiché, Danvers e Talos partono per lo spazio per cercare una nuova casa per gli Skrull. In Spider-Man: Far From Home, ambientato anni dopo Captain Marvel, si scopre alla fine che Talos e sua moglie Soren hanno impersonato per tutto il film Nick Fury e Maria Hill mentre i due sono impegnati in una missione segreta nello spazio con i restanti Skrull. Viene ucciso durante la guerra contro Gravik. È interpretato da Ben Mendelsohn e doppiato da Stefano Benassi.
- Soren: La moglie di Talos, con cui ha una figlia. È rinchiusa con quest’ultima e altri rifugiati Skrull dai Kree, ma vengono liberati da Talos, Carol Danvers, Nick Fury e Maria Rambeau. In Spider-Man: Far From Home si scopre che ha impersonato Maria Hill per tutto il film accanto al marito (che invece ha impersonato Nick Fury). Viste le difficoltà incontrate nel gestire Mysterio e Peter Parker, Soren incita Talos a chiamare il vero Fury per chiedergli consiglio sebbene l'uomo riattacchi a metà chiamata. In seguito, si scopre che è stata uccisa da Gravik. È interpretata da Sharon Blynn.
- J. Jonah Jameson: Il cinico e burbero austero conduttore di TheDailyBugle.net, un sito web di fake news; crede fermamente nell'eroismo di Mysterio ed è il principale diffamatore di Spider-Man; dopo aver divulgato la vera identità del supereroe, cerca in ogni modo di alimentare per egli l'odio pubblico fino a quando non perde memoria di Peter Parker a causa dell'incantesimo del Dottor Strange. È interpretato da J. K. Simmons (già interprete del personaggio nella trilogia di Spider-Man, diretta da Sam Raimi) e doppiato da Fabrizio Pucci.

### Introdotti nellaSaga del multiverso

#### Introdotti nella Fase Quattro
- Valentina Allegra de Fontaine: Una misteriosa e carismatica nobildonna che recluta John Walker dopo essere stato radiato dall'esercito. Dopo i fatti di New York e la sconfitta dei Flag-Smashers, assume Walker come U.S. Agent per scopi non ancora chiariti. Si scopre di essere il capo di Yelena Belova, offrendole come lavoro la caccia a Clint Barton. Val è la neo-direttrice della CIA ed ex moglie dell'agente Everett Ross che arresta a quest'ultimo per aver passato informazioni riservate al regno del Wakanda. È interpretata da Julia Louis-Dreyfus è doppiata da Eleonora De Angelis.
- Melina Vostokoff / Vedova Nera: Un'esperta spia addestrata nella Stanza Rossa; per anni partecipò a una missione sotto copertura negli Stati Uniti formando una falsa famiglia con Alexei, Natasha e Yelena, ma sviluppò un autentico affetto verso di loro. Anni dopo, Natasha e Yelena la rintracciano per farsi aiutare da lei a fermare Dreykov e la Stanza Rossa; dopo averli apparentemente traditi, la donna collabora con loro nella missione. È interpretata da Rachel Weisz e doppiata da Giuppy Izzo.
- Katy Chen: La migliore amica di Shang-Chi, è una giovane donna amante delle automobili che non sfrutta il suo potenziale a per rifuggire alle responsabilità. Quando Shang-Chi è costretto ad affrontare il suo passato, Katy lo accompagna e lo aiuta a salvare il mondo dai demoni rilasciati da Wenwu dimostrando un'innata abilità nel tiro con l'arco. Successivamente, lei e Shang-Chi vengono avvicinati da Wong, il quale spiega loro che d'ora in avanti saranno coinvolti in avvenimenti oltre ogni immaginazione. È interpretata da Awkwafina e doppiata da Alessia Amendola.
- Xu Xialing: La sorella minore di Shang-Chi e figlia del Mandarino. Fin da piccola viene ignorata dal padre a favore del fratello, imparando a combattere da sola seguendo i suoi allenamenti. Quando Shang-Chi scappa dalla famiglia, abbandonandola, la ragazza si sente tradita e decide a sua volta di allontanarsi da Wenwu in giovane età, fondando un proprio fight club di successo a Macao. Anni dopo si ricongiunge con Shang-Chi e viene prelevata dal padre per essere riportata a casa, prendendo parte allo scontro in difesa di Ta-Lo. Dopo la morte di Wenwu, Xialing diventa la nuova leader dell'organizzazione dei Dieci Anelli, a cui permette l'accesso anche alle donne. Interpretata da Meng'er Zhang e doppiata da Gaia Bolognesi.
- Dane Whitman / Cavaliere Nero: Un professore inglese del British Museum che ha una relazione romantica con Sersi; viene a sapere della vera natura di quest'ultima e assiste al suo prelievo da parte del celestiale Arishem. La sua famiglia ha una storia misteriosa alle spalle ed è collegata a una spada mistica di cui è in possesso. È interpretato da Kit Harington e doppiato da Daniele Giuliani.
- Peter "Due" Parker / Amichevole Spider-Man di quartiere: Una versione più adulta di un universo alternativo catalogato come la Terra-96283, capace di produrre ragnatele organiche dai suoi polsi. Nel suo universo è riuscito a far funzionare la sua relazione con la donna che abbia mai amata, Mary Jane Watson, dopo il sacrificio e la morte del suo migliore amico Harry Osborn. Dopo essere finito nella Terra-199999, scopre che in quell'universo esiste un altro Spider-Man e si mette a cercarlo, confortandolo per la recente perdita della zia May parlandogli della morte dello zio Ben. Assiste gli altri due Peter Parker nel combattere i supercriminali multiversali (tra cui quelli che conosce, il Goblin e l'Uomo Sabbia), ricongiungendosi con il Dottor Octopus. Successivamente impedisce allo Spider-Man dell'MCU di uccidere il Goblin per vendicare May e viene pugnalato a tradimento dal folle supercriminale. Sopravvive alla ferita e torna al suo universo dopo aver salutato e abbracciato in lacrime le altre due versioni di sé stesso. È interpretato da Tobey Maguire e doppiato da Marco Vivio.
- Peter "Tre" Parker / Amazing Spider-Man: Una versione più giovane di un universo alternativo catalogato come la Terra-120703. In seguito alla morte della sua ragazza che abbia mai amata, Gwen Stacy, ha iniziato a trascurare la sua vita da Peter Parker per dedicarsi completamente a quella di Spider-Man, diventando eccessivamente rabbioso, inasprito, violento e vendicativo verso i criminali. Giunto nella Terra-199999 incontra le altre due versioni di sé stesso e contribuisce a fermare i loro avversari (tra cui i suoi passati nemici Electro e Lizard), ricongiungendosi con Max Dillon. Riesce a "redimersi" per la morte di Gwen salvando Michelle Jones-Watson, per conto di Peter-Uno, da una caduta causata da Green Goblin. Rispetto agli altri due si sente inadeguato in quanto si è scontrato con criminali meno pericolosi. Torna nel suo universo più sereno, dopo essersi salutato e abbracciato in lacrime con le altre due versioni di sé stesso. È interpretato da Andrew Garfield e doppiato da Lorenzo De Angelis.
- America Chavez: Una ragazza capace di viaggiare per il Multiverso aprendo portali a forma di stella; è incapace di controllare il suo potere, che si attiva ogni qualvolta ha paura. Da piccola ha perso le sue genitrici quando aprì per sbaglio un portale che le separò nel Multiverso e da allora si muove da un universo all'altro. Viene braccata da Wanda Maximoff che intende sottrarle il suo potere (causandone la morte) per ricongiungersi con i suoi figli in un altro universo. Il Dottor Strange la incoraggia a reagire e a imparare a controllare i portali; dopo la sconfitta e pentimento di Wanda, America diventa apprendista delle Arti Mistiche sotto la guida di Strange e Wong. È interpretata da Xochitl Gomez e doppiata da Vittoria Bartolomei.
- Clea: Una strega proveniente dalla Dimensione Oscura e nipote del malvagio Dormammu. Appare nella scena dopo i titoli di coda del film Doctor Strange nel Multiverso della Follia, dove avverte il Dottor Strange che le sue azioni hanno causato un'incursione, e invita il dottore a unirsi a lei nella sua dimensione per porvi rimedio. È interpretata da Charlize Theron e doppiata da Roberta Pellini.
- Billy Maximoff / Wiccan: Uno dei figli gemelli di Wanda Maximoff e Visione. Lui e il fratello possono crescere di età a loro piacimento ed è dotato di poteri magici come la madre. Il suo nome è stato scelto da Visione in onore di William Shakespeare. Viene rapito con Tommy da Agatha Harkness per costringere Wanda a rivelarle l'origine dei suoi poteri. Si dissolve con Visione e Tommy quando Wanda elimina la barriera mistica, in quanto frutto della sua immaginazione. Successivamente Wanda diventa ossessionata all'idea di ricongiungersi con i figli in un altro universo dove sono ancora vivi, salvo poi rendersi conto che è impossibile. È interpretato da Julian Hilliard (a dieci anni) e da Baylen Bielitz (a cinque anni) e doppiato da Valeriano Corini.
- Tommy Maximoff / Speed: Uno dei figli gemelli di Wanda Maximoff e Visione, nato poco prima del fratello. Come lui è in grado di crescere di età a suo piacimento e possiede il potere della super-velocità come lo zio Pietro. Viene rapito con Billy da Agatha Harkness per minacciare Wanda e costringerla a svelarle l'origine dei suoi poteri. Si dissolve con Visione e Billy quando Wanda elimina la barriera mistica, in quanto frutto della sua immaginazione. Successivamente Wanda diventa ossessionata all'idea di ricongiungersi con i figli in un altro universo dove sono ancora vivi, salvo poi rendersi conto che è impossibile. Interpretato da Jett Klyne (a dieci anni) e da Gavin Borders (a cinque anni) e doppiato da Arturo Sorino.
- Ch'ah Toh Almehen / Namor / K'uk'ulkan: Antagonista principale del film Black Panther: Wakanda Forever, è il protettivo e misantropico sovrano del regno sottomarino di Talokan. Il popolo dei Talokan ha le sue antiche origini mesoamericane ed egli è nato dopo che sua madre ha contratto il vaiolo insieme ai suoi conterranei a causa dei spietati conquistatori spagnoli. A differenza degli altri abitanti di Talokan, Namor è in grado di respirare in acqua senza le branchie, in quanto la sua fisiologia è totalmente diversa. Come ha la capacità di nuotare a velocità supersoniche, egli può volare altrettanto velocemente grazie a due ali poste su ciascuna caviglia. Essendo un mutante, il suo invecchiamento è rallentato rispetto ai suoi simili ed è pertanto considerato un dio e chiamato K'uk'ulkan (ovvero in originale il dio serpente piumato). Dopo aver distrutto una nave americana che stava cercando del Vibranio nell'Oceano Antlantico, Namor si reca in Wakanda e ordina a Shuri e la regina Ramonda di consegnargli una giovane scienziata che ha costruito il rivelatore del Vibranio, il quale si rivelerà Riri Williams. Sviluppa una sorta di affetto nei confronti di Shuri dopo averla catturata insieme a Riri, tant'è che la giovane principessa è l'unica abitante della superficie ad aver visitato Talokan. Dopo l'uccisione di una sua guardia, K'uk'ulkan dichiara guerra al Wakanda e attacca la nazione causando la morte di Ramonda. Shuri, divenuta la nuova Pantera Nera, affronterà il semidio in un duro combattimento finale dove riuscirà a ferire gravemente l'avversario per poi costringerlo alla resa. Namor accetta gentilmente l'offerta di pace alleandosi con il Wakanda. È interpretato da Tenoch Huerta e doppiato da Federico Talocci.
- Attuma: Antagonista del film Black Panther: Wakanda Forever, è un barbarico guerriero del regno sottomarino dei Talokan, e alleato e luogotenente di Namor. È interpretato da Alex Livinalli.
- Namora: Antagonista del film Black Panther: Wakanda Forever, è una guerriera del regno sottomarino dei Talokan, e la cugina di Namor. È interpretata da Mabel Cadena.

#### Introdotti nella Fase Cinque
- Victor Timely / Kang il Conquistatore: Antagonista principale del film Ant-Man and the Wasp: Quantumania, è un potente e spietato signore della guerra e viaggiatore temporale. Kang scopre l'esistenza del multiverso e di versioni alternative di sé stesso. A differenza di molte sue varianti, Kang aspirava a conquistare tutti quanti più mondi possibili, iniziando così una guerra multiversale. Nella prima stagione della serie televisiva Loki, appare una delle varianti alternative di Kang, conosciuto semplicemente come Colui che rimane, un creatore della Time Variance Authority e dei Custodi Temporali. Si tratta di una variante benevola di un terrestre del XXX secolo, il quale diede origine alla Sacra Linea Temporale per impedire a varianti malvagie di sé stesso di distruggere tutto con una guerra del multiverso. Decide di assegnare il suo ruolo a Loki in quanto ormai troppo vecchio, debole e stanco per continuare nel suo ruolo, ma Sylvie, la variante femminile di Loki, sceglie di ucciderlo definitivamente senza pietà per soddisfare la sua vendetta nonostante l'opposizione del Dio dell'Inganno, causando così l'apertura del multiverso. In Quantumania, sono apparsi altri e alcuni varianti alternative di Kang, (tra cui Immortus, Rama-Tut, il Centurione Scarlatto e il politico Victor Timely) in cui hanno formato un gruppo chiamato il Consiglio dei Kang (noto anche come il Tribunale oppure la Dinastia Kang). A seguito della morte di Kang il Conquistatore per mano di Ant-Man e di Wasp, il consiglio discute sull'eventualità di affrontare e distruggere gli Avengers, poiché non solo hanno intaccato il tessuto del multiverso ma hanno anche ucciso uno di loro. È interpretato da Jonathan Majors e doppiato da Gabriele Lopez.
- Mobius M. Mobius: Un membro della Time Variance Authority (TVA), addetto alla cattura di Varianti pericolose; in passato era un cacciatore partner di Ravonna, ma presumibilmente divenne un analista dopo aver fallito una missione di grande importanza. Si interessa a Loki, salvandolo dalla cancellazione dalla realtà per farsi aiutare a catturare Sylvie, una pericolosa e vendicativa variante femminile del Dio dell'Inganno. Rispetto ad altri agenti della TVA sembra dotato di una maggiore sensibilità, curandosi delle persone dell'universo e nutrendo una passione per le moto d'acqua. Stringe amicizia con Loki mentre collabora con lui per investigare su Sylvie. Nonostante la diffidenza che nutre per Loki, grazie a lui scopre la verità sulla TVA e fa squadra con le Varianti Loki per abbattere l'organizzazione, contribuendo all'apertura del Multiverso. La nuova situazione lo pone in profondo conflitto, ciò nonostante collabora con Loki per salvare il Multiverso dalla distruzione, venendo costretto a separarsi dall'amico quando Loki decide di proteggere le linee temporali; Mobius torna sulla Sacra Linea Temporale per assistere alla sua vita terrestre, dove è un venditore di moto d'acqua di nome Don, padre single di due figli. È interpretato da Owen Wilson e doppiato da Francesco Prando.
- Adam Warlock: Antagonista del film Guardiani della Galassia Vol. 3, è un potente e letale guerriero artificiale creato dalla razza aliena dei Sovereign per distruggere i Guardiani della Galassia, e il figlio dell'alta sacerdotessa Ayesha. Essendo stato risvegliato troppo presto, ha un comportamento molto infantile, curioso e ambiguo che contrasta i suoi straordinari poteri che vanno dal volo alla capacità di sparare raggi di energia dalle mani. Incaricato dall'Alto Evoluzionario di catturare Rocket Raccoon, riesce a ferirlo gravemente, ma viene costretto dai Guardiani della Galassia a fuggire senza di lui. Adam e sua madre cercano di mettersi nuovamente sulle tracce di Rocket e nelle loro disavventure Adam si lega a Blurp, animale domestico di un Ravager da lui ucciso durante un interrogatorio. Dopo aver dato la caccia ai Guardiani, aver combattuto contro gli sgherri dell'Alto Evoluzionario e aver perso la madre per colpa del malvagio scienziato, durante la distruzione della Contro-Terra, Adam viene salvato da Groot e a sua volta salva Star-Lord compiendo un atto di eroismo. Dimostrando di essersi pentito, Adam entra a far parte della nuova squadra dei Guardiani della Galassia guidati da Rocket composta da Groot, Kraglin Obfontieri, Cosmo e Phyla. È interpretato da Will Poulter e doppiato da Manuel Meli.
- Phyla: Una piccola bambina stellare in cui è stata geneticamente modificata dall'Alto Evoluzionario prima che lei e gli altri suoi simili venissero liberati dai Guardiani della Galassia e i loro alleati, durante la resa dei conti. Alla fine del film diviene un membro dei nuovi Guardiani della Galassia, sotto la guida di Rocket Raccoon. È interpretata da Kai Zen.
- Elektra Natchios: Una ninja greca addestrata sin dall'infanzia da Stick che, in seguito, l'ha fatta crescere da una coppia di ambasciatori così che poi conoscesse Matt e iniziasse una relazione con lui per portarlo dalla parte dei Casti; abbandonato l'incarico dopo essersene veramente innamorata, Elektra scompare per anni dalla vita di Matt per poi ritornare, aiutarlo ad affrontare la Mano e sacrificarsi per salvargli la vita, sebbene in seguito il suo cadavere venga riesumato dalla setta ninja. In Deadpool & Wolverine appare una variante di Elektra, venuta da un altro universo alternativo (catalogato come la Terra-701306), e faceva parte dei Resistenti guidati dalla giovane mutante X-23, insieme agli altri due membri rimasti e sopravvissuti nel Vuoto (Blade e Gambit) e i due nuovi arrivati (Deadpool e Wolverine), per sconfiggere Cassandra Nova (la sorella gemella cattiva del professor Charles Xavier) che sta minacciando di devastare le realtà parallele. Alla fine della missione, Elektra viene riportata nel suo universo natale. È interpretata da Élodie Yung e doppiata da Monica Vulcano (mentre l'altra è interpretata da Jennifer Garner e doppiata da Francesca Guadagno).
- B-15: Una delle Cacciatrici della Time Variance Authority incaricata di controllare Loki. In seguito a un incanto rivelatore di Sylvie comincia a nutrire dei dubbi sulla reale natura della TVA e, dopo aver capito di essere in realtà lei stessa una Variante, aiuta Sylvie, Loki e Mobius a svelare la verità sull'organizzazione e a mantenere al sicuro il multiverso. Sulla Sacra Linea Temporale era una dottoressa di New York di nome Verity Willis. In seguito alla riorganizzazione della TVA e del multiverso, B-15 si mette a capo della nuova TVA. È interpretata da Wunmi Mosaku e doppiata da Mattea Serpelloni.
- Miss Minutes: La mascotte della TVA, dalle fattezze di un orologio antropomorfo animato; in realtà lavora per Colui che rimane, per il quale ha sviluppato un'attrazione morbosa a causa degli eoni passati insieme a lui. Aiuta Ravonna a cercare di plasmare il futuro di Timely, ma viene sconfitta e riprogrammata da O. B. affinché torni a essere leale alla TVA. È doppiata in originale da Tara Strong e in italiano da Sara Ferranti.